# Décoration de pignon en Scandinavie

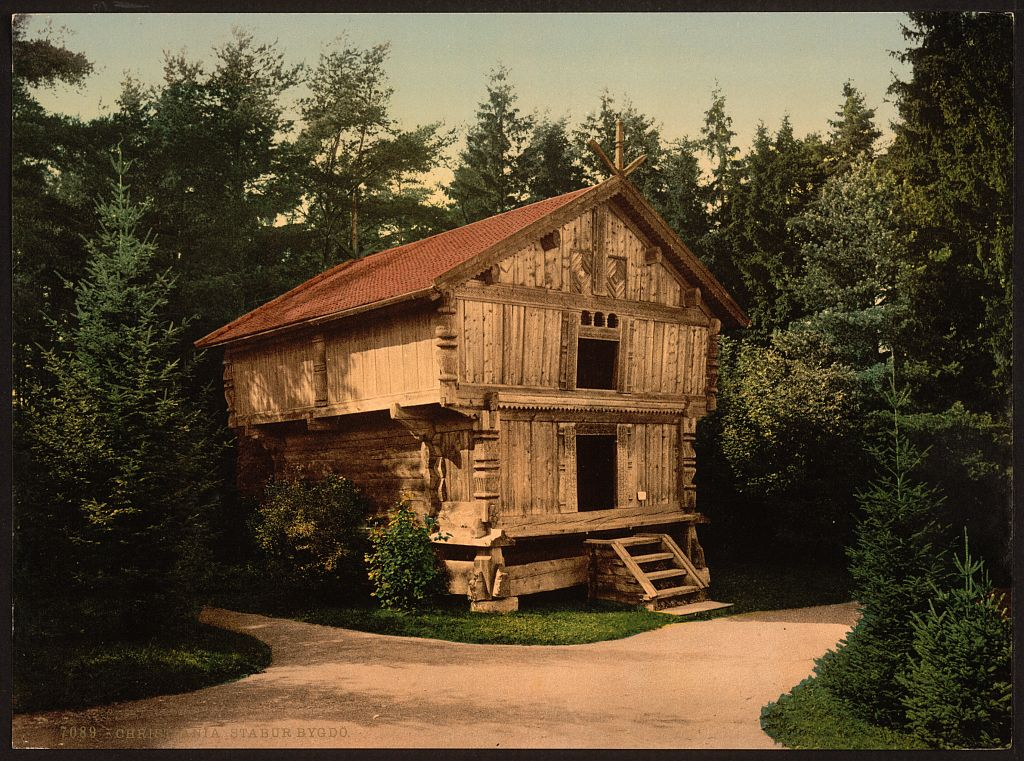
Décoration double sur un stabbur à l’écomusée de Norvège, Bygdø, Oslo.

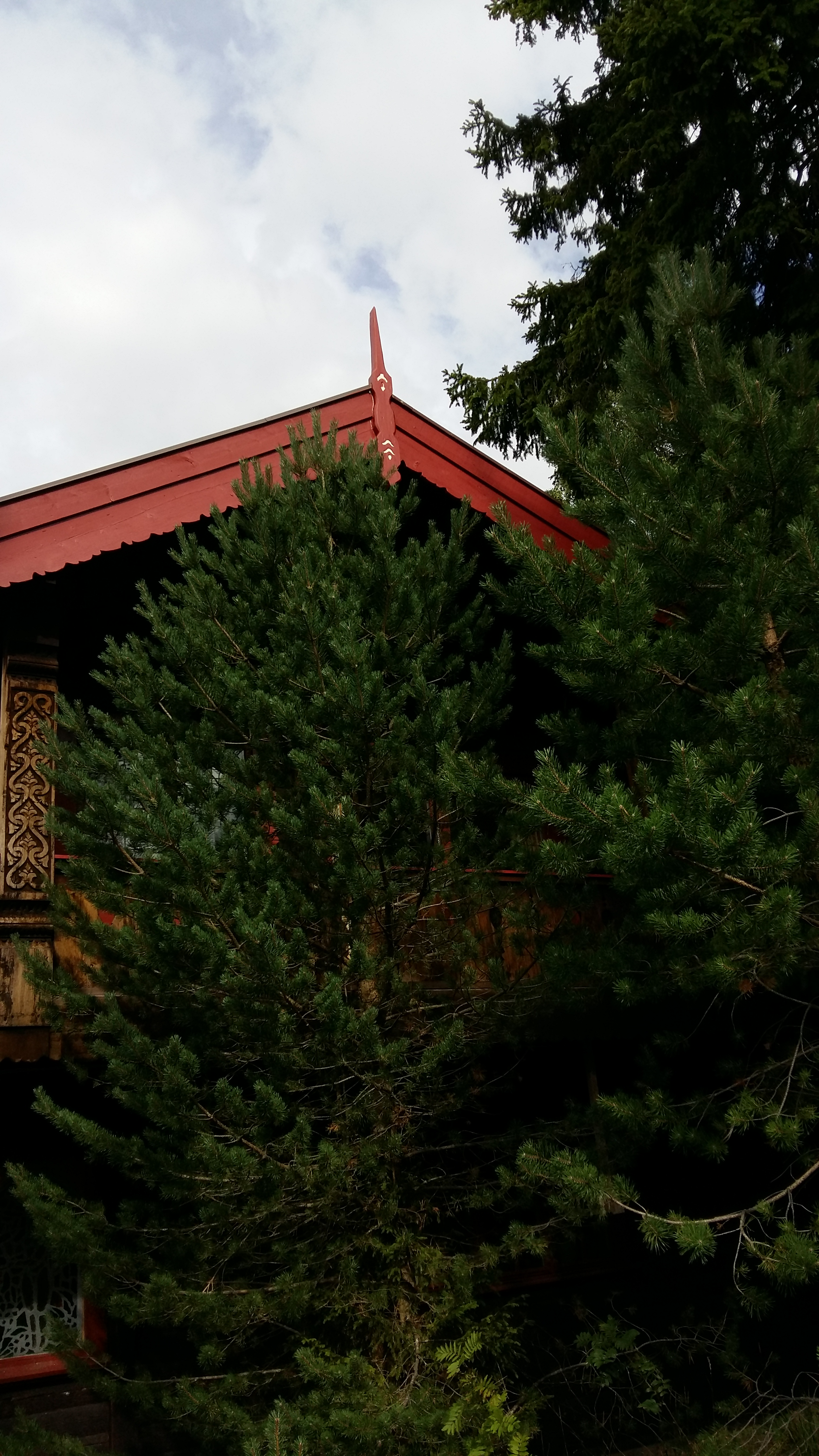
Epi de faîtage et sculpture sur bois, maison privée, Holmenkollåsen, Oslo.

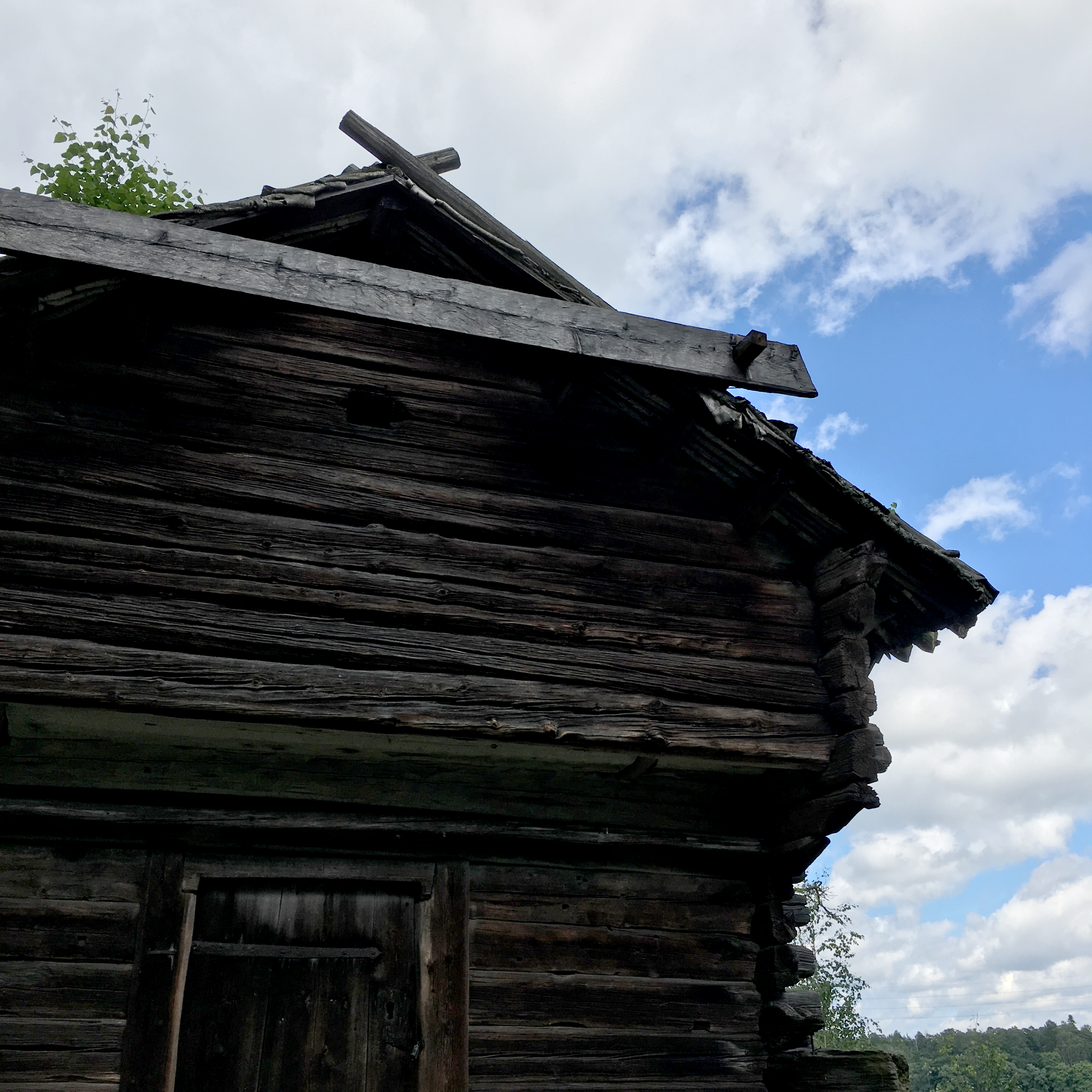
Gros plan sur décoration de pignon, écomusée Seurasaari, Finlande.

La décoration de pignon en Scandinavie dans l’habitat traditionnel et rural des pays nordiques est intimement liée à la construction en bois et aux bâtiments en rondins empilés. Contrairement à d’autres régions européennes où la maison principale fait l’objet d’une attention plus particulière de la part des propriétaires, l’ornementation concerne à la fois l’habitation principale et les bâtiments annexes comme de simples greniers, des étables ou des fenils isolés pour lesquels la sculpture traditionnelle sur bois apporte des panneaux sculptés et des bas-reliefs qui complètent les motifs ornementaux des sommets de pignon. Alors qu’elle a quasi disparu dans de nombreuses régions scandinaves méridionales, elle s’est encore maintenue dans les régions de montagne, de hauts plateaux et de contrées très boisées à l’écart des axes de communication. La décoration supérieure du pignon joue soit sur un motif croisé, soit sur la verticalité d’un poteau, soit enfin sur les deux cumulés comme dans le stabbur sur la photographie ci-contre. Dans tous les cas, des pièces de bois plus ou moins travaillées dépassent la limite de la panne faîtière pour former un motif décoratif à l'aide du poinçon ou des chevrons de la charpente, des planches de rive ou de lattes fixées a posteriori sur les rives de toit et la faîtière. Les termes spécialisés pour désigner cette partie décorée du pignon se retrouvent aujourd'hui davantage dans les dictionnaires traitant des mots anciens et désuets: « gavlbrand » et « gavlspir » (Graphie dano-norvégienne ici).

## Origine équivoque et terminologie

### Échanges entre les peuples sans origine certaine
La décoration de pignon ou de toit dans la sphère scandinave s’apparente indubitablement à celle de la plaine germano-polonaise et des régions forestières et tourbeuses de Russie : deux éléments plus ou moins sculptés se croisent quelques centimètres au-dessus de la faîtière le plus souvent de chaque côté de la maison. Certains chercheurs penchent plutôt pour une origine scandinave car il touche bizarrement les régions d’expansion ou d’établissement des Vikings, à savoir de la Rus' de Kiev à l’est aux Îles Britanniques à l’ouest. Rien n’atteste néanmoins de manière univoque que l’ornement de pignon des maisons longues vikings se soit transmis de manière continue du haut Moyen Âge au romantisme du XIXe siècle. Les ethnologues et historiens de l’architecture en Basse-Saxe ne parviennent pas non plus à faire le lien direct entre les têtes de chevaux et l’ornementation viking. Il n’est pas improbable mais pas attesté pour autant.
À l’inverse, des chercheurs scandinaves pencheraient pour une origine slave des maisons à rondins dans leur région. L’argument revient à dire que c’est au contact des nouvelles terres découvertes à l’est que les Varègues ont ramené dans le nord la cabane à rondins couchés d’abord en Suède, puis en Norvège voisine. De fait, la technique en bois debout supposée endémique à l’Europe de l’Ouest s’oppose à l’architecture en troncs couchés des pays de l’Est ; la première a disparu en Europe occidentale au profit de la maison à pan de bois avec torchis ou briques moins gourmande en bois et plus résistante car le solin protège le bois de l’humidité de la terre et la maison est déménageable. À l’exception de la Zakopane en Pologne du sud-est et de la Norvège pour les églises, la technique en bois debout s’est maintenue mais elle est supplantée par les maisons à troncs couchés, puis les maisons avec planches. La maison ancestrale scandinave comme l’isba primitive sont des bâtisses que l’on peut quasiment construire avec une hache pour seule outil.

### Termes spécialisés

#### Brand
Les mots composés qui désignent l’ornementation du pignon comportent en forte majorité le terme « brand ». Les appellations varient en fait très peu dans les quatre langues scandinaves, en tout cas pour ce qui est des variantes dialectales qui font souvent fi des frontières nationales. Comme le mot remonte à l’époque norroise commune, la parenté entre tous les pays scandinaves actuels va de soi.
Le terme « gavlbrand » revient en norvégien et en danois, mais on lit également les termes « husbrand » et « brandstang ». Le point commun de ces mots spécialisés que seule une recherche dans des dictionnaires d’étymologie ou les ouvrages très spécialisés permet de trouver, ramène à un ancien mot norrois « brandr » qui désignait entre autres un bâton, un piquet et plus précisément un poteau qui se dressait de chaque côté au-dessus de l’entrée principale de la maison que les occupants appelaient « brandadyrr » (donc porte sous le brandr). En d’autres termes, c’est la variante verticale non croisée rappelant en français davantage l’épi de faîtage qui semble posséder à l’époque viking et norroise, mais aussi plus tard dans la plupart des pays nordiques une vocation à la fois protectrice et identitaire du gavlspiss pour le pignon principal de la maison principale de la ferme comme un œil omniscient: le piquet de faîtage (ou mot à mot « piquet de pignon ») fait fonction en quelque sorte de gardien de la porte d’entrée, signale aux visiteurs qu’ils pénètrent dans un lieu consacré à une famille, un nom de chef de famille ou de clan avec les règles de bienséance que cela implique. Ceci étant, les descriptions des ouvrages encyclopédiques à propos du « gavlbrand » prêtent à confusion car il est difficile de se représenter si les poteaux en question sont fichés dans le sol de chaque côté de la porte ou si l’on fait bien référence à ces poteaux plus petits qui se croisent au-dessus de l’entrée ; la plupart des articles évoquent systématiquement le vieux terme norrois associé « brandadyrr » qui désigne une porte justement encadré par ces deux poteaux. L’incertitude persiste à la lecture de la définition apportée par un dictionnaire anglo-islandais qui évoque « des becs de bateau fixés à la porte par deux. Le dénominateur commun dans la tentative de définition du mot brandr entre les langues scandinaves demeure finalement le lien intrinsèque que les habitants de ces contrées établissent entre la porte d’entrée principale, la proue d’un navire et une décoration en forme de pique, seul ou par deux. Quelle que soit l’appellation régionale, l’idée de saillie domine donc largement : un objet décoré saillant pointe vers le ciel en débordant du pignon essenté, du toit ou de la coque du navire. Les ouvrages étymologiques corroborent tous la connotation verticale en attestant les définitions du mot proto-nordique « brandr » gravitant autour du mot « bâton » ou « perche » ou « poteau ». Le mythologue Roland Barthes partait par exemple aussi du postulat que « le navire est un fait d’habitat avant d’être moyen de transport ».
En islandais contemporain pratiqué au XIXe siècle, le mot masculin « brandur » (au pluriel brandar) signifie toujours un poteau, un piquet souvent très décoré et fixé devant l’entrée d’un temple ou d’une ferme de chaque côté de la porte, ce qui leur donne le nom composé « dyrabrandar ». Quand le mot est systématiquement employé au pluriel, les « brandar » sont deux poteaux qui dépassent à la proue des vieux bateaux souvent bien décorés et utilisés pour fixer les cordages. La parenté entre la proue du bateau et l'accès à la maison demeure actuelle dans l'usage linguistique même si les dictionnaires précisent que l'on ne les rencontrent que sur les très anciens types de bateau d'Islande. Johan Fritzner traduit dans son dictionnaire latin-norrois le mot « skibsbrand » par « pertica navis ad proram prominens » (perche proéminente du navire au niveau de la proue). Les linguistes norvégiens Thorkelsson et Gislason périphrasent le terme respectivement par « bugspjót » et « bugspryd », donc une décoration de la proue, et parfois de la poupe. Pouvant engendrer une confusion, le terme « branda » (au pluriel bröndur) est quant à lui féminin; il désigne la latte au-dessus de l’entrée d’une étable.
Comme jusqu’à un passé pas si lointain on donnait également en Norvège le nom de brand à une planchette qu’il y avait au-dessus de la porte qui comportait le nom du propriétaire ou sur la coque d'un bateau qui comportait le nom de ce bateau, le caractère identitaire et nominatif du brand se mêlant à la branda ne peut faire l'ombre d'un doute. Ce terme norrois est de ce fait probablement à l’origine du terme anglais de la marque déposée, de l’image de marque, le branding. Cette coutume permet d’établir un lien avec la fonction identitaire de l’ornementation. On peut également émettre l’hypothèse plausible que le brand permet de repérer au loin la présence d’habitations et de personnes comme cela se fait aussi dans d’autres régions d’Europe centrale avec d’autres techniques comme les clochetons alpins par exemple.

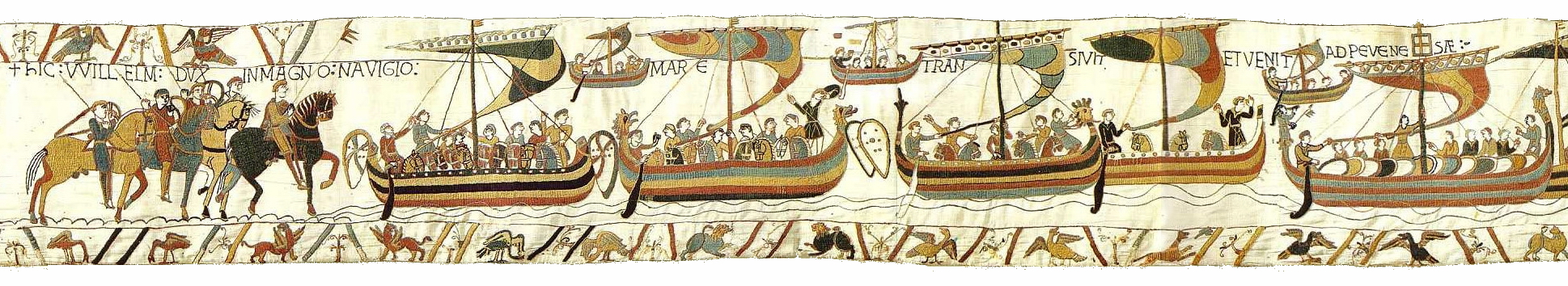
Section 38 de la tapisserie de Bayeux, les bateaux n'ont pas tous des figures de proue.

Le mot est en conclusion très polysémique en norrois; d'ailleurs on le retrouve comme déterminé ou déterminant dans les termes désignant l’allumette, la torche ou encore la lame d’une épée. En outre, on appelait aussi « brandur » une barre de bois qu’on utilisait pour fermer une porte (slagbrandur). Pour revenir sur l'analogie entre toit de maison et proue de bateau, la lecture des sagas islandaises apportent une dimension superstitieuse qui mérite d'être évoquée ici à l'instar des ophthalmoi grecs antiques. Dans l'une d'elles, il est par exemple fait mention d’un homme qui avait décidé d’arrêter de partir en mer pour son négoce ; il fit démanteler son bateau et demanda à ce qu’on lui mette les brandar du bateau au-dessus de l'entrée principale de sa demeure. Par la suite, bien après son décès, on prêtait des pouvoirs magiques et divinatoires à ces brandar qui pouvaient prédire l’arrivée de tempêtes venant du sud ou du nord en fonction du bruit que faisait le brandur de gauche ou de droite. Pour quelques analystes, les brandar  sont initialement deux planches qui viennent de plus loin au niveau de la coque et se rejoignent à la proue du bateau; on pouvait y fixer un ornement qu’on enlevait quand, par exemple, le bateau tombait à l’ennemi. La figure de proue serait en fait fichée ou emboîtée dans les brandar: on pense par exemple au tête de dragon qui ont donné le nom de drakkar en français. Le geste symbolique d'enlever la figure pour qu'elle ne tombe pas aux mains de l'ennemi ou soit abandonnée lors d'un naufrage illustre le caractère protecteur et quasi sacré de cette partie du navire. L'explication semble cohérente puisque l'observation des bateaux sur de la tapisserie de Bayeux révèle clairement la présence ou l'absence de figure de proue côte à côte. Un morceau de bois peint représentant 45 étraves de navire a été trouvé lors de fouilles archéologiques : seulement 2 sont décorées d’une tête d’animal, 3 sont surmontées d’une girouette et les autres finissent en pointe simple. Les figures de proue zoomorphes représentent le plus souvent des animaux à gueule ouverte comme des chevaux, des dragons, des taureaux, des serpents ou des griffons. Les figures de proue zoomorphes ne sont pas spécifique à l’époque des Vikings puisqu’on en reconnaît clairement sur les gravures rupestres de l’âge de bronze en Scandinavie, lesquelles rappellent davantage le cheval que le dragon. De nombreuses figurations de bateaux y montrent le développement poussé de la navigation à cette époque.

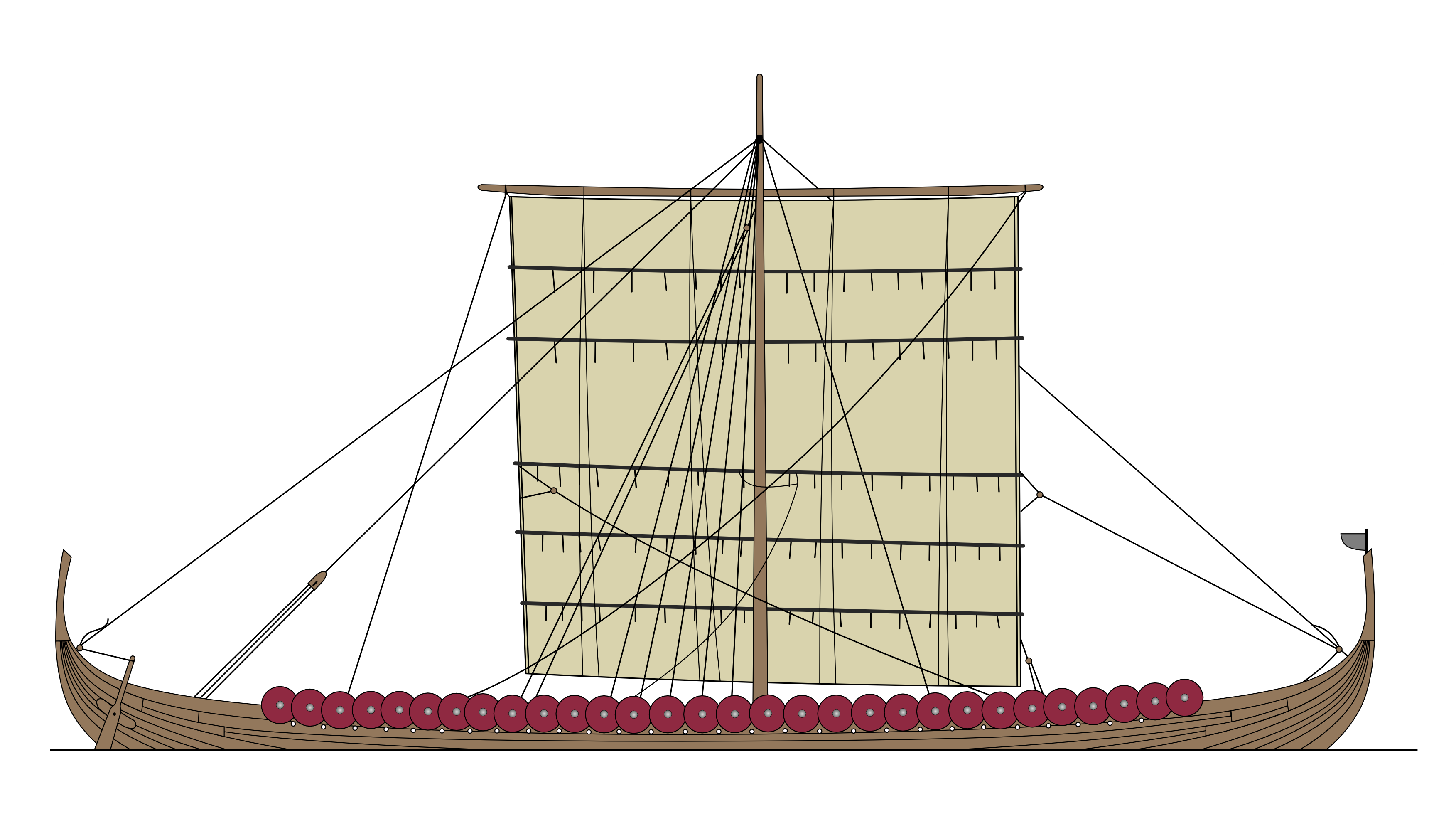
Bateau viking avec proue et poupe en « brand ».

Bien que dans les usages linguistiques scaldiques le mot pour étrave, « stafn », soit souvent utilisé pour désigner le bateau dans son intégralité, le terme « brant » est également attesté en Normandie médiévale dans le sens d’un bordé en forme d’épée. Il fait allusion au bois courbé de la proue comme on peut le lire dans le roman de Rou de Wace pour décrire le bateau de Guillaume le Conquérant. De fait, tous les bateaux vikings n’avaient pas forcément une proue finissant en « brand » interprété comme une pointe d’épée ou un piquet.

#### Vindske
La décoration de pignon en terres scandinaves comme en terres saxonnes ramène systématiquement au concept associé de vindske qui peut s’écrire et se prononcer également vindsked, vindskeid, vindski ou en féroïen vindskeið. Le mot est composé de « vind » dont le sens reste à préciser et de « ski » (skeid, sked) qui signifie « latte » ou « planche », celui-là même qui passera du norvégien au langage courant de nombreuses langues mondiales pour désigner les lattes pour glisser sur la neige.
Ce terme joue un rôle essentiel dans le sujet de la décoration du pignon car, finalement, il serait abusif de parler d'un élément ornemental spécifique qu'on fixerait à la pointe du pignon et qui serait perçu de manière distincte du toit, plutôt que d'évoquer les extrémités des planches de rive qui se croisent au-dessus du faîte en créant un effet décoratif par la même occasion.
Le dictionnaire des frères Grimm atteste le mot allemand « windbord » utilisé généralement au pluriel pour désigner les planches qui, dans les toits de chaume, servent à protéger les gerbes en bordure de rive contre les coups de vent. Sont également évoqués les termes allemands synonymiques « windbrett », « windberge », « winddiele » ou « windscheide ». Le dernier n’est donc que la prononciation allemande du même mot qu’en scandinave occidental « vindske ».
Entre la paire scandinave vindske et gavlbrand d'un côté, la paire allemande septentrionale Windbrett et têtes de chevaux de l'autre, la parenté n'est plus à établir bien que l'explication des termes diverge entre les deux aires culturelles concernant le mot « vind ». Les toits de chaume ou végétalisés se retrouvent de facto dans les deux aires concernées avec la nécessité de protéger soit les rives pour le toit végétalisé, soit l'ouverture sous le faîte pour les toits de chaume nommée « Eulenloch » en Allemagne, « ljore » en Norvège ou « lyre » au Danemark pour l’évacuation de la fumée au niveau du pignon ou au milieu de la maison.
Les toits en Scandinavie étaient recouverts de tourbe (torfthak), d’herbe, de chaume de paille ou de roseau , de rondins ou de bois. Toutefois, le plus répandu est la couverture végétale, y compris pour la maison en rondins devenue la maison de référence du monde nordique dans l’esprit des Européens plus méridionaux. Le débord du toit au-dessus des maisons à rondins était appelé métaphoriquement « moustache du toit » (tagskæg ou takhofs en norvégien, eaves en anglais). Une baguette de bois longeait la rive de toit pour empêcher que la couverture végétale ne glisse vers le bas. Cette baguette s’appelait « torfvölr », « trovol » ou « torfhald ».
Les planches de rive de pignon étaient le prolongement de ces torfvölr qui avaient aussi une vocation ornementale évidente. Ceci étant, on les trouve aussi dans d’autres maisons sans toiture végétale. Comme ces planches de rive se tortillent et vrillent comme des serpents sur tout le pourtour du pignon, on les appelait soit « vindskeer » ou « vindskeiðr » (c'est-à-dire mot à mot des planches qui se tordent, qui serpentent) soit des « snobrædder » (planches qui zigzaguent, se tortillent) ou « brandar » déjà évoqués plus haut.
Le substanstif « vindske » donne le verbe « vindskeiða » pour désigner la technique consistant à apposer des planches de rive ornementales sculptées .

#### Gafl ou gavl
Le terme scandinave masculin « gafl » (forme islandaise actuelle ou encore gavl (no) , gavel (sv), galvur(fo)) est à l'origine du mot français « gable » même si ce dernier a pris un sens plus restrictif en architecture. Similaire aux mots des autres langues germaniques (gable(en),Giebel (de), gevel(nl)), il désigne le mur pignon d'un bâtiment le plus souvent avec un toit à deux pans avec ou sans demi-croupe. Il occupe une place prépondérante dans la terminologie en usage pour désigner les différentes parties fonctionnelles ou ornementales des murs pignon. Les mots composés avec le déterminant « gafl » sont en effet nombreux.
Ceci étant, en féroïen comme en islandais, ce mot désigne aussi les parties aux extrémités du châlit, donc le chevet et le pied de lit. On retrouve cette même analogie pour le mot finnois du pignon, « päätykolmio », apparenté à « pääty » pour le chevet de lit. Ce point apporte une dimension supplémentaire à l'analogie que font, semble-t-il, les Scandinaves depuis des siècles dans l'usage de termes récurrents entre un bateau, une maison et un lit. Dans les trois cas, il s'agit clairement d'un lieu de vie privatif, associé à un propriétaire et avec lui son clan familial. C'est d'autant plus vrai qu'à l'inverse le terme masculin usuel pour désigner en islandais la proue d'un bateau (« framstafn ») sert aussi à désigner le pignon d'une maison. Une autre analogie, moins frappante cette fois, relie le mur pignon en bois d'une maison au castor (bjór) dans le terme « bjórþil ».
Dans le contexte de la décoration de pignon, il convient de séparer les termes qui vont plutôt désigner une ornementation en forme de flèche, pointe ou épi de ceux qui décrivent une décoration par des planches, lattes ou extrémités de rives en forme de croix devant le faîte.
Flèche, épi
- Bæjarburst[11] (is)
- gavlspidsen[11] (da)
- gavlspissen (no)
- gavelspetsen (sv)
- gavlspiret (no + da)
- gavelspira (sv)
- gaflstöng[11] (is)
- galvflógv[17] (fo)

Poutres, lattes, poteaux
- gavlbrand (no + da)
- dyrabrandur, bröndar[11] (is)

## Ancien habitat vernaculaire

### Période viking

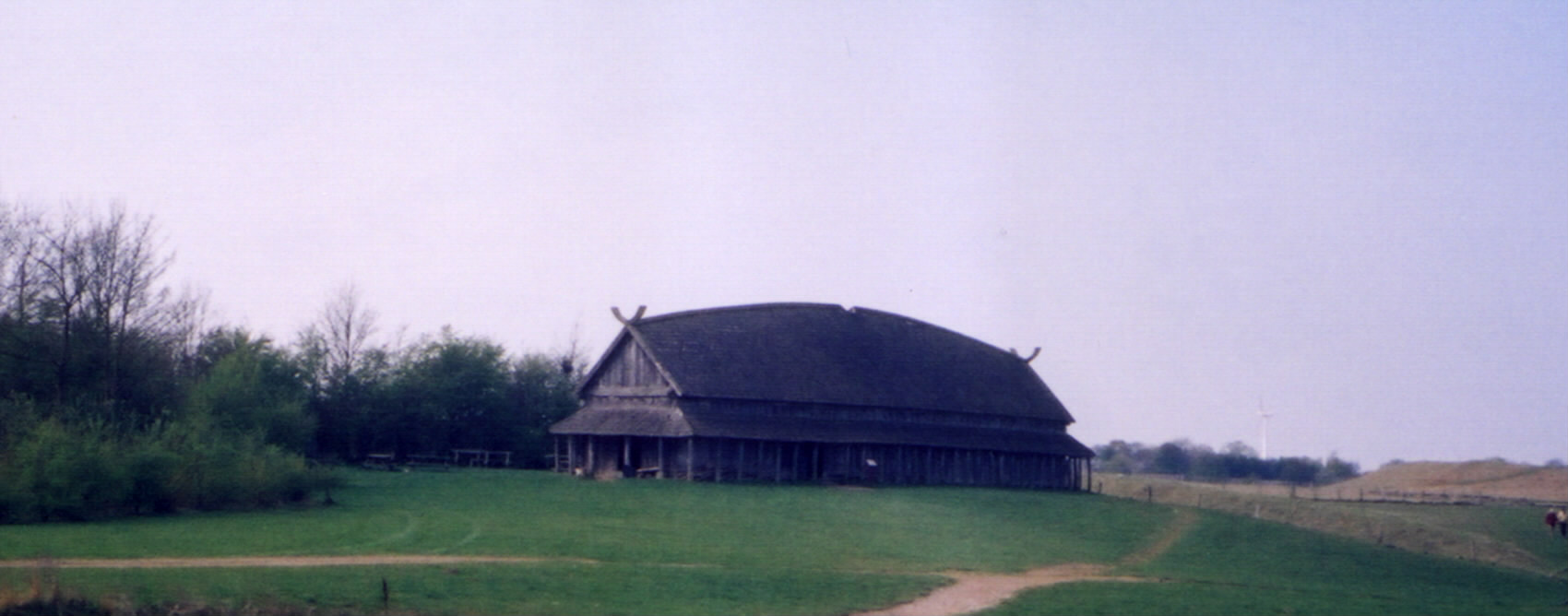
Pignon décoré en forme de cornes croisées dans une maison longue à la forteresse circulaire viking de Trelleborg, Danemark.

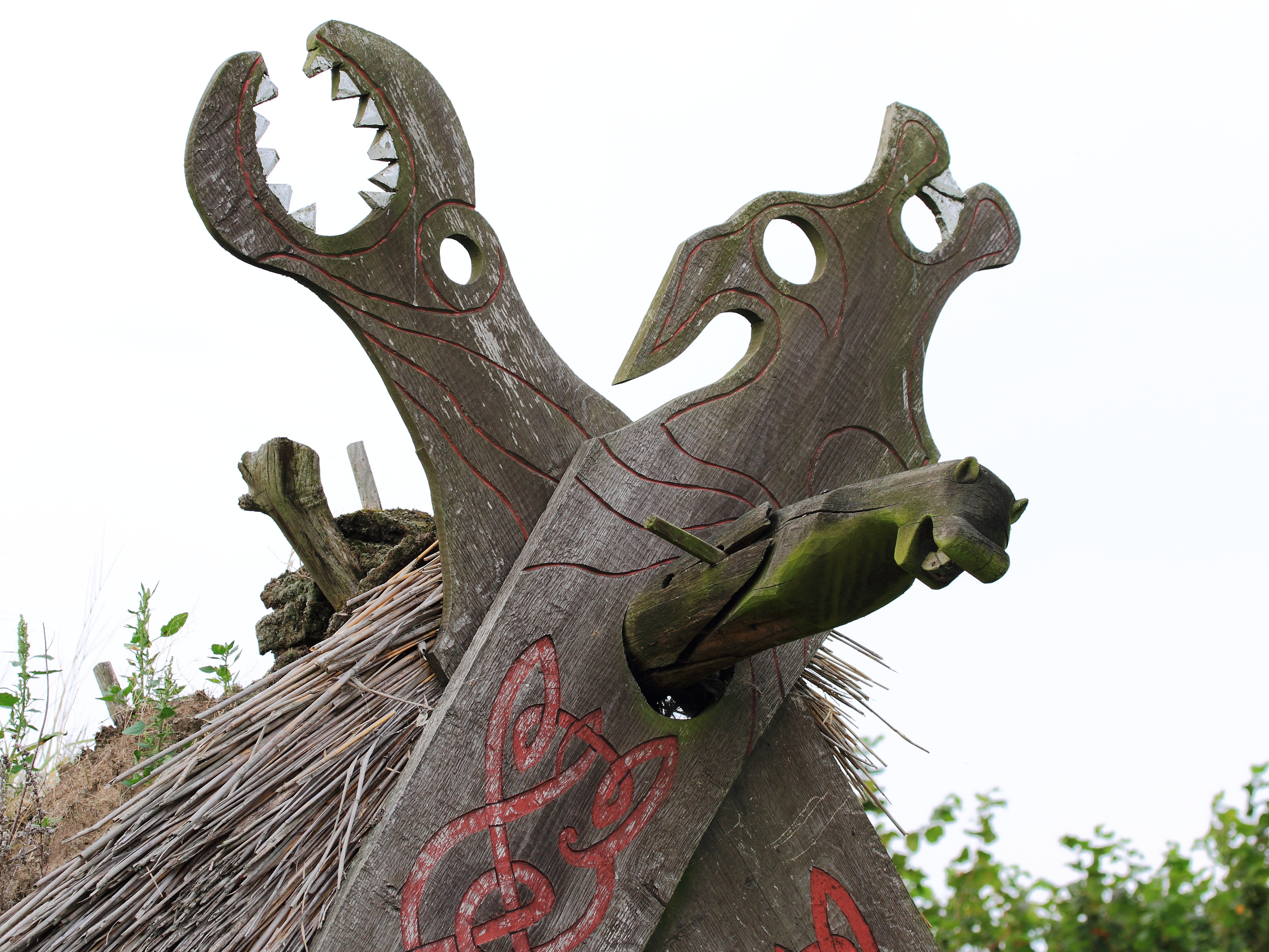
Motifs ornementaux croisés, Trelleborg, Danemark.

L’une des maisons typiques de l’époque viking est la maison longue dont celle du site de fouilles de la forteresse circulaire de Trelleborg près de Slagelse au Danemark sert de référence. Elle est a été reconstituée pour mieux se représenter la forme du bateau qu’elle imite à maints égards, à commencer par le toit en coque de navire, la forme générale en fuseau et l’armature des poteaux tout autour. D’un point de vue ornemental, la comparaison entre maison et bateau se remarque avec la décoration du pignon avec les deux planches ou tasseaux de rive arrondis qui se croisent en forme de cornes.
Sur une autre maison de cet écomusée archéologique de Trelleborg, les figures ornementales d’un pignon d’une maison à toit de chaume attirent l’attention avec une tête de chien et une tête de serpent qui se croisent à l’instar des têtes de chevaux croisées des maisons bas-saxonnes en Allemagne. La photo ci-contre permet de mettre en évidence au moins deux aspects spécifiques de la sphère nordique : la première est le cumul des motifs ornementaux à l’extrême pointe du pignon avec les deux planches de rive zoomorphes, mais aussi la poutre faîtière saillante qui est décorée avec une figure également zoomorphe et enfin la sculpture sur bois peinte en rouge représentant des motifs qui ne peuvent pas encore être les rinceaux d’acanthe mais des figures païennes comme des serpents qui s’entrelacent.

### Islande médiévale

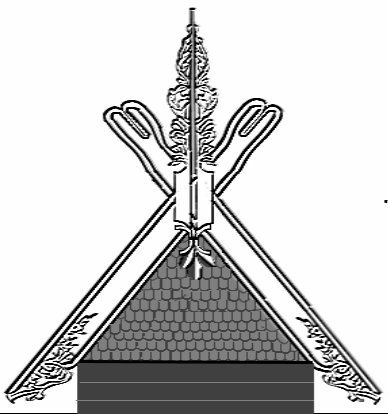
Décoration de pignon ancienne en Islande, d'après croquis de Guðmundsson.

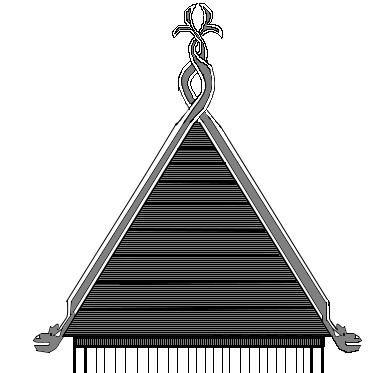
Ancienne décoration de pignon en Islande, queues de serpents entrelacées, d'après croquis de Guðmundsson.

Les planches de rive décoratives (snobrædder) qu’on trouve encore en Norvège aujourd’hui étaient particulièrement bien sculptées, surtout les extrémités; elles ressemblent à des dragons dont la tête pointe vers le bas et la queue vers le haut. Les extrémités s’entrelacent l’une sur l’autre au sommet du pignon de sorte que les queues des serpents ou dragons forment une flèche qui dépasse du pignon ou qu'elles se coupent en forme de croix avec les extrémités de chaque côté; ce faisant, les extrémités dépassent et se reposent sur la poutre faîtière qui est légèrement saillante (Appelée « brandåss »). Les planches torsadées des rives portent encore ce nom vindske ou Windbretter au Danemark, en Suède, en Norvège, en Allemagne septentrionale comme en Islande et dans les îles Féroé pour signifier les extrémités supérieures qui ressemblent souvent à des queues d'animaux en forme de croix. Toutefois, les étymologistes interprètent le terme différemment: en Islande, le verbe vinda prend le sens de « vriller », « s'entrelacer » alors qu'en Allemagne tout le monde pense au vent (Wind): les toits de chaume allemands nécessitent des planches brise-vent alors que les maisons islandaises arborent des planches de rive zoomorphes sculptées et entrelacées.
Dans l'Islande d'autrefois, le sommet de pignon où les planches de rive s’entrecroisent s’appelait « burst ». Il était décoré parfois d’une flèche de girouette très ornée appelée « húsasnotra » ou ornement de maison (huspryder)) qui dépasse un peu de la rive en bas et davantage au sommet du pignon, tel qu’on le voit encore dans les constructions norvégiennes. La partie inférieure de la flèche de girouette était sculptée avec différents motifs, comme une tête de cerf, un loup, un aigle alors que la partie supérieure était pourvue de toutes sortes de motifs comme un pommeau doré ou un coq. Le coq est souvent évoqué dans les sagas pour les maisons mais aussi fréquemment sur les bateaux.
Les planches de rive et la girouette ne se trouvaient pas par hasard sur le pignon de l’entrée principale (bæjardyrr) : au sommet du pignon principal (bæjarþili), une tête (bæjarburst) observe et jette un œil sur tout le complexe de la ferme. D’autres pignons peuvent avoir aussi une décoration de ce type.
Le lien fort entre la maison et le bateau s’exprime dans l’ancienne décoration de toit en Islande de manière éclatante ; on retrouve les mêmes symboles allégoriques, les notions de sacralité, de propriété et de communauté. Le bestiaire dans l’art sculptural scandinave appliqué à la construction en bois (habitation, bateaux) se concentre sur des animaux très récurrents voire fétiches pour les bateaux-tombes, les tombes naviformes, les bateaux à usages divers et les bâtiments d’habitation ou d’exploitation : le serpent, le cheval, le cerf, le bison. Dans le bateau d'Oseberg, la frise décorative qui longe la coque jusqu’au brand décoré de l’étrave termine par une volute représentant une tête de serpent avec de nombreux entrelacements. Cette même décoration cursive et étirée se retrouve sur les décorations de rives, comme sur les dessins ci-contre, à l’exception près qu'ici les têtes de serpent sont orientées vers le bas. Les formes peuvent être schématisées à l’extrême mais ce sont généralement des animaux qui évoquent la vitalité, les autres mondes, notamment le cheval notoirement psychopompe dans la mythologie germanique.
La représentation du toit matérialisé par deux corps de serpents ou dragons qui entrelacent leur queue au-dessus du faîte renvoie clairement à un message de protection ou d'abri de même que la flèche sculptée pointant vers le ciel fait la jonction entre le monde d'en-haut et celui de la terre. Qu'une telle bâtisse de type grenier ou hangar puisse être à ce point décorée peut surprendre les Européens plus méridionaux. L'ornementation du bâtiment sommaire est presque plus imposante que la bâtisse elle-même. Les greniers et dépendances sur pilotis proviennent selon plusieurs chercheurs des populations nomades lapones pour qui la protection de leurs biens et des vivres dans un espace séparé des autres bâtiments d'habitation ou d'exploitation revêtait un caractère quasi sacré et de survie ou de pérennité. Un tel bâtiment mérite vraiment une magnifique ornementation. On retrouve cette pratique culturelle dans de nombreuses régions européennes sous diverses formes. Les grandes migrations germaniques ont pu être le vecteur majeur de son expansion.

### Danemark de l’époque monarchique à l’absolutisme
L’abandon de l’ornementation commune aux pays scandinaves semble s’être opéré au Danemark à la fin du XIXe siècle pour ce qui des toits et des rives de toit sculptées. Ce pays a des frontières communes avec l’Allemagne du Nord et l’aire culturelle bas-saxonne où les décorations zoomorphes du pignon se sont maintenues jusqu’au jour d’aujourd’hui : têtes de chevaux, d’oie, de coq et de cerf entre autres. Les îles voisines du Mecklembourg-Poméranie-Occidentale forment finalement la limite septentrionale de la décoration de pignon par têtes d’animaux.
Reinhold Mejborg s’est penché sur l’architecture urbaine et rurale du Danemark pendant les périodes historiques nationales du « adelsvælden » au « yngre enevælde », ce qui correspond à la consolidation de la monarchie danoise vers un régime absolutiste de plus en plus éclairé (De 1536 à 1784).
Selon l’auteur, les pignons bardés de planches tels qu’ils ont existé dans les siècles précédents tant dans l’architecture urbaine des villes marchandes que dans les villages ruraux étaient encore visibles en grand nombre au Danemark du XXe siècle. Toutefois, l’ornementation ancestrale très liée aux planches de rives a quasi disparu ; la décoration par les têtes de chevaux n’est visible que sur quelques maisons isolées construites par des populations étrangères qui se sont installées au Danemark. Ce sont pour la plupart des Allemands et des Néerlandais. On trouve des têtes de coq sur l’île de Tåsinge, des extrémités courbes avec des surplombs en forme de cornes sur les îles de Lolland et Falster ainsi que sur l’île suédoise Gotland. Ce dernier type de décoration semble remonter à des temps très reculés puisque les archéologues pensent qu'il décorait le temple de l'âge du bronze sur le site de fouilles de Barger-Oosterveld aux Pays-Bas orientaux.
Les têtes de dragon situées à l’extrémité inférieure des planches de rive, telles que les décrit Gudmunsson pour l’Islande médiévale, étaient encore fréquentes au milieu du XIXe siècle au Danemark, mais devenues rares en fin de siècle.

### Bornholm
Pour les maisons rurales les plus anciennes de Bornholm, deux types majeurs se distinguent clairement l’un de l’autre : soit il s’agit d’un bâtiment large avec un grand pignon et un toit peu élevé, soit d’une maison étroite avec un toit très incliné. C’est le deuxième type qui a, en règle générale, un pignon avec bardage de planches et une décoration de pignon qui dépasse la faîtière. Des maisons identiques sont attestées dans le Jutland méridional sans que cela ne soit très étonnant car Bornholm, la Scanie et le Jutland méridional partage de nombreux points communs dans leur culture respective façonnée par l’ancienne navigation en mer Baltique. La présence de girouette sur le pignon de ce type de maison remonte à plusieurs siècles. On constate aussi des têtes de dragon qui sont antérieures à l’époque romantique, mais dont aucune preuve ne permet de dire que cela remonte à l’époque viking sans discontinuité.
Les pignons en bois des maisons avec décoration du pignon et les girouettes à tête de dragon caractérisent Bornholm dans cette aire culturelle. Apparentée aux types de construction danois en général, l’architecture rurale de Bornholm présente en outre quelques caractéristiques locales qui peuvent se retrouver dans d’autres régions de Scandinavie. Par exemple, l’habitat dispersé y est très représenté et le groupement de 2 ou 3 exploitations agricoles rappelle davantage le « bygd » ou « tun » norvégien que le « by » danois, c’est-à-dire plus orienté vers le très petit hameau composé de petites maisons aux fonctions clairement établies chez les Norvégiens que vers le schéma urbain ou villageois plus structuré des Danois.
Un autre schéma d’agglomération typique de Bornholm s’explique par son insularité : les fermes sont disposées en chapelet ou en rangée comme les maisons alsaciennes le long de la route, mais ici souvent le long d’un ruisseau utile à la vie quotidienne (eau douce, lavage, eau motrice). La particularité de l’habitat de Bornholm est d’avoir souvent construit sur un terrain en pente en raison de leur localisation en bordure de cours d’eau ou le long de la côte, même quand il y aurait des terrains plus plats à proximité. Pour compenser la différence de terrain, il n’était pas rare que les deux sommets de pignon avant et arrière ne soient pas à la même hauteur, avec une différence pouvant aller jusque 2 m, sachant que la même différence de hauteur se retrouve à l’intérieur de l’édifice entre le plafond et le plancher. L’élévation accrue de la pièce à vivre au-dessus de la cave avec ses trois fenêtres sur pignon avant donne une vue plongeante sur la mer.
Les éléments ornementaux du bâti de Bornholm touchent le sommet du pignon et les poteaux d’angle. Le premier est identique aux autres pays scandinaves. La seconde ornementation qui s’apparente à celle de Scanie voisine joue sur la décoration des poteaux porteurs pour lesquels il est d’usage de dire que les quatre poteaux symbolisent les 4 évangiles. Les motifs décoratifs proviennent soit de la tradition populaire soit de la Renaissance. Les surfaces planes sont sculptées en bas-relief : points, cercles, zigzagues, denticules ou encore des ornements géométriques comme dans les anciens bâtiments nordiques à l’image des églises des îles Féroé.

### Finlande

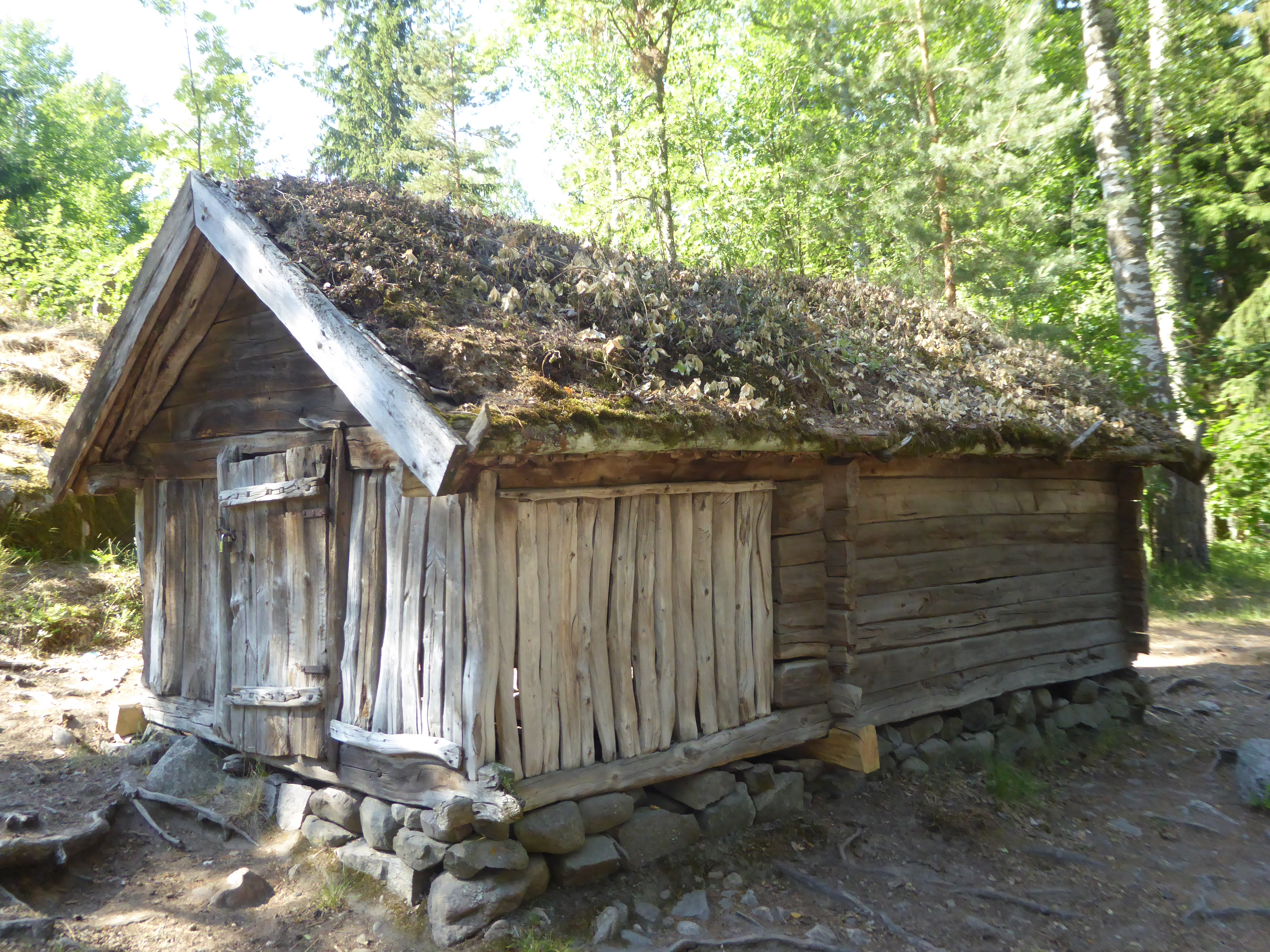
Construction en rondins empilés avec toiture végétale au musée plein air de Seurasaari.

Avant l’arrivée d’un peuple européen dans l’actuelle Finlande, en l’occurrence surtout les Suédois, les autochtones étaient des Samis. En raison de leur mode de vie nomade, l’habitat ancestral n’entre pas en ligne de compte ici. Ce sont les peuples scandinaves et slaves qui vont introduire leurs techniques de construction en même temps que les différentes vagues de colonisation ou d’occupation jusqu’à un passé très récent.
Le premier colonisateur historique en dehors des quelques colonies vikings sur la côte sud-ouest en Botnie, le royaume de Suède introduit un régime féodal pendant le Moyen Âge et peuple la partie occidentale de la Finlande en se mêlant à la population indigène. Toutefois, cette contrée très forestière, parsemée d’immenses lacs et tourbières présentait à cette époque une très faible densité de population, sachant qu’en 2018 elle se limite encore à 18,21 habitants par kilomètre carré contre 123.17 en France par exemple. On compte surtout des chasseurs et des mouvements de migration saisonnière qui rythment la vie locale articulée autour de la vente de fourrures et de produits issus de la forêt. Les maisons sont des constructions en rondins empilés avec une toiture végétale en mottes de tourbe sur plaques d’écorce de bouleau, c’est-à-dire le type scandinave germanique qui s’est maintenu jusqu’à nos jours en Norvège ou en Islande malgré l’introduction des nouveaux matériaux de couverture et d’isolation plus modernes et plus efficaces.
Par conséquent, la maison finno-suédoise vernaculaire la plus ancienne demeure pendant longtemps une cabane en rondins posés horizontalement. Il s’agit d’une maison-bloc sans cheminée pour les hommes et les bêtes qui n’est pas sans rappeler l’isba noire en Russie partie septentrionale. Un foyer ouvert se trouve au centre de la pièce pour chauffer et cuisiner. Dépourvue de fenêtres, et encore moins de fenêtres vitrées, la fumée qui s’accumule dans la seule pièce habitable doit être évacuée par un orifice dans la paroi. Le toit est couvert d’écorces de bouleau, de tourbe ou de chevrons.
Ce type de couverture végétale implique l’utilisation inévitable de pannes ou liteaux pour stabiliser la tourbe et l’écorce de bouleau qui ne doivent pas glisser le long de la pente des versants. De même, des lattes protègent les rives de toit. Celles qui sont à l’extrémité des pans du toit se croisent au sommet du pignon et confèrent ainsi un élément ornemental commun à toute l’aire nordique comme l'image du grenier ci-contre l'illustre bien. À l'exception de cette planche transversale frappante, la pointe du pignon de ce grenier surélevé ne permet pas de distinguer si ce bâtiment agricole se trouve à l'est ou à l'ouest de la Scandinavie.
Une particularité finlandaise qui apparaît bien au musée plein-air de Seurasaari dans l’archipel d’Helsinki réside dans la croisée des lattes au-dessus et sur toute la longueur de la faîtière pour les maisons habitées et les annexes de certaines régions finlandaises. En regardant le pignon en face, on pourrait penser que seules les lattes aux extrémités se croisent comme partout en Scandinavie mais l’effet décoratif concerne en réalité l’intégralité du toit comme on peut l'observer sur la dernière maison au fond de la photographie ci-contre.

### Norvège

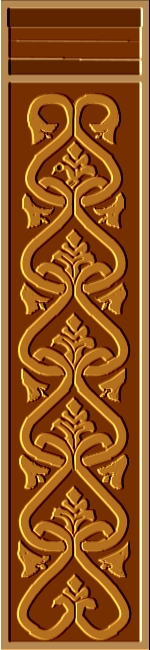
Détail d'un panneau de bois sculpté rappelant les pelatientsi russes, pavillon privé, Oslo, 2018.

La présence d’un ornement de pignon dépend beaucoup du type de construction et de la couverture du toit. Les bâtiments en en bois massif empilé sont ceux qui comportent le plus de motif ornemental, mais les maisons plus modernes avec ferme débordante apparente ont la possibilité d’utiliser des planches de rive pour réaliser un élément décoratif qui rappelle fortement les anciennes décorations du Moyen Âge.
Le géographe Michel Cabouret, spécialiste de l'Europe nordique résumait l’évolution de l’habitat en Scandinavie en ces termes : 

« En Norvège, un changement radical du mode de construction de l'habitat s'est produit au cours de l'époque «viking» (800-1030). A l'âge du fer, l'habitat est constitué d'une maison unique de grandes dimensions et allongée, où gens et bêtes vivaient sous le même toit, qui abritait aussi récoltes et instruments. Il fut remplacé par un nouveau type très vraisemblablement emprunté par les Vikings orientaux (Suédois essentiellement) aux Slaves, type où le nombre d'édifices propres à loger les personnes et les biens de chaque grande famille patriarcale se multiplie et où chacun d'entre eux prend une fonction bien déterminée. En même temps le mode de construction se modifie profondément. »

Comme en Finlande, le modèle primitif nommé « eldhus » avec pièce unique articulée autour du foyer sans conduit de fumée rappelle clairement l’isba primitive russe. La parenté avec l’isba vaut également pour sa décoration : en Norvège comme en Russie la sculpture sur bois anime la maison rudimentaire même si, en Norvège, elle concerne moins les fenêtres, les pelatientsi que les planches de rive, les lambrequins chantournés et le sommet du pignon. Moins développés qu’en Russie, on peut encore voir en Norvège en dehors des écomusées des panneaux sculptés aux motifs très proches des ornements celtiques hérités de la longue tradition de la sculpture sur bois norvégienne au service de l’identité nationale pendant les longs siècle d’émancipation politique de ce pays.

## Décorations actuelles

### La cohérence au sein du groupe d’habitation
En Norvège, le schéma traditionnel de l’habitat est la cour de ferme ou « tun » : avec l’amélioration des conditions de vie, les agriculteurs les plus aisés ont bâti des ensembles de petites bâtisses avec une fonction spécifique autour d’une cour assez resserrée. À part, la maison d’habitation d'hiver et d'été, il faut compter les étables pour chaque espèce d’animal (vaches, moutons, chèvres par exemple), les greniers et hangars les plus divers sur pilotis ou non (stabbur, loft), la maison des invités entre autres. L’éclatement des bâtiments en de multiples maisonnettes souvent à rondins empilés et bien décorées confère une forte cohérence à la ferme par son esthétique générale et par les éléments décoratifs récurrents sur chaque bâtisse. Il faut distinguer les bâtiments du corps de logis, « innhus », des bâtiments d’exploitation ou dépendances, « uthus ». La particularité norvégienne est que la décoration de pignon touche tous les bâtiments.
En fonction des vallées et des régions, le pignon décoré ou pas revient comme un leitmotiv dans toutes les maisons du tun. Si l’on tient compte des différentes régions et vallées représentées à l’écomusée de Norvège à Oslo presqu’île de Bygdø, la forte majorité des fermes éclatées comporte des bâtiments qui ne comporte aucune décoration de pignon. Les pièces rectangulaires clôturant les rives de toit végétal sont assemblées en sifflet sans aucune autre forme d’ornementation. Finalement, il n’est pas exagéré de conclure que les éléments décoratifs de pignon appartiennent davantage à un passé déjà lointain dans les habitudes architecturales norvégiennes et qu’ils ne sont spontanés que dans certaines régions bien délimitées.
Les groupes de ferme reconstruits dans l'écomusée de Norvège permettent de se rendre compte de la proportion des pignons avec ou sans élément ornemental dû à la technique de construction du toit :

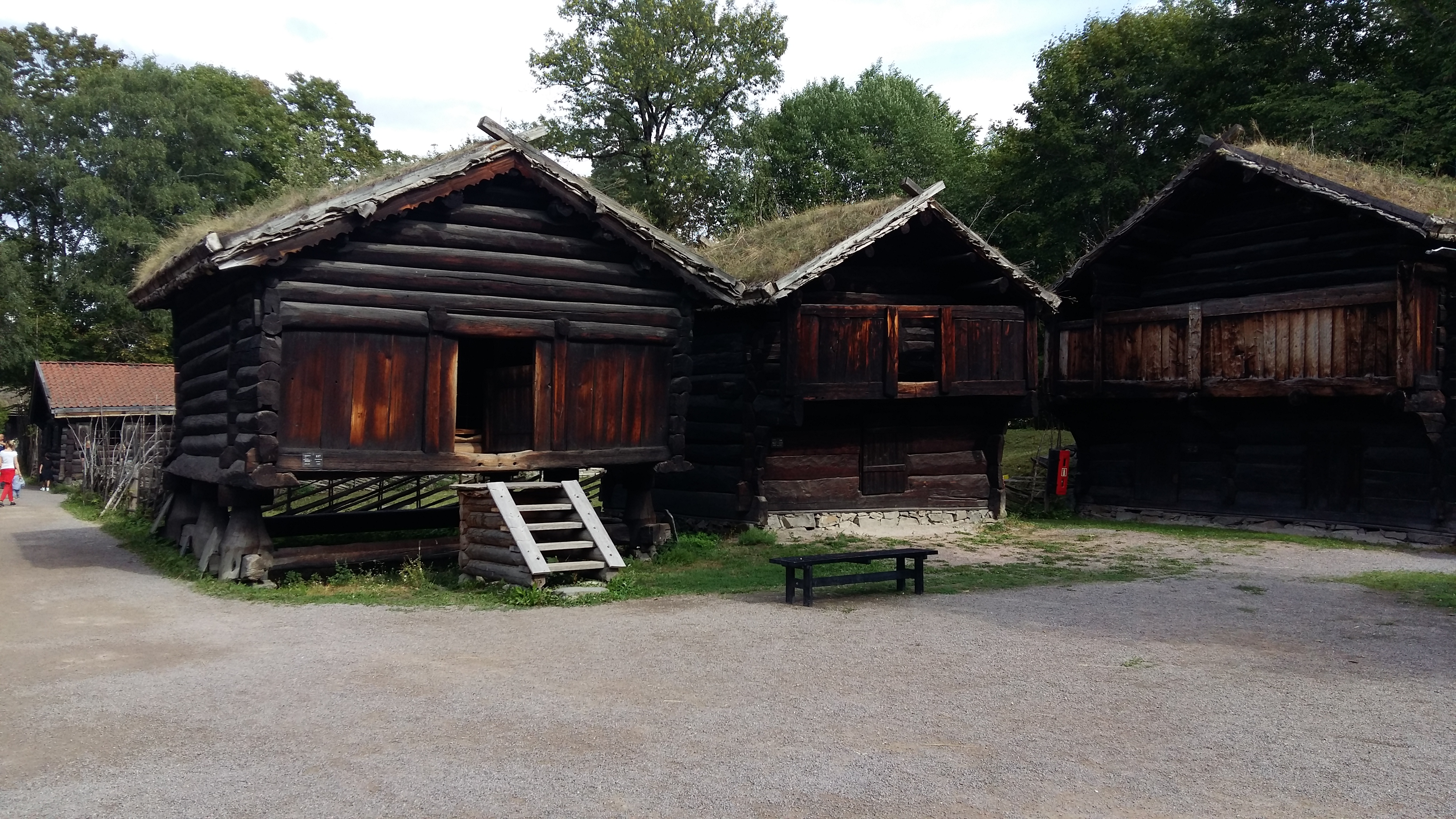
Ce tun se distingue par sa décoration des pignons par la croisée des planches de rive.
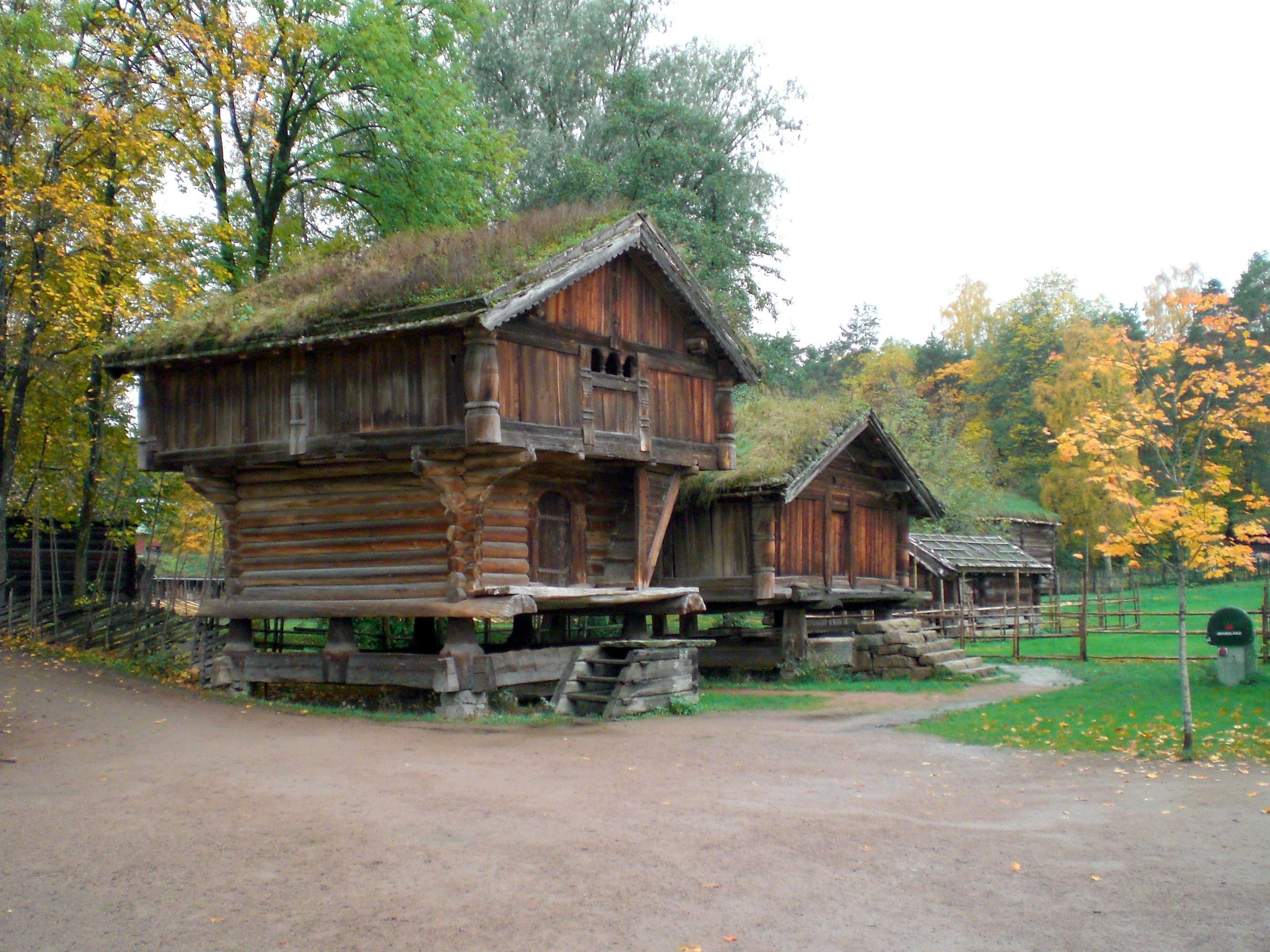
Ce tun du Telemark n'a pas de décoration de pignon.
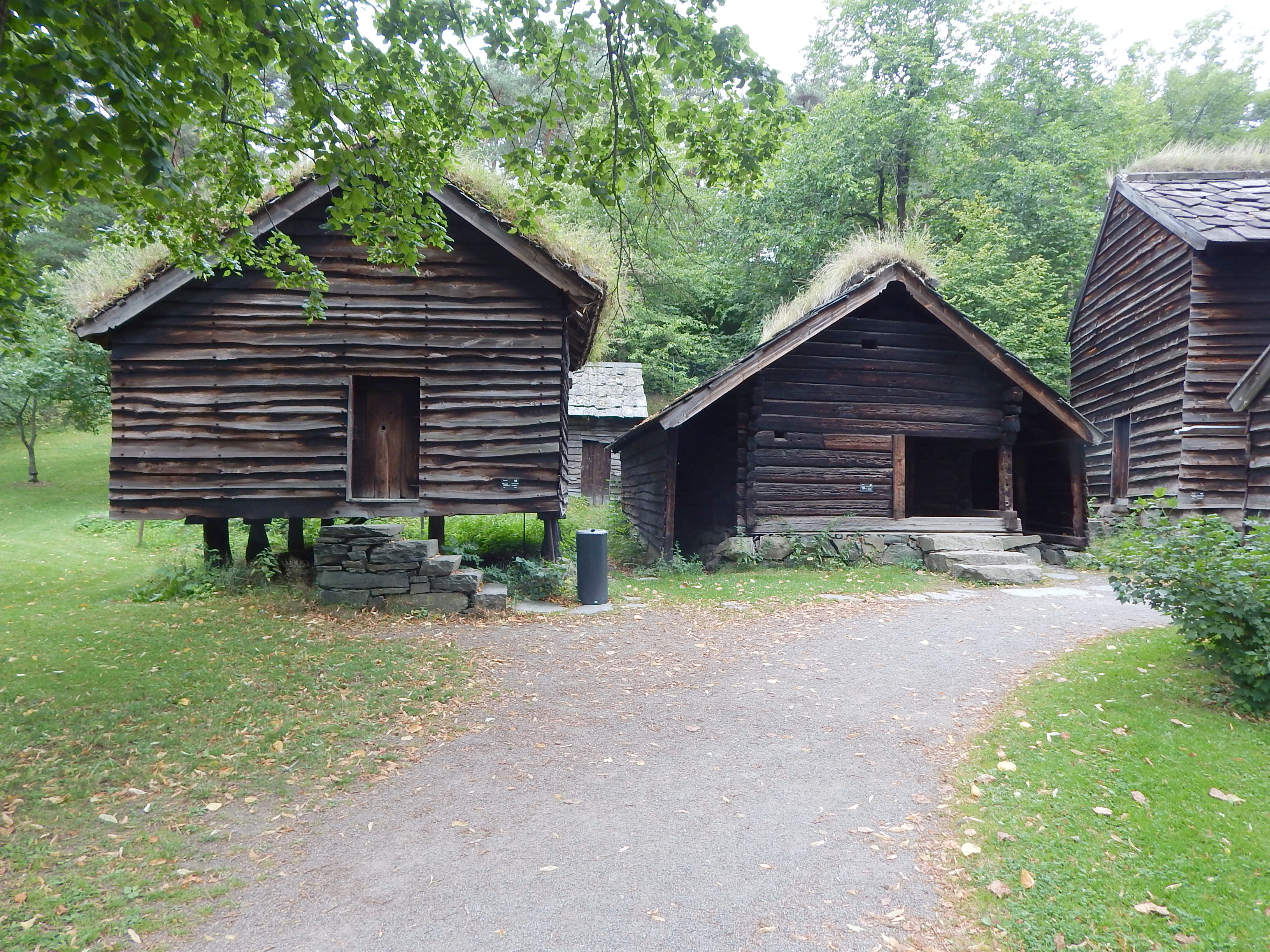
Ce tun du Hardanger présente aussi des rives avec simple assemblage en sifflet.
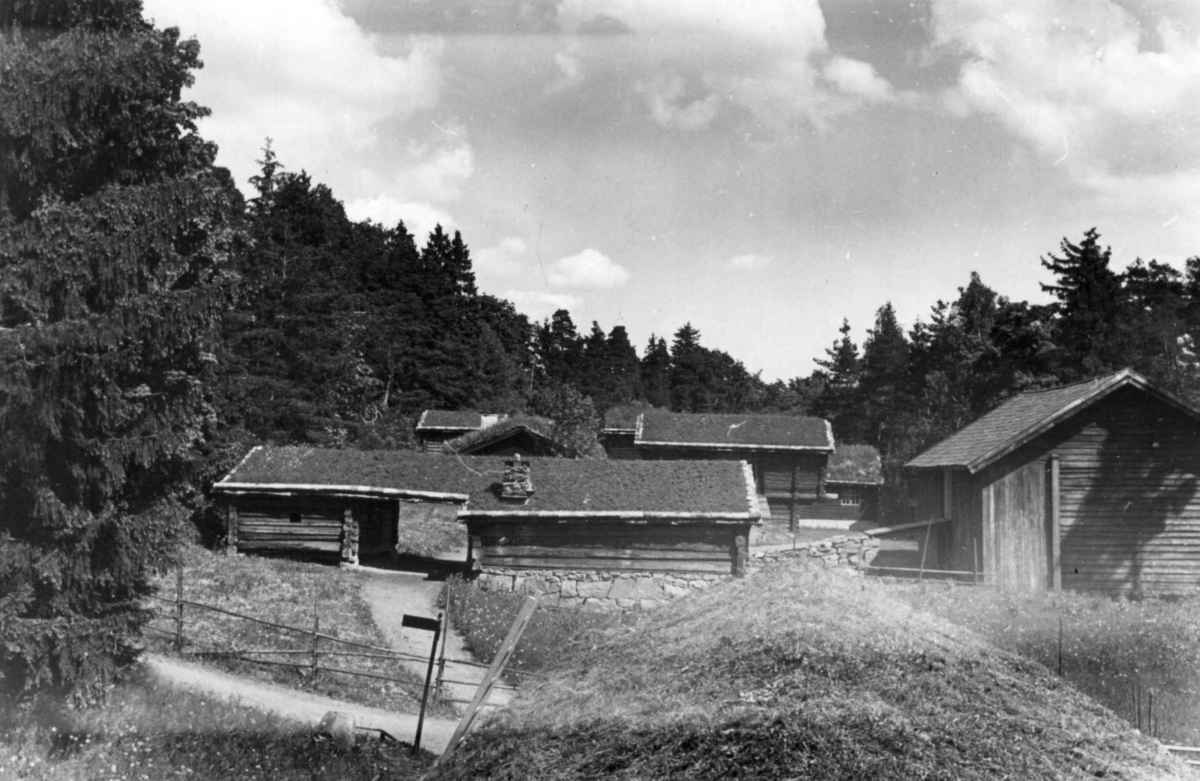
Les bâtisses de ce tun du Østerdal dans les années 1949 n'ont pas de décoration de pignon.
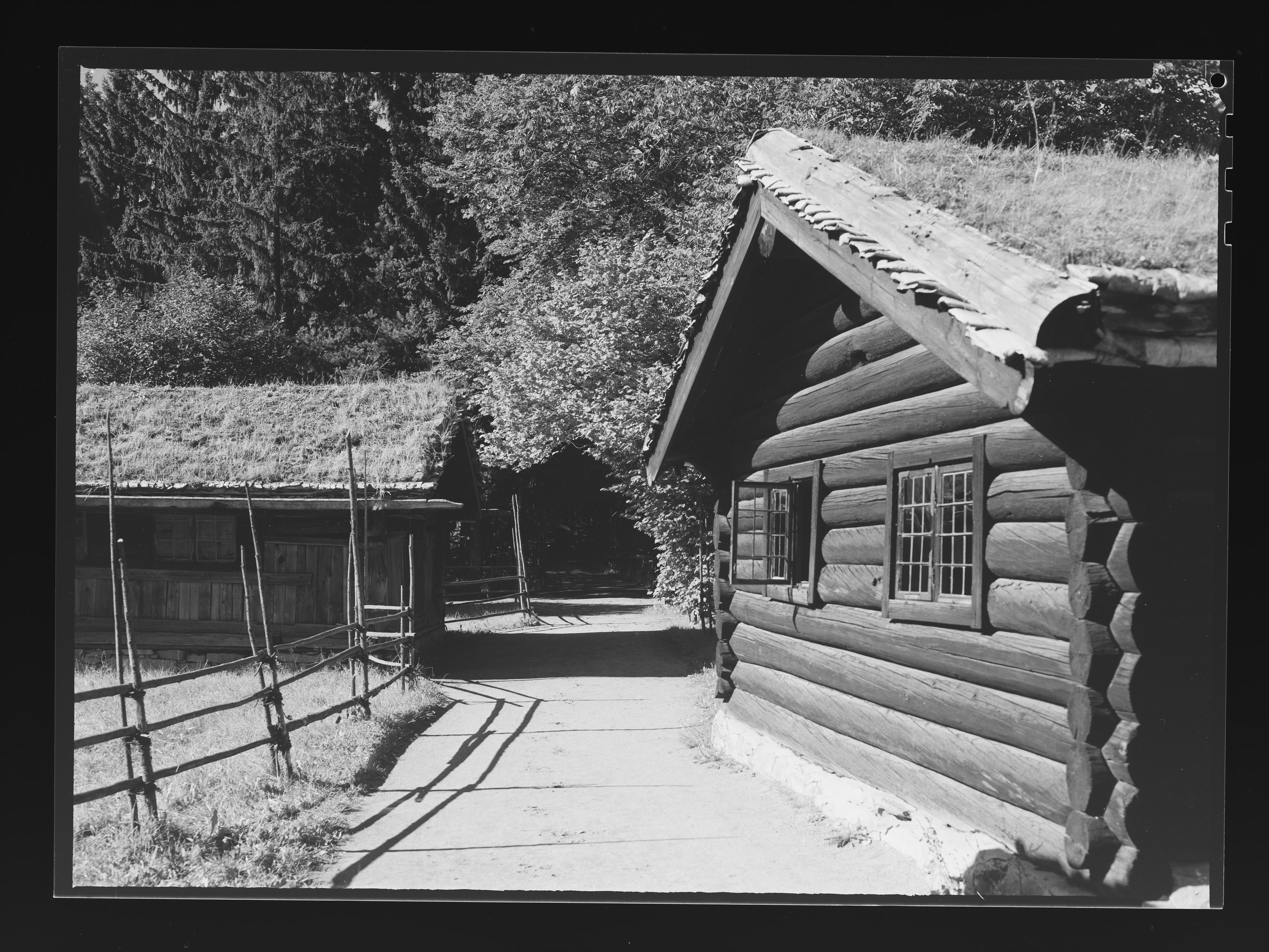
Les maisons du tun de Numedal ont un pignon classique sans ornementation.

### Pal ou flèche de pignon

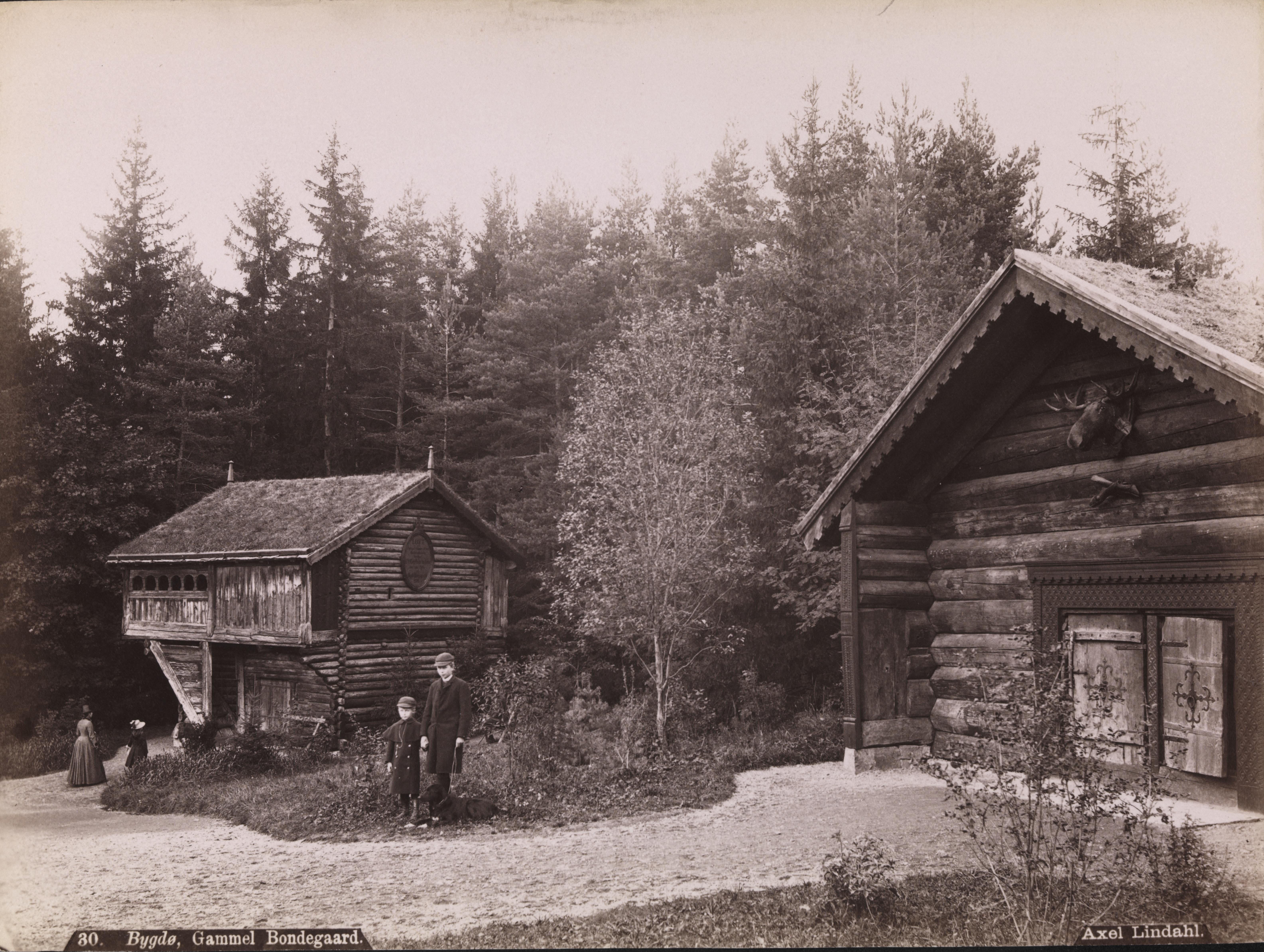
Décoration de pignon sur grenier à l’écomusée de Norvège, Oslo-Bygdø.

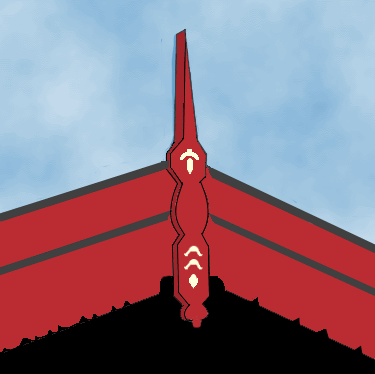
Pal de pignon et sculpture sur bois, maison privée, Holmenkollåsen, Oslo, 2018.

L’autre élément décoratif du pignon scandinave prend la forme d’une pièce de bois en saillie, le « gavlbrand » ou mot à mot « pal de pignon ». Il faut distinguer la barre qui peut être fixée sur l’extrémité de l'avant-toit du pignon à des fins décoratives de la pièce de bois centrale qui déborde la ferme de l’avant-corps (Comme sur la maison à droite de la galerie ci-dessous). Comme on le voit sur la photographie ci-contre à gauche, il ne faut pas confondre cet élément ornemental avec l’épi de faîtage répandu en France qui a la fonction de protéger les poinçons de la charpente contre les intempéries. Le pal de pignon ne surmonte pas le poinçon de la ferme. Sa fonction est davantage ornementale et symbolique; il peut d’ailleurs commencer plus bas que l'extrémité de l'avant-toit, notamment pour les fermes très débordantes. Les toits à quatre pans ou à croupe sont rares dans l’habitat traditionnel scandinave. Le pal de pignon est donc associé aux toit à deux versants.
Comme le poinçon pour les arbalétriers, ce petit poteau aux diverses formes permet l'assemblage des planches ou poutres de rive. Les chevrons extérieurs de l'avant-toit peuvent être ornés de planches de rive sculptées, ciselées ou chantournées; elles guident le regard vers le haut jusqu'au gavlbrand qui trône sur la bâtisse. L'attention de l'observateur converge vers ce pal de pignon qui a forcément une fonction symbolique. Comme il a été dit dans le chapitre sur l'étymologie du terme « brand », la maison et le bateau partage des symboliques communes. Comme dans la maison viking dont le toit a été bâti en forme de coque de navire, les pals à l'extrémité du faîte peuvent représenter la partie effilée de la proue et de la poupe du bateau long. Les deux potelets à l'extrémité du faîte ou des avant-toits remplissent la fonction de délimiter symboliquement et ornementalement la propriété. Entre ces deux bornes on vit, on travaille ou on stocke de la même manière que les passagers d'un bateau ne peuvent aller plus loin que les deux brandar aux extrémités du navire.
Le gavlbrand augmente la verticalité du bâtiment ou de l'avant-corps pour le mettre en valeur en plus des longs poteaux des porches ou des balcons sur colonnade.
Il n'est pas exclu que le pal de pignon ou de faîte ait eu ici à l'origine la même fonction apotropaïque que les représentations phalliques gréco-romaines à l'entrée des portes des maisons. Comme les têtes de dragon rappelant les gargouilles, comme les têtes de chevaux rappelant les sacrifices d'animaux expiatoires, le pal de pignon pointé vers le ciel et le monde des dieux peut sans grande marge d'erreur avoir eu dans les croyances des anciens Scandinaves la tâche de conjurer le mauvais sort et de détourner les influences maléfiques. Dans le monde protogermanique, on sait par les anciens auteurs qu'une tête d'animal (cheval, cerf, chèvre…) était parfois empalée sur un piquet placé devant la maison afin d'écarter tous les dangers de la nouvelle maison bâtie.

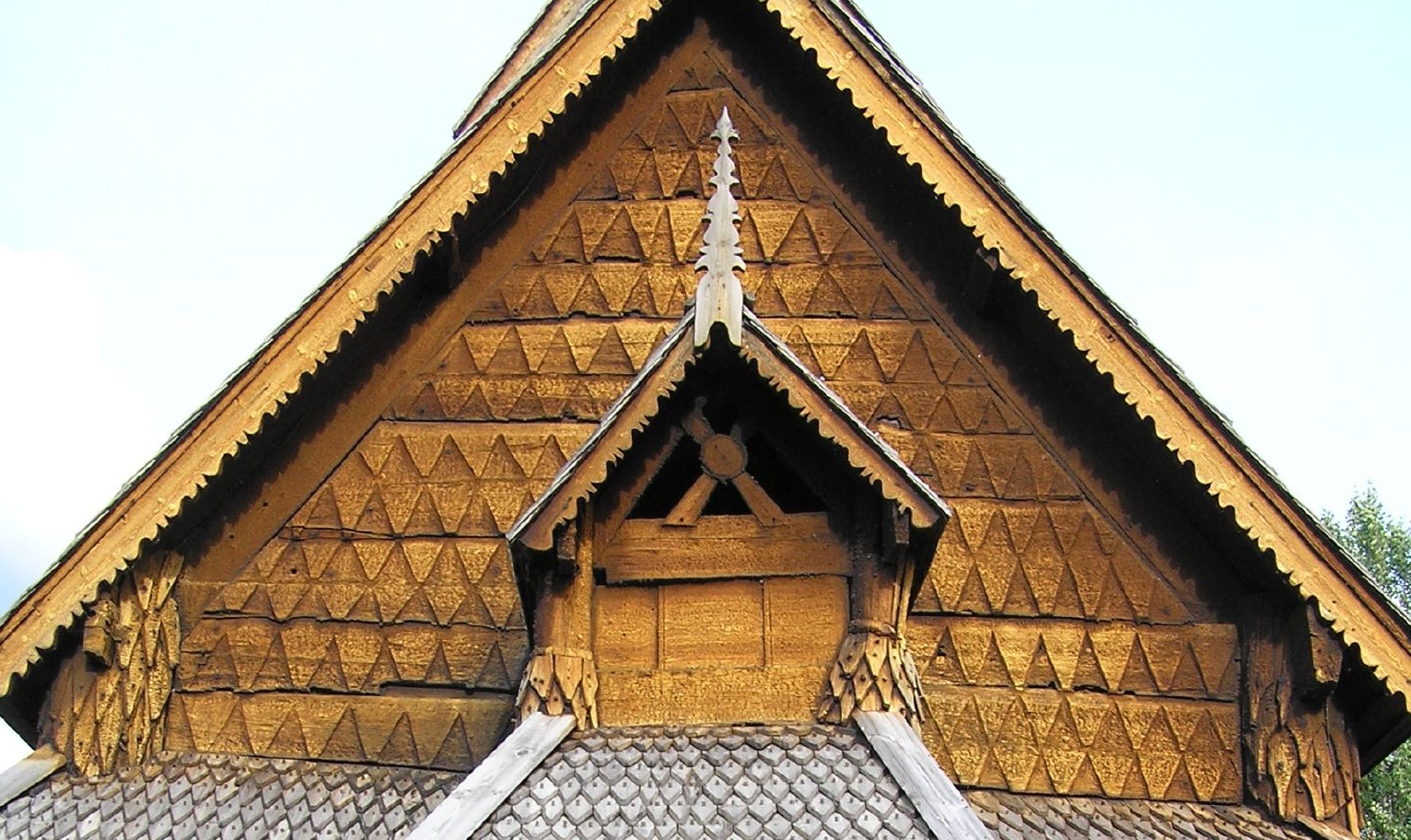
Pignon et gable de l'église en bois debout d'Eidsborg à Tokke avec un pal décoratif.
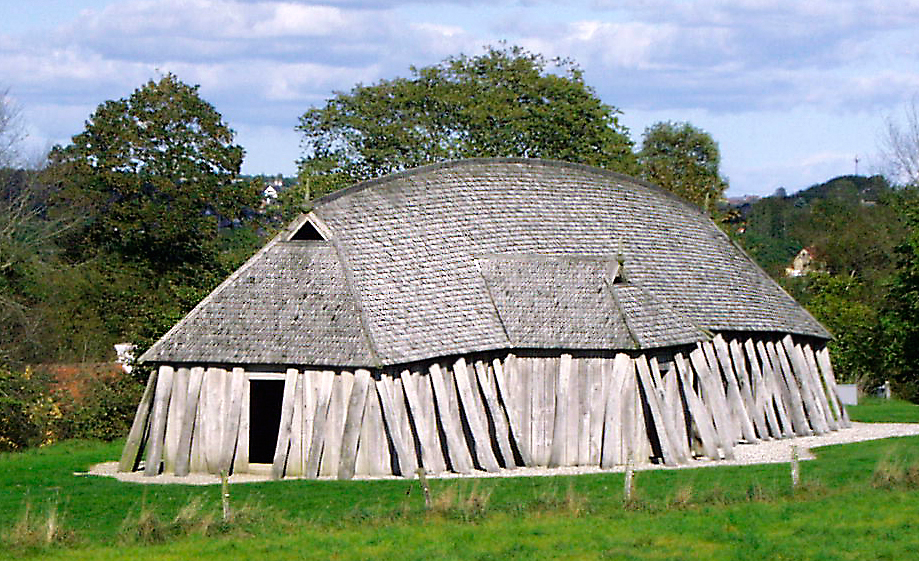
Maison viking reconstituée à Fyrkat, environs de Hobro, Danemark. Les deux pals sont aux bouts de la faîtière courbée.
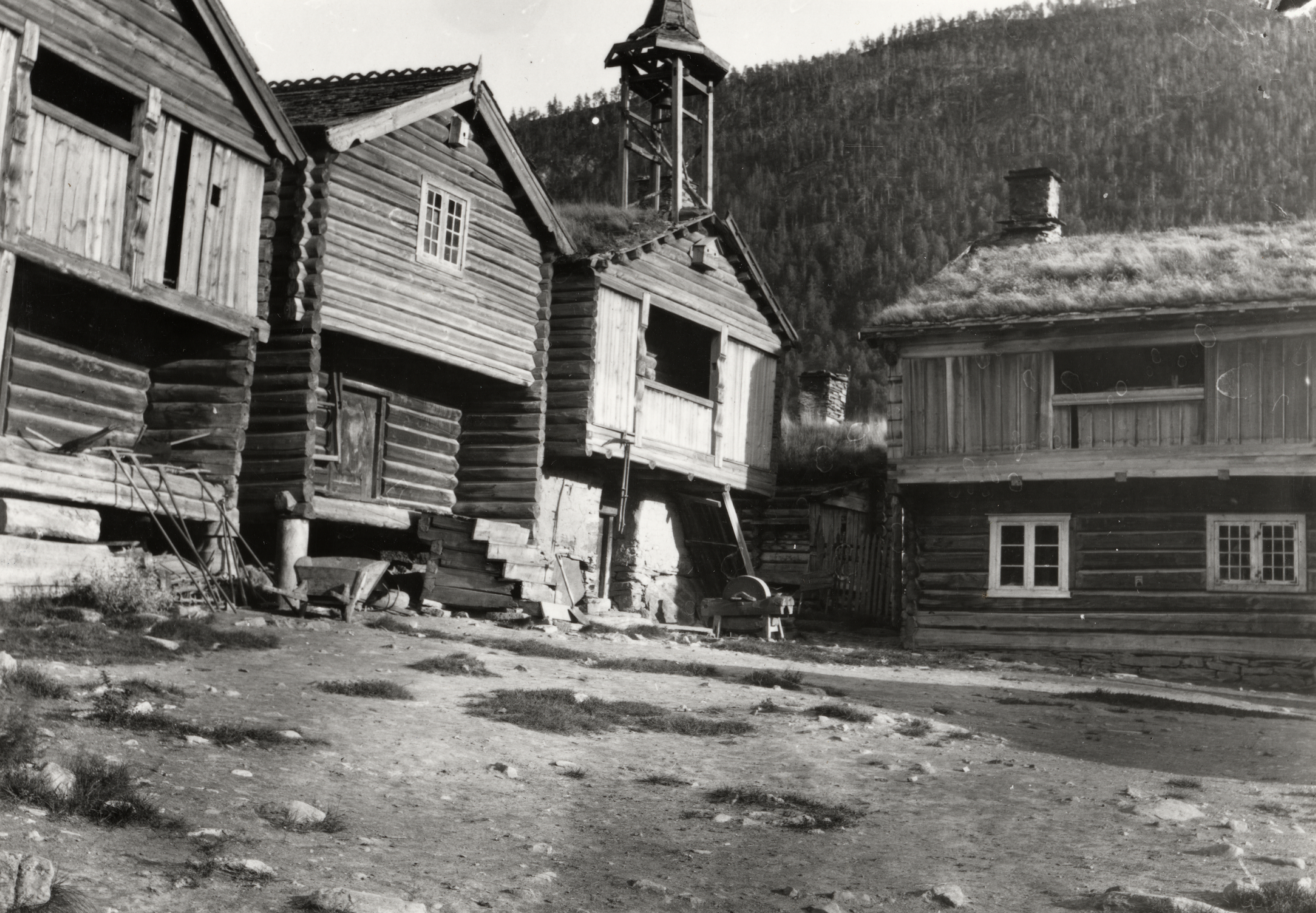
Garmo Uppigard, Oppland.
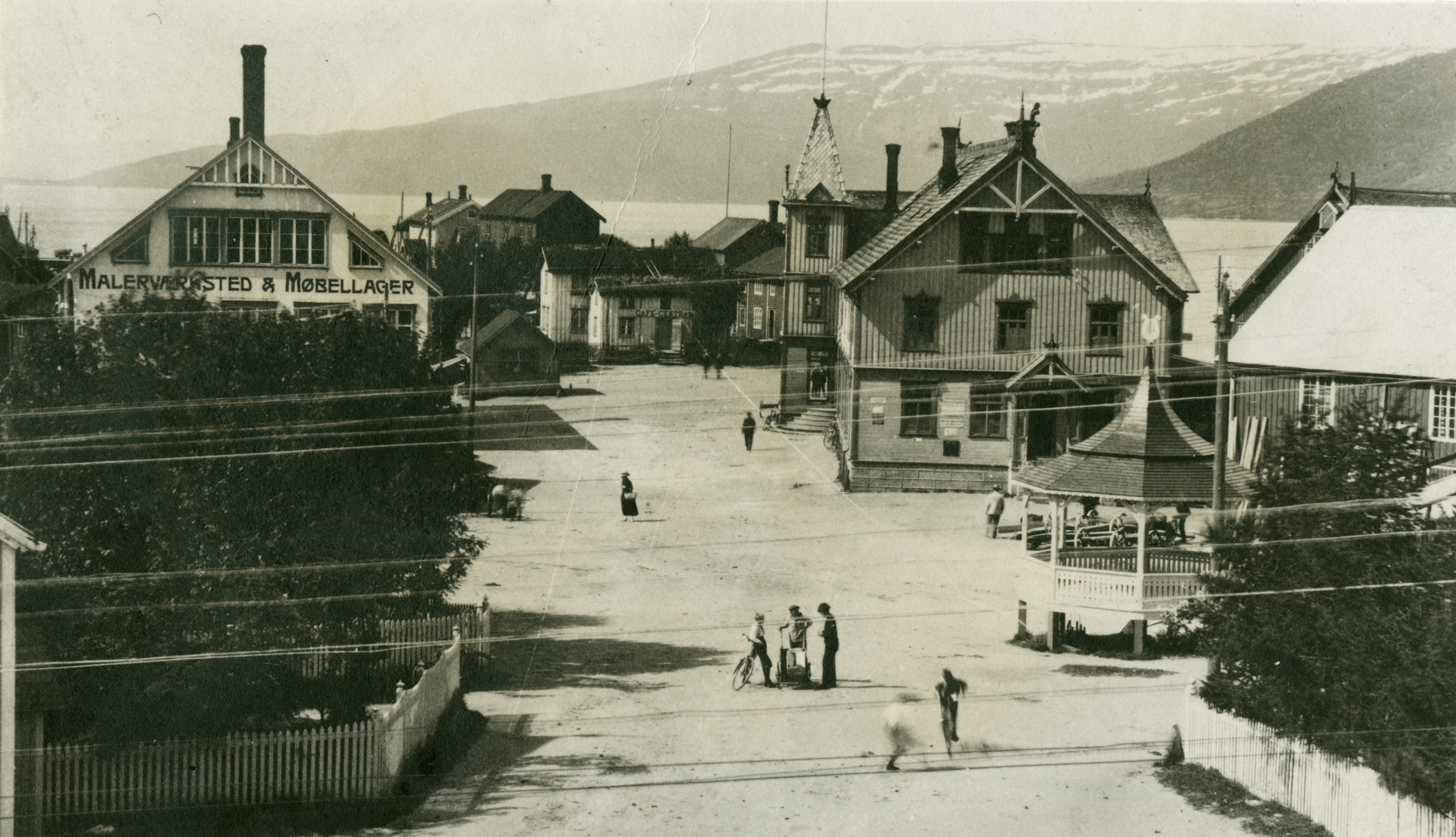
Mo i Rana, Nordland.
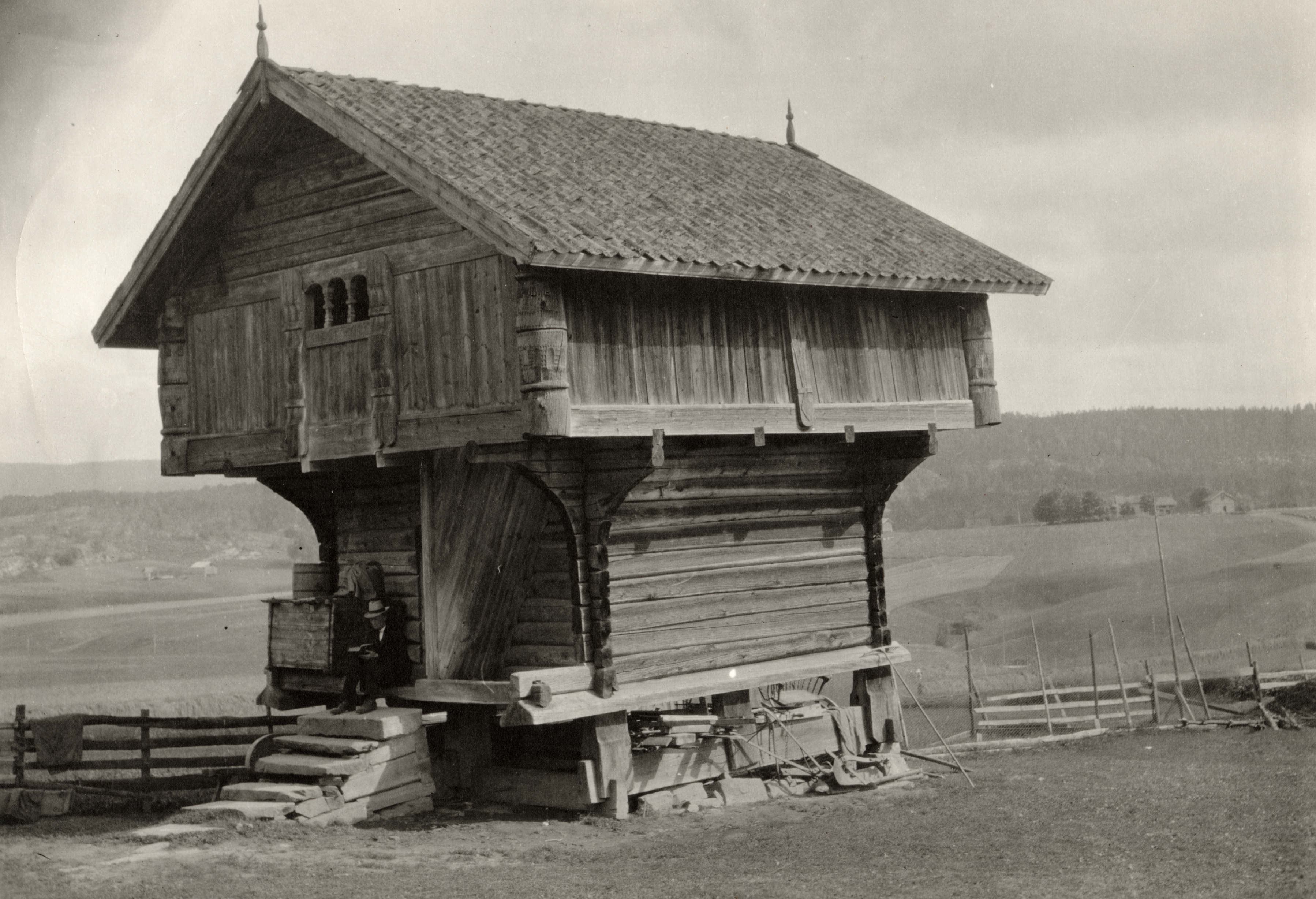
Forberget Suigard, Telemark.
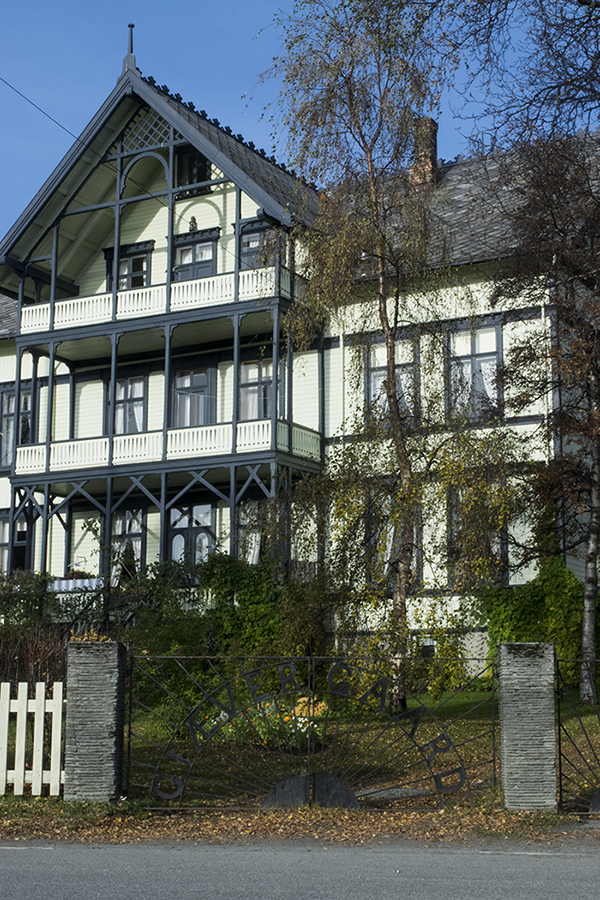
Cour de ferme Giævergården.
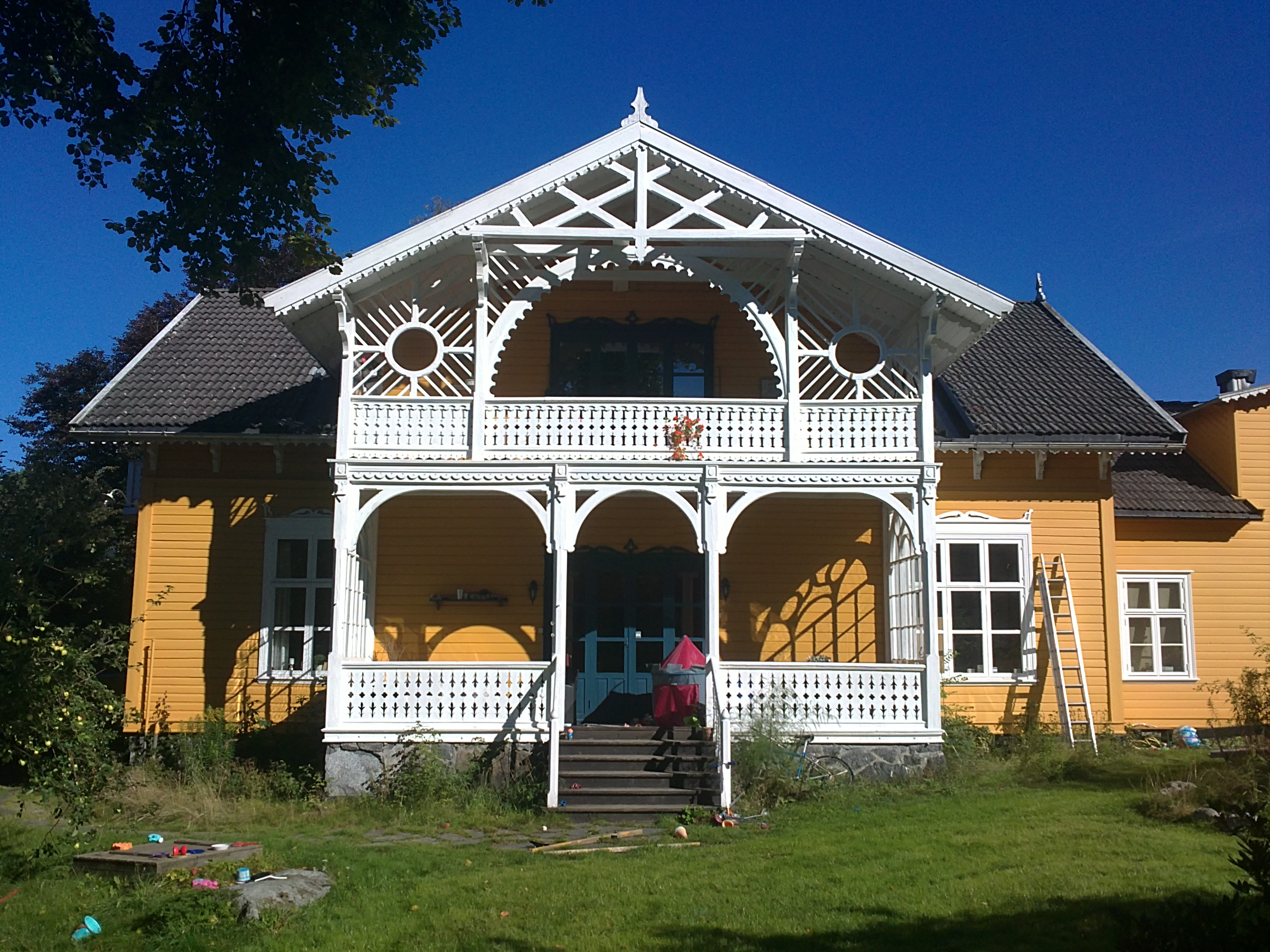
Maison en style chalet dont l'avant-corps comporte une flèche décorative de pignon, Larvik.
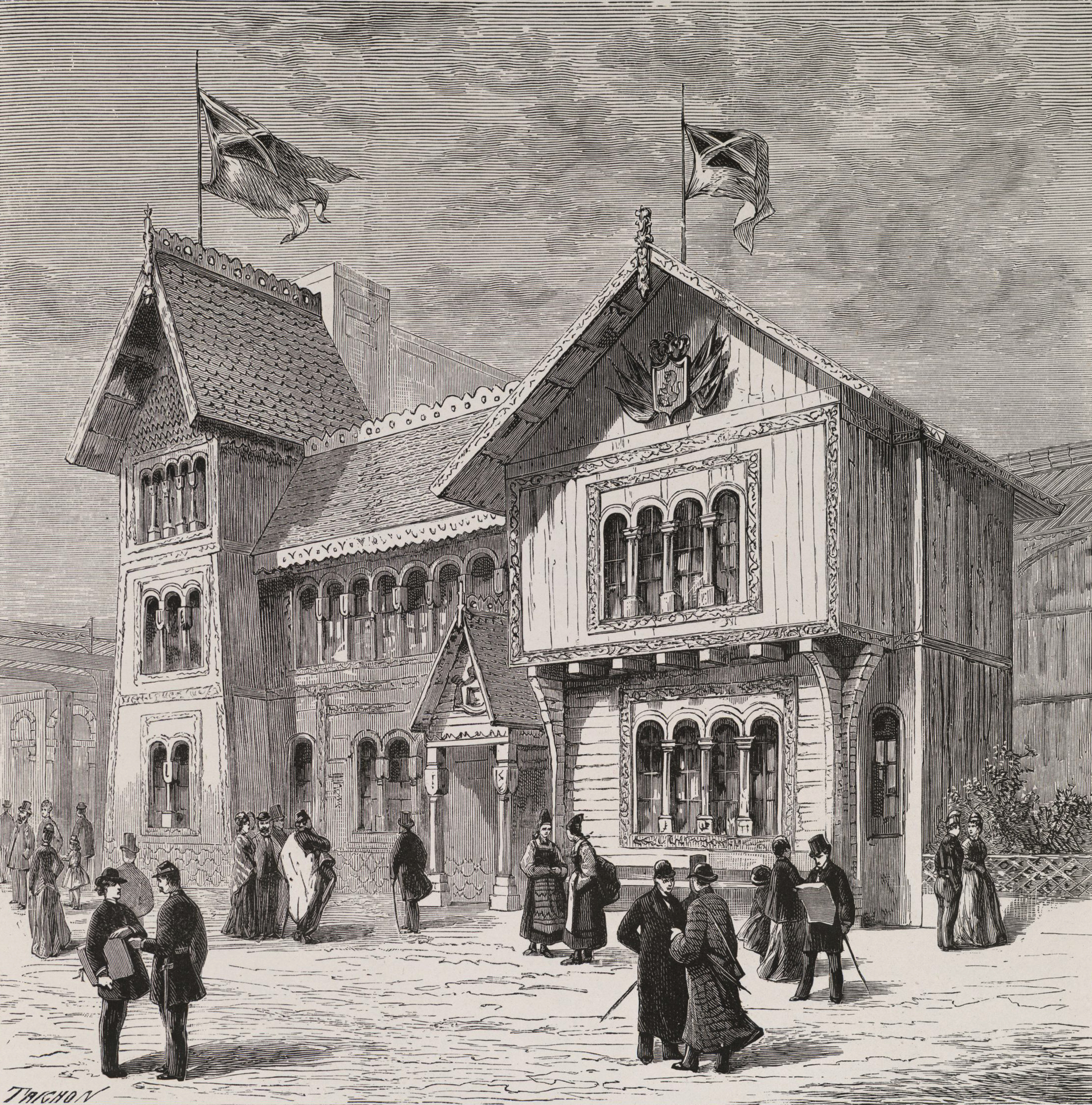
Façade du pavillon de Suède et de Norvège à l’exposition universelle de Paris de 1878[33]. Remonté dans le parc de Bécon à Courbevoie, toujours existant, il accueille, avec un autre bâtiment auquel on l'a adossé, le musée Roybet-Fould.
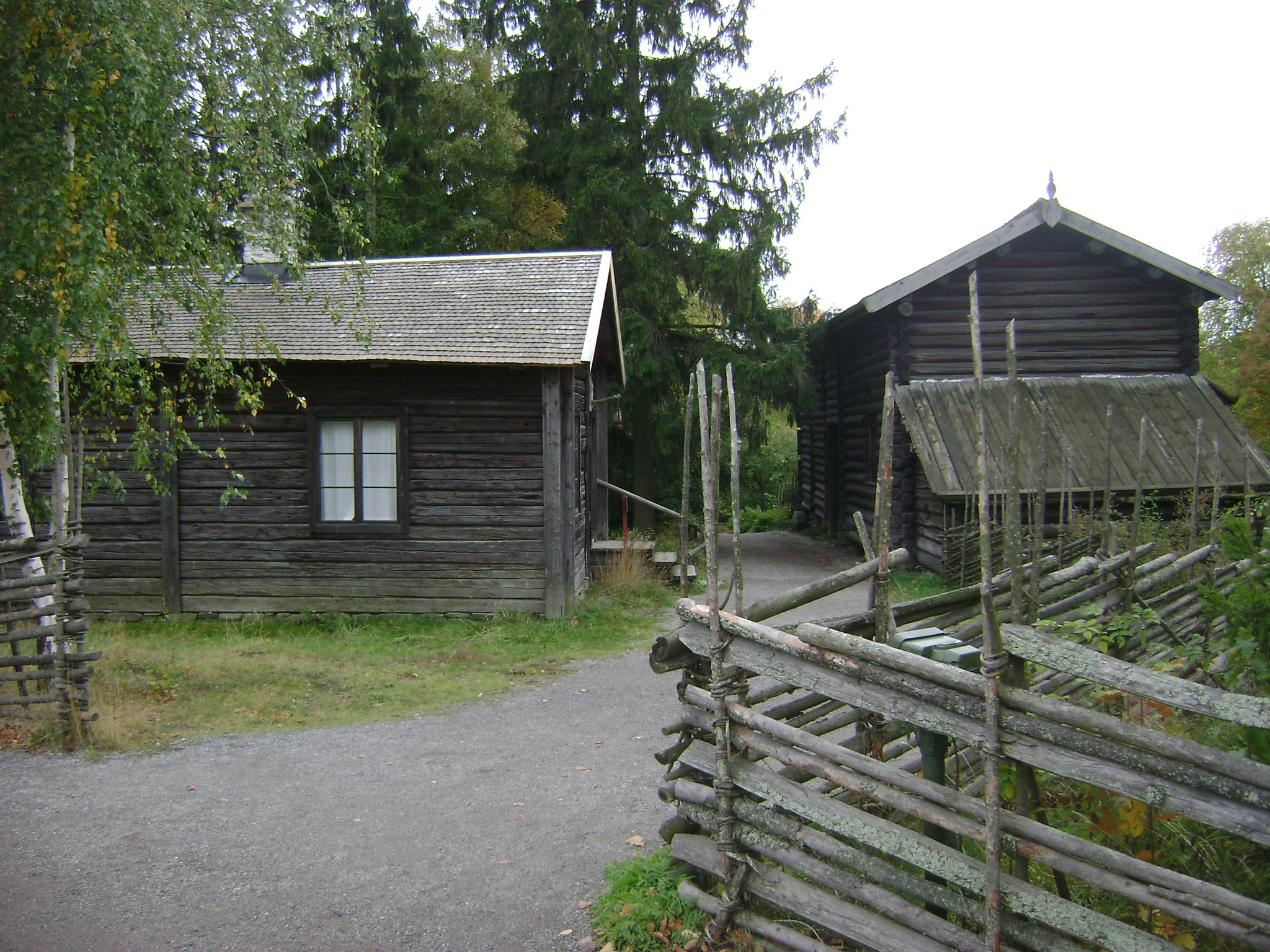
Maisonnette de boulanger d’Åflo annexe d’Offerdal, musée plein air Skansen sur l’île Djurgården, archipel de Stockholm, bel exemple de pal de pignon chantourné.

### Pièces croisées au-dessus du pignon

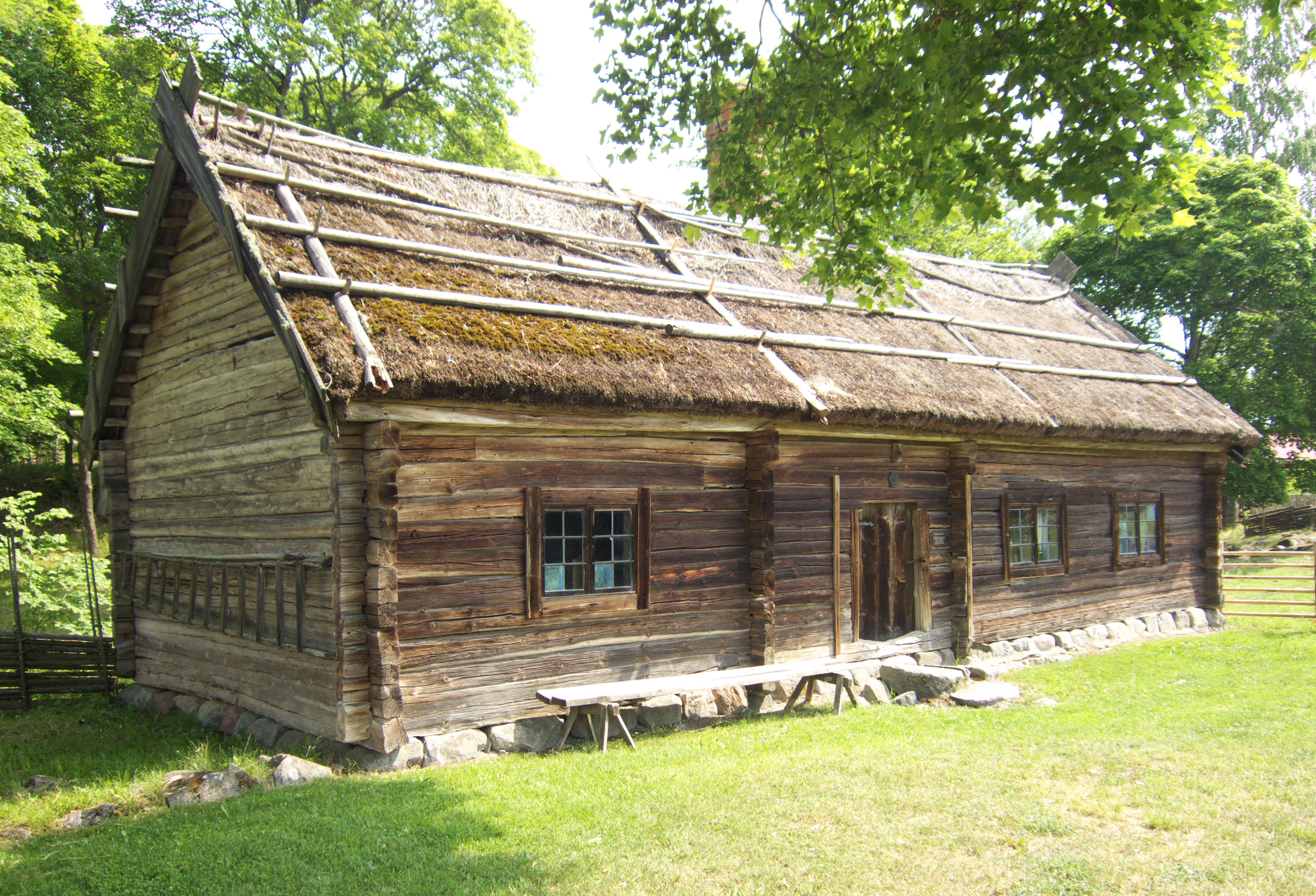
Kvekgården à Fröslunda-Enköping, Suède. Cas assez rare où ce sont les planches de rive qui se croisent.

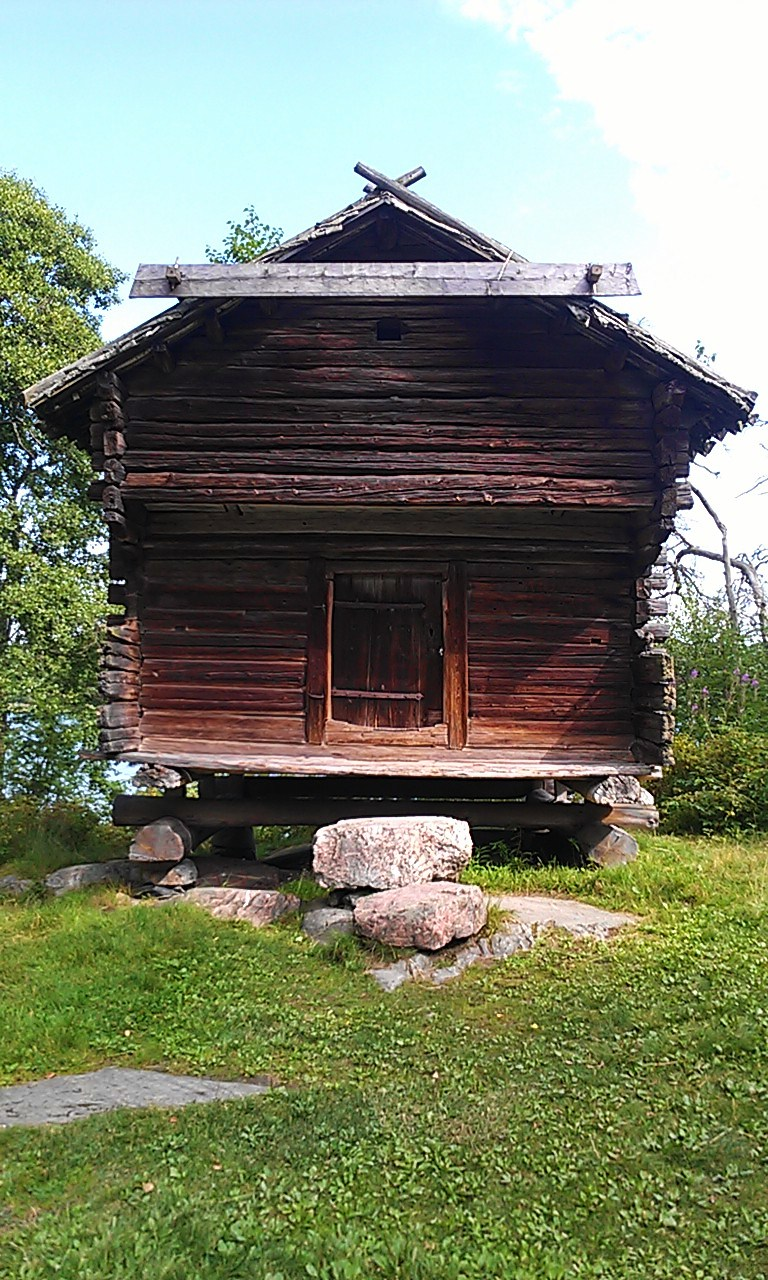
Grenier à grains au musée plein air de Seurasaari, Finlande.

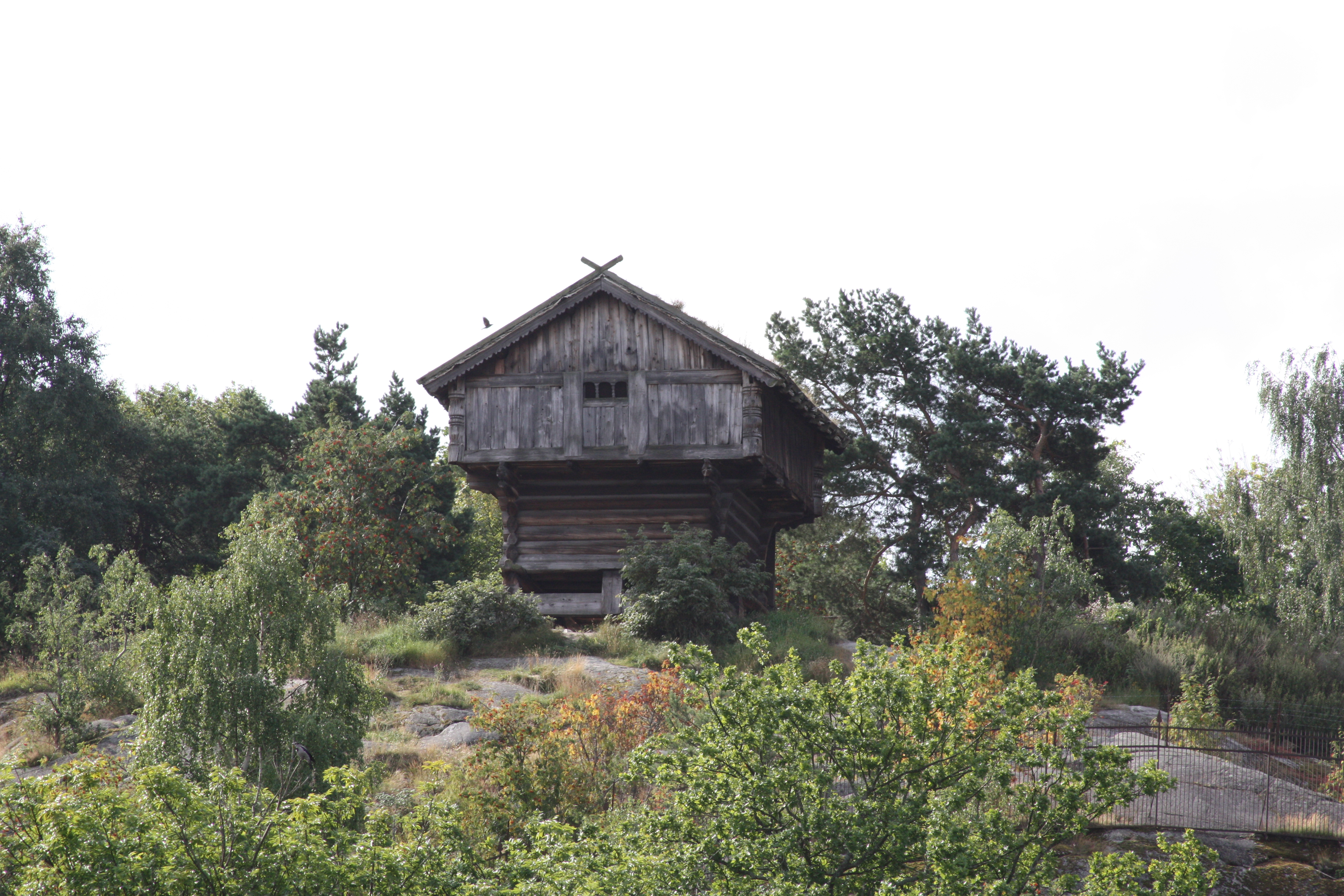
Grenier Vastveitavec pièces croisées, Skansen, Stockholm.

En dehors du pal de pignon, le second motif ornemental facilement observable par les voyageurs en Norvège sont sans conteste les pièces de bois qui se croisent à l'extrémité du pignon au bout du faîte. Bien qu'il y ait cette fois deux pièces, les spécialistes nomment ce motif aussi « gavlbrand » car dans les sources anciennes des sagas, ainsi qu'il a été expliqué plus haut dans la partie étymologique, les poteaux brandar sont évoqués par deux, aussi bien pour les bateaux à la proue que pour les portes d'entrée de l'habitation principale.
Il n'est pas exclu que ce soit au départ une technique purement pratique pour protéger les toits de chaume ou de mottes de tourbe des maisons primitives. Par mimétisme et tradition, le motif se serait transmis jusqu'à aujourd'hui avec ou sans vocation protectrice.
|  |  | Assemblage à mi-bois, ce motif en forme de cornes appartient au passé. Il est attesté dans d'autres sites archéologiques européens remontant jusqu'au néolithique. Sa fonction religieuse ou apotropaïque fait peu de doute pour l'époque. |
|  |  | Décoration de pignon sur toiture végétale avec deux pièces de bois assemblées à mi-bois. Ce modèle était très répandu. Compte tenu du fait que les poutres ou chevrons n'ont aucune forme particulière, pas même schématisée, seul le motif du croisement des deux pièces sert d'ornementation à ce toit. |
|  |  | Cette décoration par des poutres ou planches de rive épaisses se distingue du modèle basique rectangulaire par sa forme arrondie à l'extrémité. Attestée dans d'autres régions européennes, elle peut soit être une variante géométrique cursive de la précédente, soit représenter une tête schématisée de serpent ou d'oiseau par exemple car il existe encore à ce jour des décorations de pignon avec des têtes d'oiseau plus identifiables. Ce type de décoration est celui qui est commun avec les maisons de Russie septentrionale. |
|  |  | Moins fréquent que les deux précédents, ce type de pièces de bois croisées avec un semblant de tète schématisée montre également que cela peut être des baguettes décoratives fixées sur les planches de rive. La fonction pratique des pièces de bois qui se croisent à l'extrémité des pans de toit n'est pas l'objectif premier; on peut probablement parler d'une habitude ou d'une volonté d'imiter les pratiques ornementales. |

Les pièces de bois croisées à la pointe supérieure du pignon se rencontrent aujourd’hui essentiellement sur les maisons en bois avec toiture en lattes de bois ou en mottes de tourbe. Les bordures de pignon y jouent un rôle évident de maintien et de protection.
Dans d’autres régions scandinaves où la couverture du toit de chaume est restée une tradition vivace, comme en Suède et en Finlande, ce ne sont pas seulement les deux bordures de pignon qui se croisent de chaque côté, mais toutes les baguettes de fixation ou les lattes de la couverture de toit. À la figure no 1 ci-dessous, la dimension des fixations de faîtage sont importantes: ce sont des potelets qui déborde du faîtage et créent ainsi un effet ornemental indéniable. La maison de la figure no 2 utilisent des perches perpendiculaires au faîte pour maintenir les écorces de bouleau servant à isoler le toit sur le voligeage. Les perches s'entrecroisent au-dessus du faîte et débordent de quelques centimètres identiques à celles que l'on remarque sur une photographie du California Museum of Photography montrant des maisons en Russie du Nord ayant le même type de décoration au-dessus de la faîtière ; les perches couvrent tout le pan du toit avec une perche parallèle au faîte en guise de renfort transversal. Le toit de chaume de la figure no 3 utilise des baguettes plus fines que dans le cas du grenier en bois couvert d'écorces de bouleau. Le groupe de maisons de la figure no 4 montrent une autre pratique de couverture de toit avec des planches rétrécies à l'extrémité; elles débordent du faîte et créent également un effet décoratif. Sous les planches, les écorces de bouleau apparaissent également.

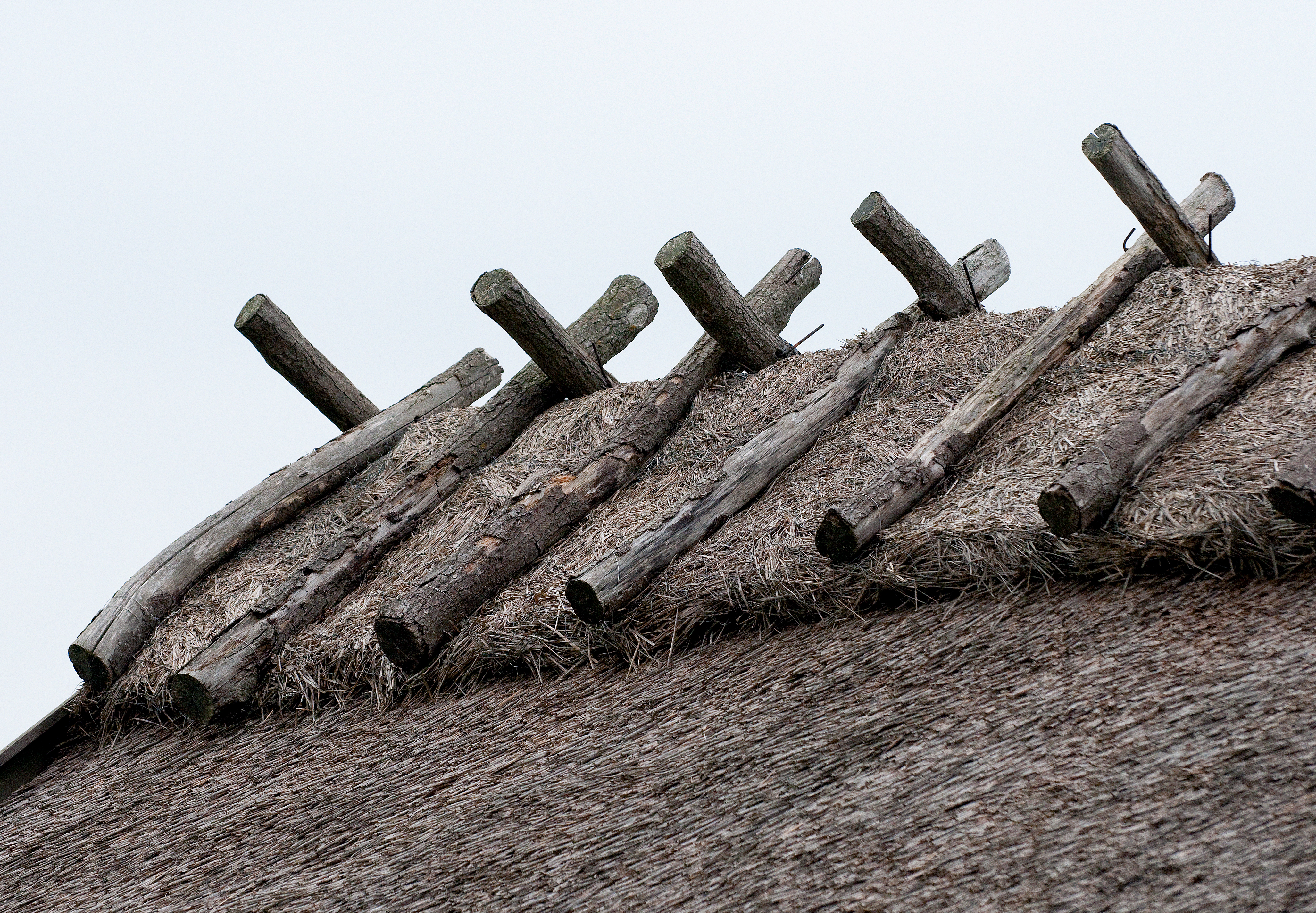
(Fig. no 1) Détail de faîtière de toit de chaume avec croisée en Suède, Öland[34].
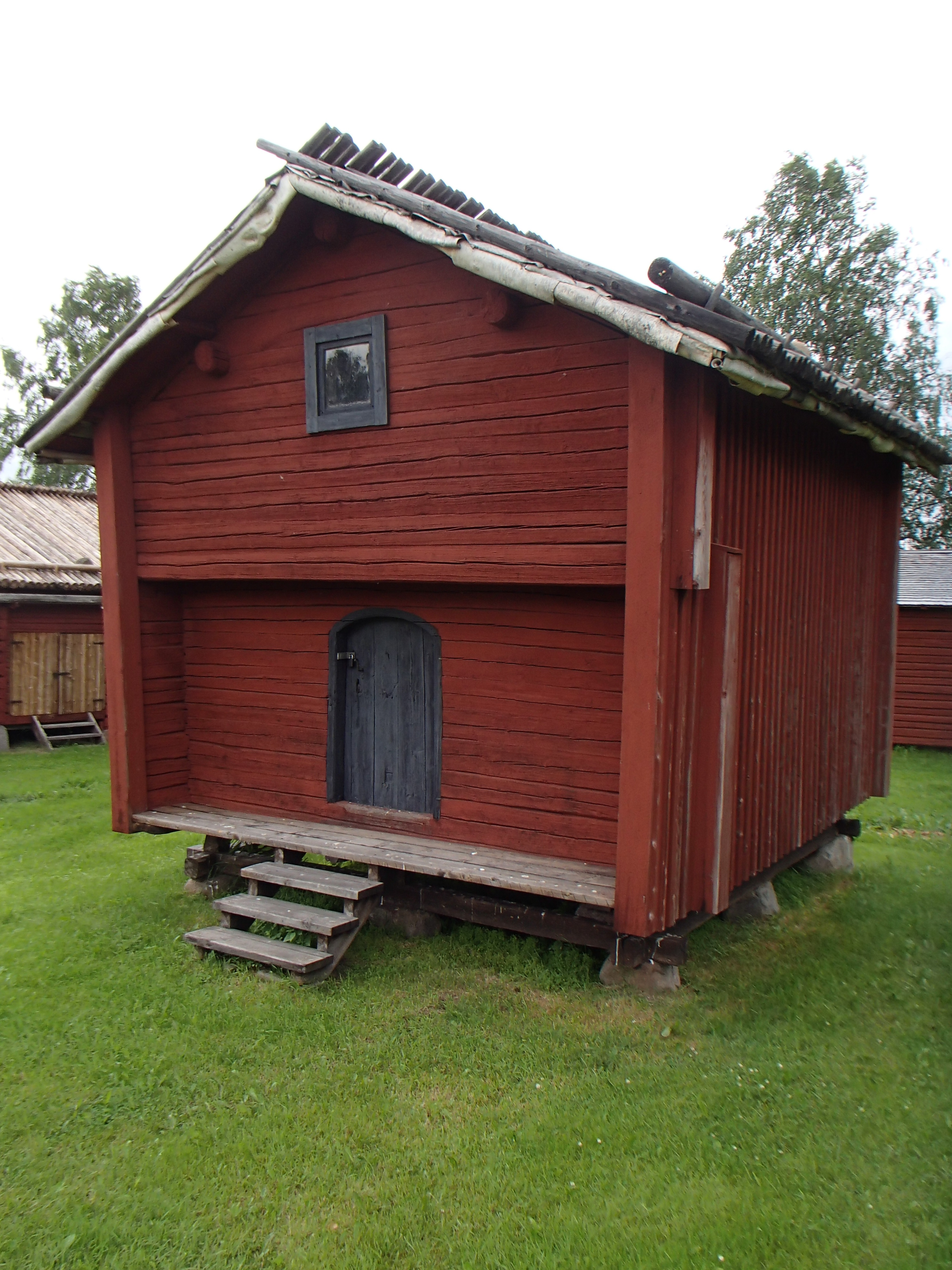
(Fig. no 2) Englundsgården, les poteaux perpendiculaires au faîte servent à tenir les traditionnelles écorces de bouleau, ils se croisent tous au-dessus de la faîtière.
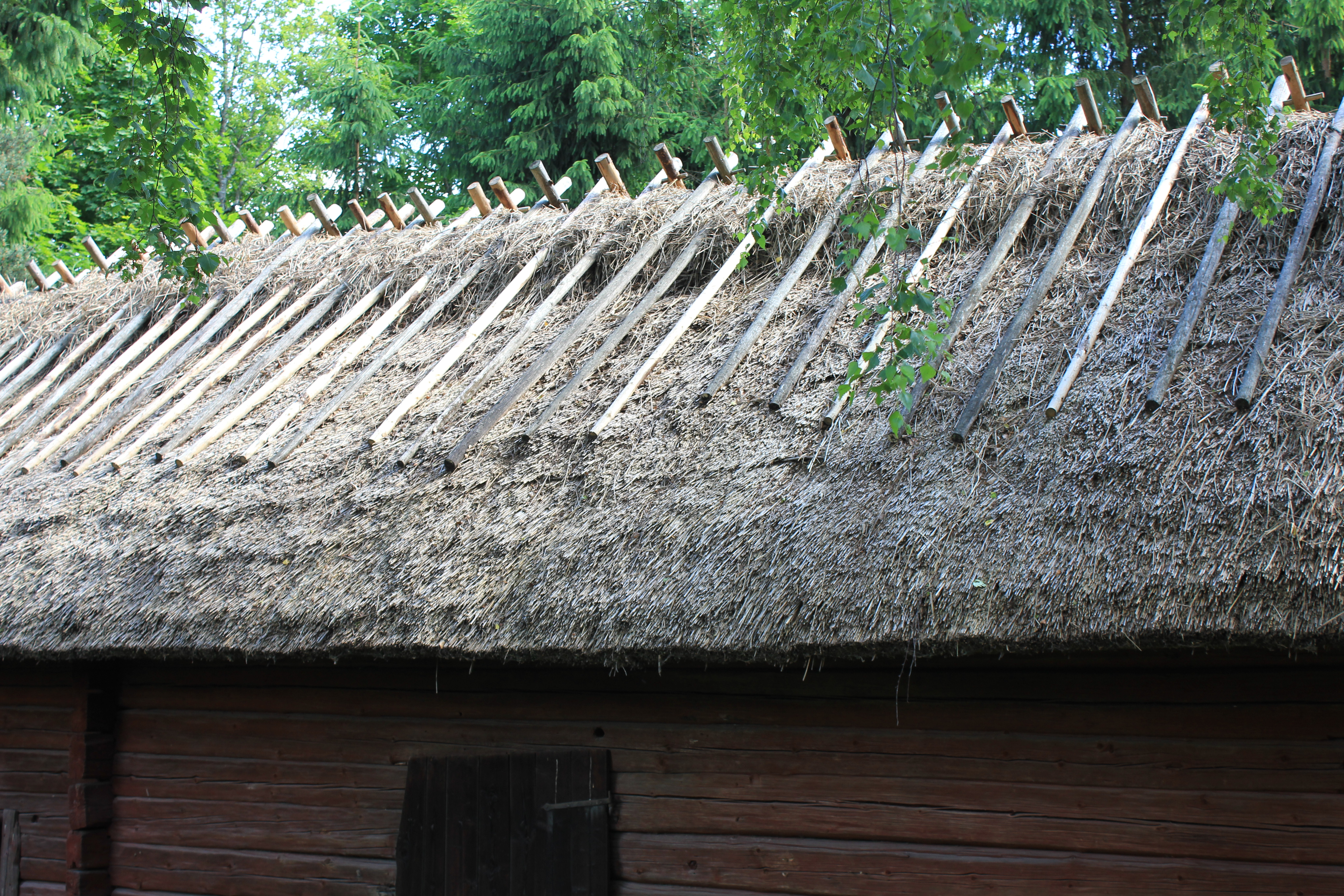
(Fig. no 3) Toit de chaume tenu par baguettes croisées, parc Skansen, Suède.
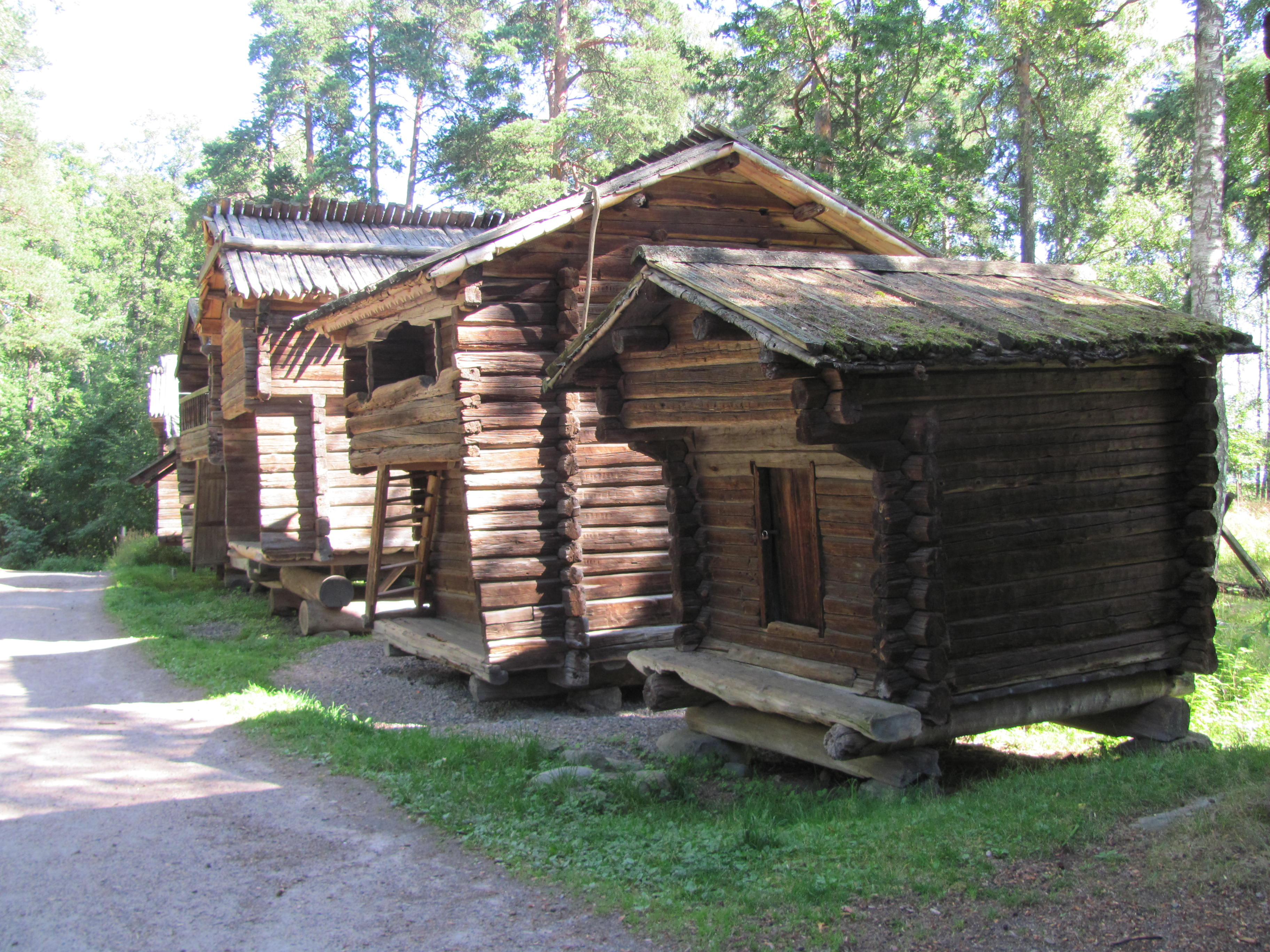
(Fig. no 4) Les lattes du toit débordent le faîte et se croisent, musée plein-air Seurasaari, Helsinki.

### Avant-toit travaillé sur pignon et lucarne-pignon ornée

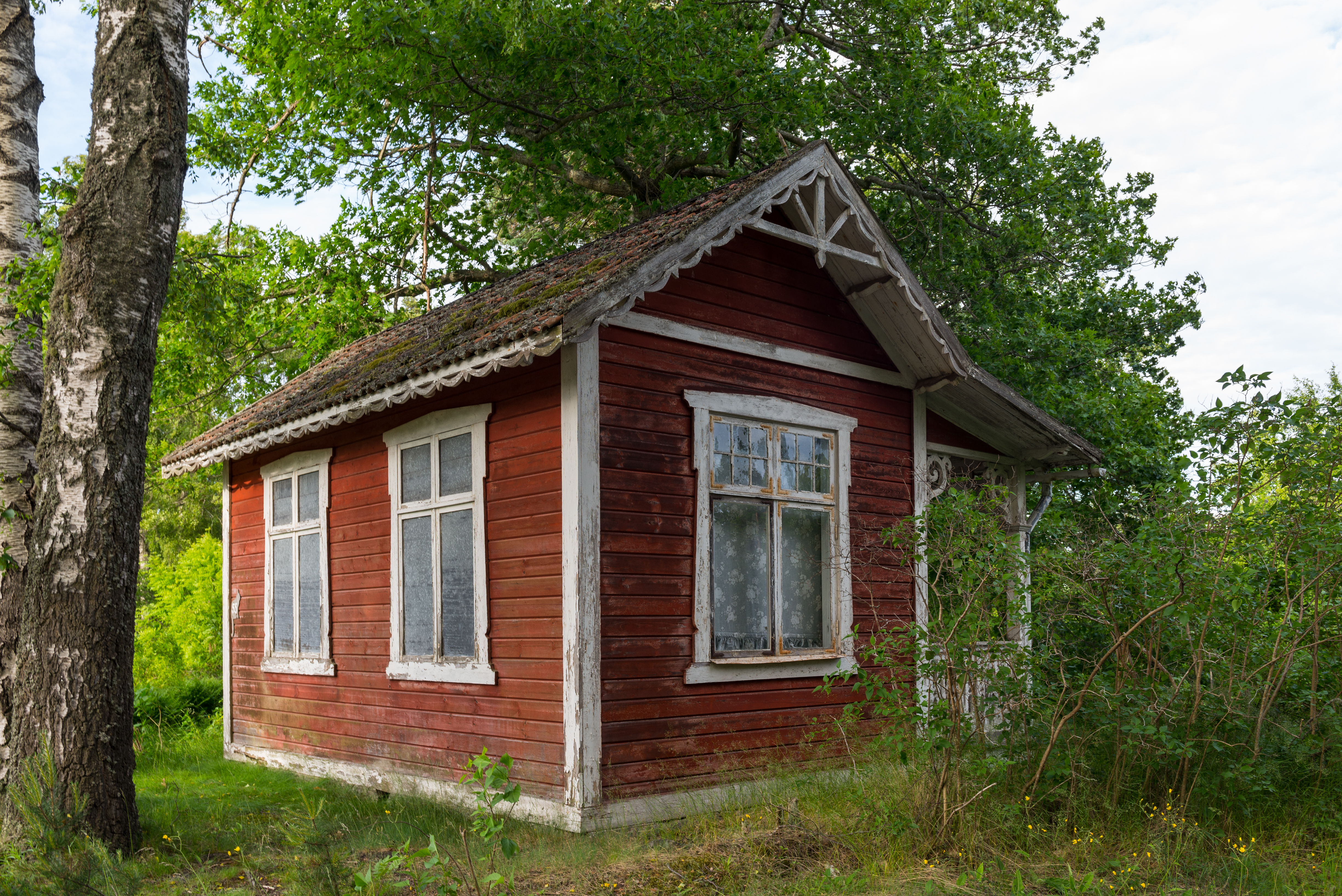
Maison suédoise en rouge de Falun avec décoration de pignon blanche simple, Skarpö.

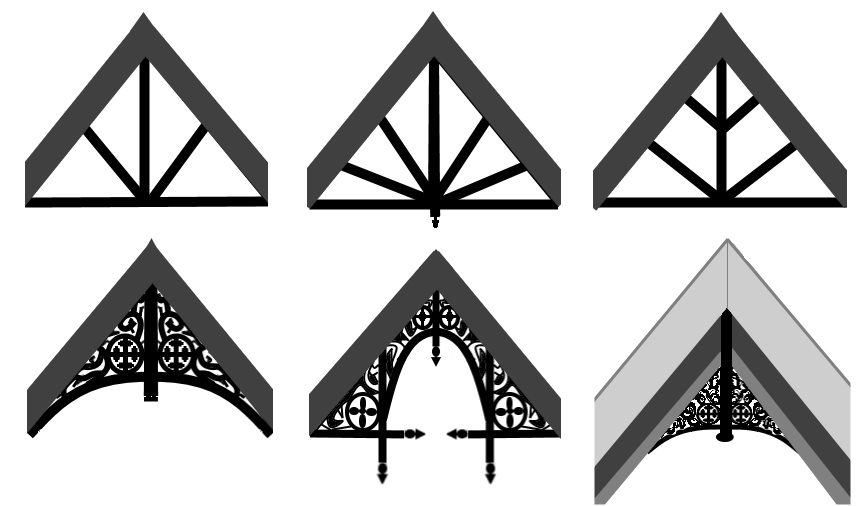
Exemples de décoration de pignon ou de lucarne-pignon en Scandinavie.

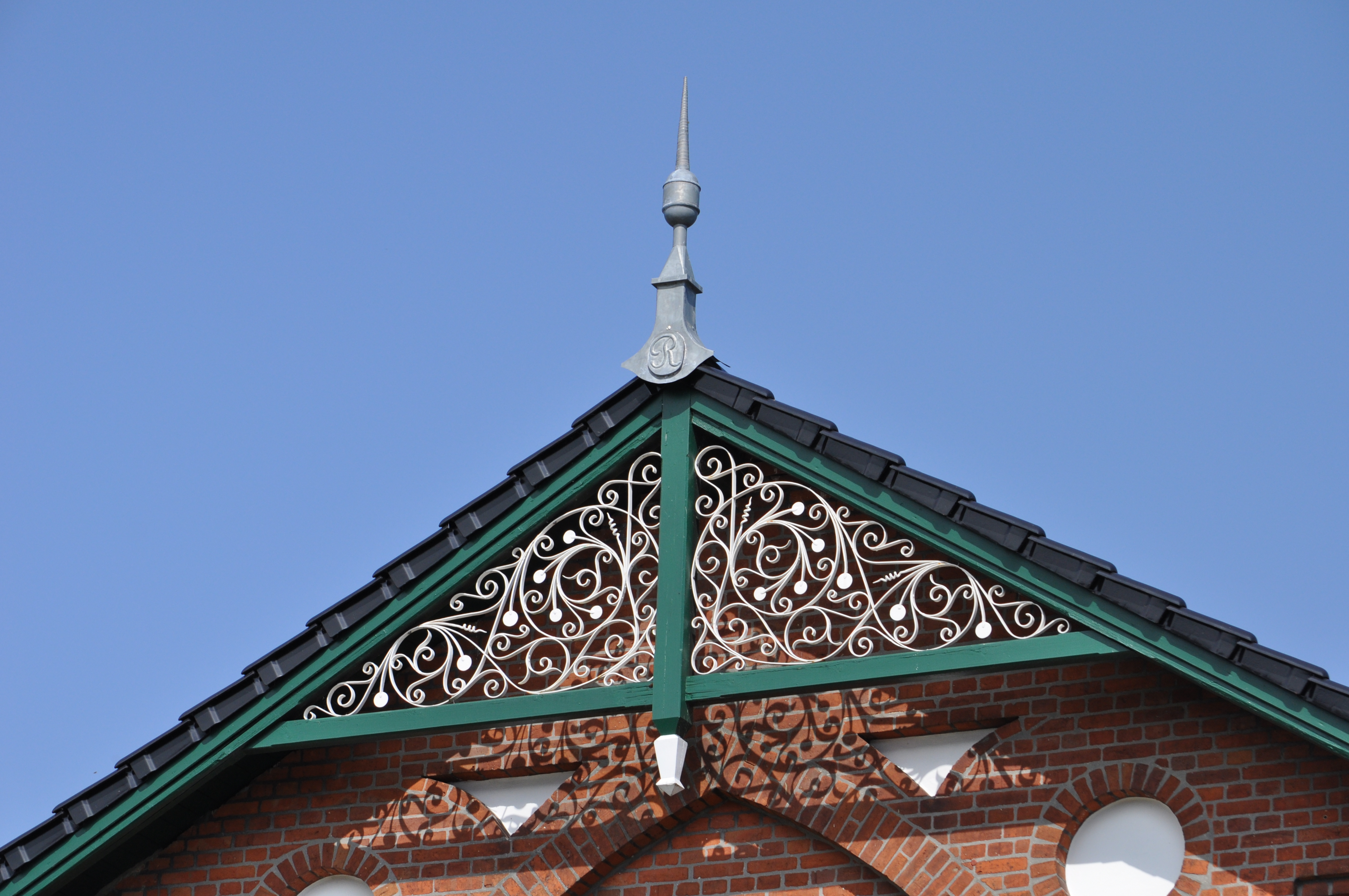
Décoration de pignon à Mözen, Schleswig-Holstein, Allemagne.

Cette décoration de pignon est plus répandue en Suède, particulièrement dans la partie septentrionale, que dans les autres pays scandinaves. Elle est désignée le plus souvent par les termes « gavelornament » ou « gaveldekor ».Si l’on observe bien les nombreux croquis et dessins des maisons traditionnelles du XIXe siècle réalisés par l’architecte suédois Ferdinand Boberg, il apparaît qu’à l’évidence ce type de décoration du pignon ou de la lucarne-pignon est plutôt récent. Aucune ferme ni bâtiments annexes des régions septentrionales de Suède ne présente dans ces dessins et gravures la moindre décoration de pignon que ce soit par une flèche, des tasseaux ou planches croisés ou des pièces de bois tournées ou chantournées décorant le gable d’une lucarne à pignon ou d’un porche d’entrée. Les bordures de pignon sont assemblées en sifflet sans aucune autre fioriture.
Très esthétique et recherchée, cette décoration en bois ouvré de l’extrême partie supérieure du pignon à l’extrémité de l’avant-toit ou du débord de toit lambrissé joue également sur le contraste des couleurs en le rouge de Falun du corps de bâtiment en bois et le blanc des bordures de pignon, des frises, des lambrequins de la sous-face lambrissée et des pièces chantournées dans le gable.
La maison en bois rouge avec son porche d’entrée ou son avant-corps sur le long-pan avec colonnade et terrasse à l’étage est devenue à l’heure actuelle l’archétype de la maison suédoise au point que le terme a pris le sens commun de « maison en bois de type scandinave ».
Les motifs ornementaux du pignon supérieur vont du plus simple au plus complexe, du plus linéaire aux formes cursives des rinceaux d’acanthe. Les mêmes motifs symboliques et apotropaïques que l’on retrouve dans de nombreuses régions européennes pratiquant l’architecture traditionnelle en bois, comme la Russie, sont intégrés dans l’assemblage des pièces tournées et chantournées de l’avant-toit. Dans l’illustration ci-contre à droite, on remarque dans la rangée du bas le symbole solaire sous forme de diverses roues ou les motifs rappelant les gouttes d’eau. Comme en Russie, mais de manière peut-être moins spectaculaire, la décoration de pignon en Scandinavie joue sur l’équilibre entre les lambrequins de rive et le décor sculpté du gable. Le troisième pignon en bas à droite illustre l’effet décoratif combiné des motifs chantournés avec la superposition de trois bordures de pignon. La bordure du dessous peut d’ailleurs être agrémentée d’un bandeau ajouré et chantourné rappelant des vagues ou des denticules.
Parmi les motifs décoratifs des pignons de la rangée du dessus, le premier fait écho à la ferme latine qui n’est que la reproduction ornementale sans fonction pratique de la charpente derrière la façade: le poinçon central sur entrait avec deux contrefiches. Le second n’est pas sans rappeler le fuseau ou le motif solaire de la coquille alors que le troisième s’apparente clairement à l’arbre de vie que l’on observe généralement sur les pignons des maisons à colombages de certaines régions européennes.
Le décor de pignon des fermes de Suède s'inscrit dans la tradition des derniers styles architecturaux nordiques comme le dragestil ou le Sveitserstil; les photographies dans les chapitres suivants en donnent quelques exemples comme l'hôtel Dalen.

### Décoration en dragestil

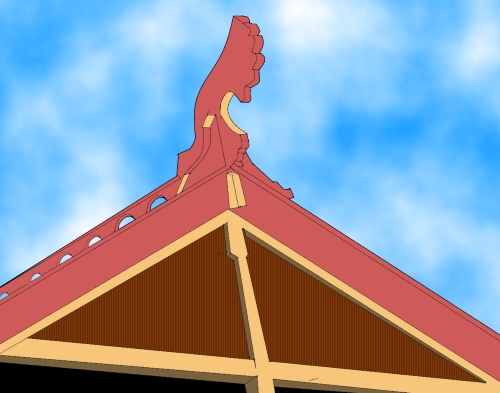
Décoration de pignon zoomorphe au-dessus du débord de toit. Dessin inspiré de l'Hôtel Scandic, quartier Holmenkollåsen, Oslo.

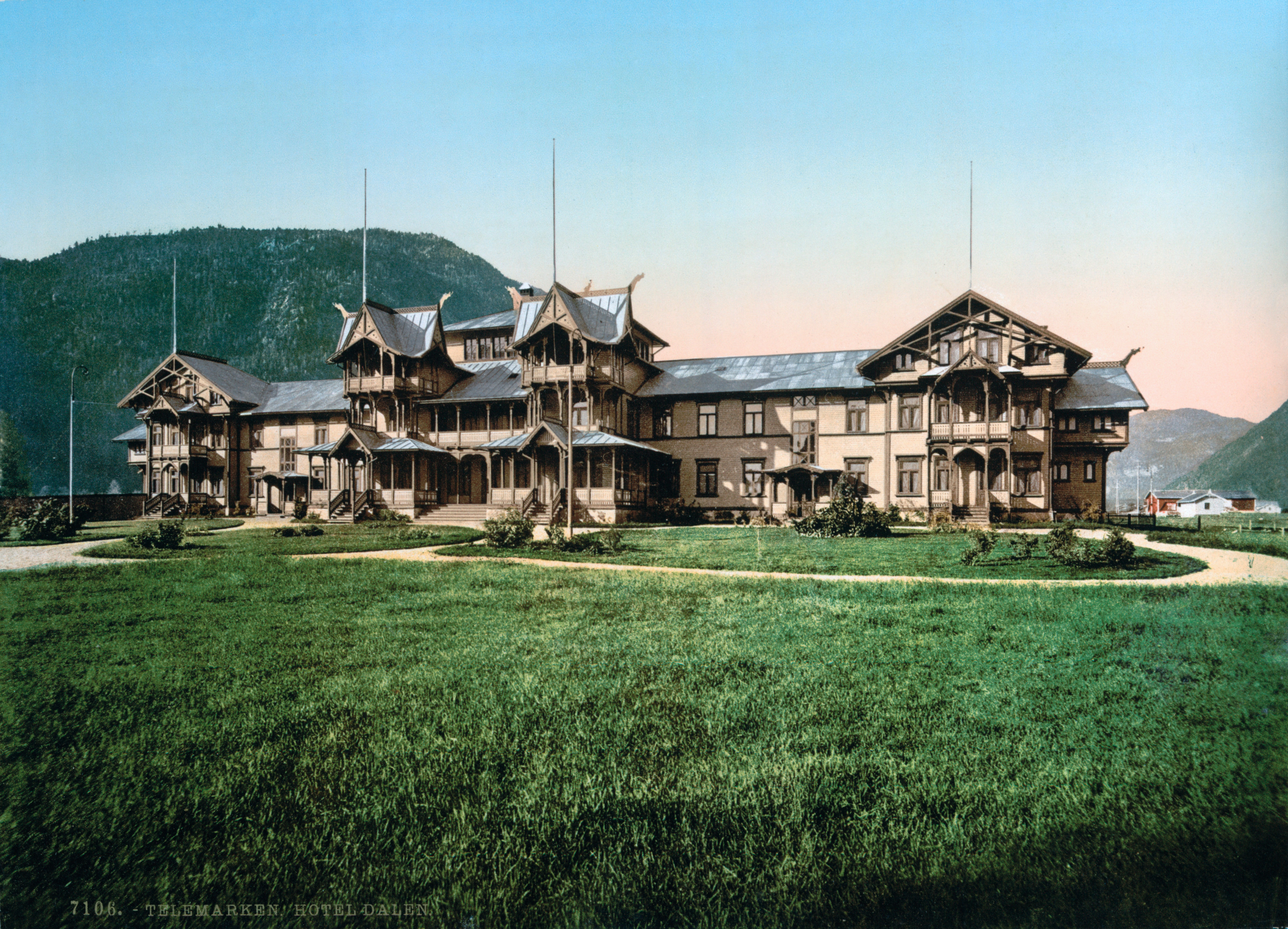
Le dragestil dans cet hôtel Dalen se manifeste presque dans l’allure globale du bâtiment rappelant un dragon. Les flèches de pignon sont gigantesques.

La période du dragestil est une période de l’histoire de l’architecture norvégienne allant environ de 1890 à 1910. En Suède, le gothisme (en suédois : Göticismen) en architecture a connu son apogée de 1860 à 1900. L’intérêt exacerbé pour l’époque haute-médiévale (nommée en Suède « nordisk forntid ») et médiévale a conduit à la création d’un style architectural en bois spécial, largement inspiré des églises en bois debout norvégiennes. Le dragestil s’est finalement surtout développé en Norvège et reste à la marge en Suède. Le style dit dragon vise à faire revivre l’ornementation zoomorphe nordique en s’inspirant des artéfacts vikings. Les motifs ancestraux sont associés à des motifs ornementaux floraux rappelant l’époque romantique nationale. Bien représenté dans la grande région d’Oslo, le dragestil se propage grâce au progrès des voies de communication, notamment du chemin de fer. Plutôt d’inspiration urbaine au départ, il intègre les campagnes par le biais des hôtels, des restaurants et des bâtiments publics. Son développement coïncide avec l’engouement national pour les nouvelles fouilles archéologiques autour des bateaux vikings (Oseberg, Tune, Gokstad) et la campagne de sensibilisation du peintre Johan Christian Dahl pour la sauvegarde des églises en bois debout. Les travaux et ouvrages de l’historien de l’art, Lorentz Dietrichson, sur ces églises en bois créèrent également un nouvel élan national pour les constructions en bois en général et dans leur sillage pour les motifs ornementaux inspirés des panneaux extérieurs et intérieurs dans ces lieux de culte.
La période du dragestil est une période de l’histoire de l’architecture norvégienne allant environ de 1890 à 1910. Le dragestil a des affinités avec l’Art Nouveau et le Sveiserstil. Le style dit dragon vise à faire revivre l’ornementation zoomorphe nordique en s’inspirant des artéfacts vikings. Les motifs ancestraux sont associés à des motifs ornementaux floraux rappelant l’époque romantique nationale. Les rinceaux d’acanthe et d’autres plantes dominent sans conteste, parfois jusqu’à l’excès. Les entrelacs très fins s’enchevêtrent tellement qu’il n’est pas toujours possible de reconnaître les autres éléments décoratifs insérés et schématisés dans ces rinceaux.
Le pignon et le gable jouent un rôle centrale dans le dragestil car ils sont mis en valeur par des débords de toit très largement décorés, des planches de rives sculptées et ciselées proéminentes et bien visibles de loin et des éléments décoratifs comme des pals de pignon, des perches et girouettes sur le faîte pouvant atteindre de grandes dimensions. Les pignons ornés ne touchent pas seulement le bâtiment central mais aussi des oriels, des lucarnes, des chiens-assis ou des porches sur la façade principale.
Bien représenté dans la grande région d’Oslo, le dragestil se propage grâce au progrès des voies de communication, notamment du chemin de fer. Plutôt d’inspiration urbaine au départ, il intègre les campagnes par le biais des hôtels, des restaurants et des bâtiments publics. Son développement coïncide avec l’engouement national pour les nouvelles fouilles archéologiques autour des bateaux vikings (Oseberg, Tune, Gokstad) et la campagne de sensibilisation du peintre Johan Christian Dahl pour la sauvegarde des églises en bois debout. Les travaux et ouvrages de l’historien de l’art, Lorentz Dietrichson, sur ces églises en bois créèrent également un nouvel élan national pour les constructions en bois en général et dans leur sillage pour les motifs ornementaux inspirés des panneaux extérieurs et intérieurs dans ces lieux de culte. Les pignons de ces églises seront une source d’inspiration pour les constructions civiles.
L’hôtel Dalen construit à Tokke dans le Telemark par l’architecte Haldor Larsen Børve fait figure de monument national de ce style architectural local. D’autres bâtiments classés monuments historiques représentant ce style ont été construits par l’architecte Holm Munthe : le restaurant Frognerseteren et l’hôtel de villégiature Holmenkollen construit en 1889 et ravagé par un incendie en 1895.
Un autre exemple de dragestil, peut-être plus allusif et moins pompeux, est proposé par le sanatorium de Voksenkollen, banlieue d’Oslo. Il fut construit en 1897 mais fut détruit par un incendie en 1919. Un hôtel et centre de conférence occupent les lieux à présent. L’ornementation des pignons ou gables y est plus modeste. Les arbres de vie qu’on retrouve aussi par exemple dans les maisons à colombages en France décorent les fermes débordantes des pignons de manière élégante.

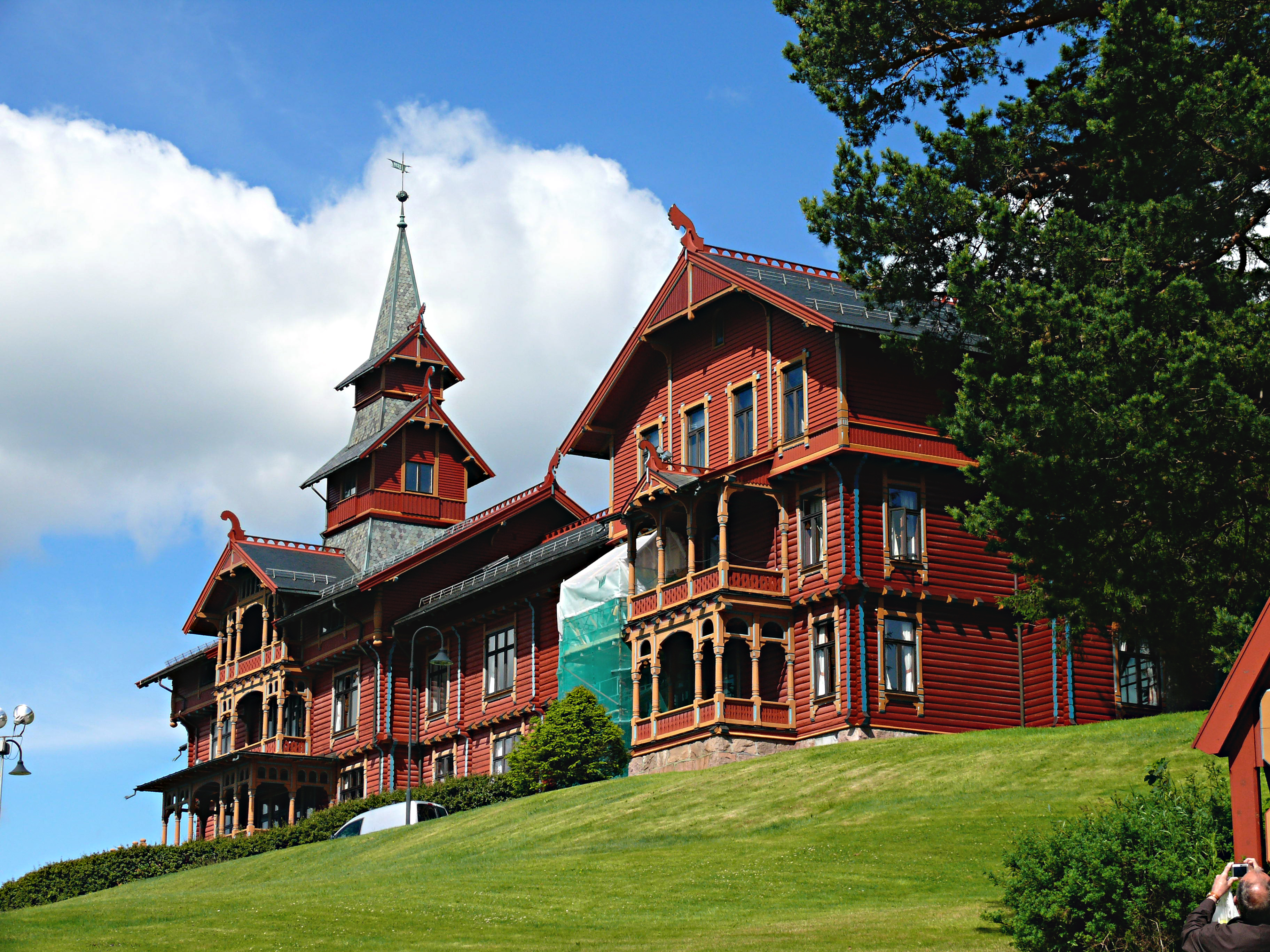
Hôtel Rica Holmenkollen Park, Oslo.
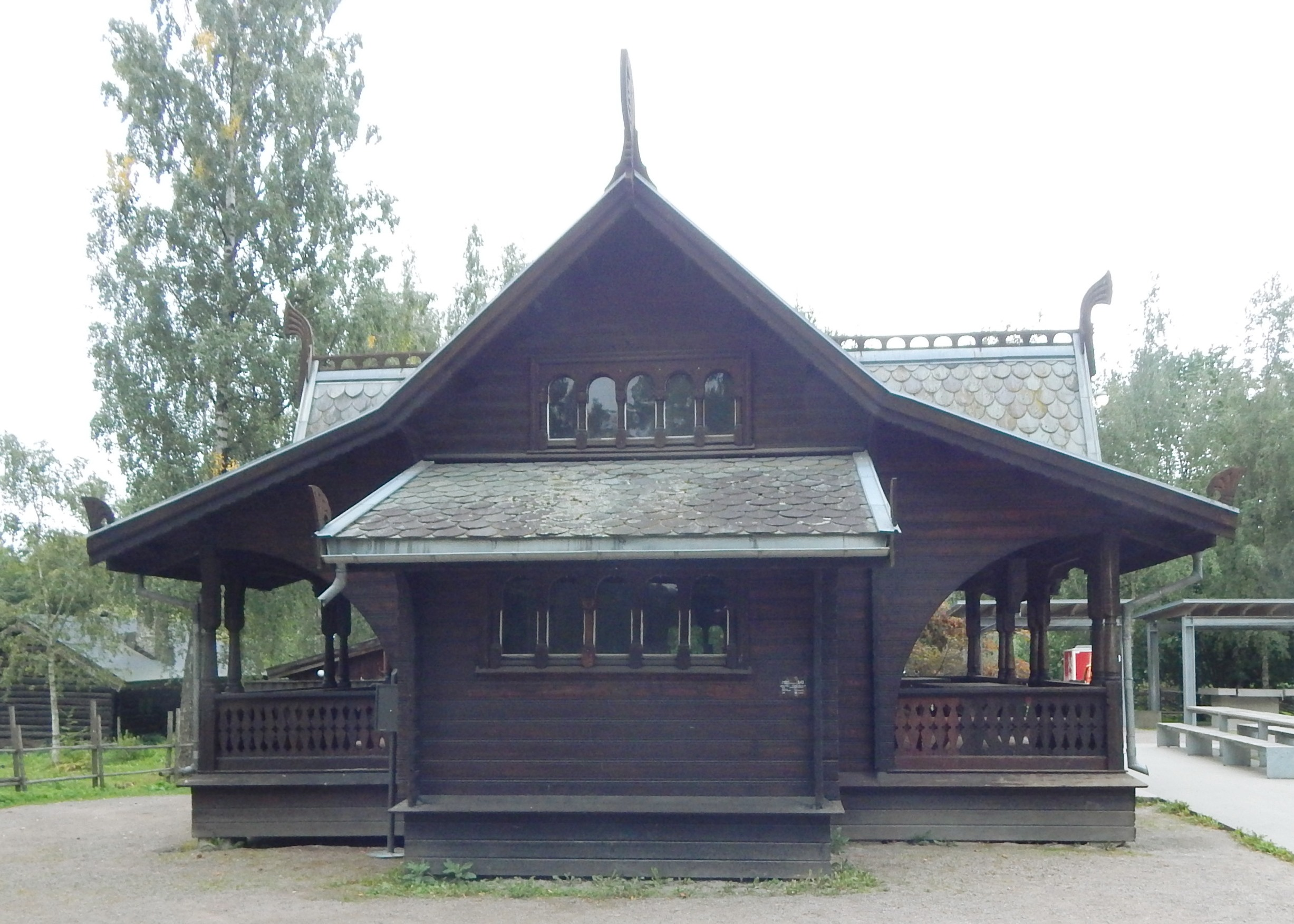
Ventehall Pipervika, écomusée de Norvège. Têtes de dragon à chaque extrémité de faîtière.
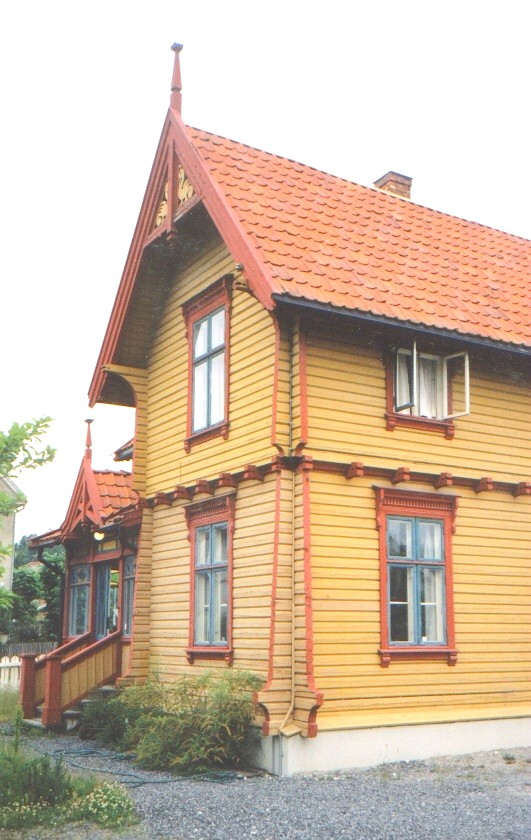
Maison en dragestil, rue Gulla no 15, Hønefoss. On remarque le poteau de pignon, gavlspir.
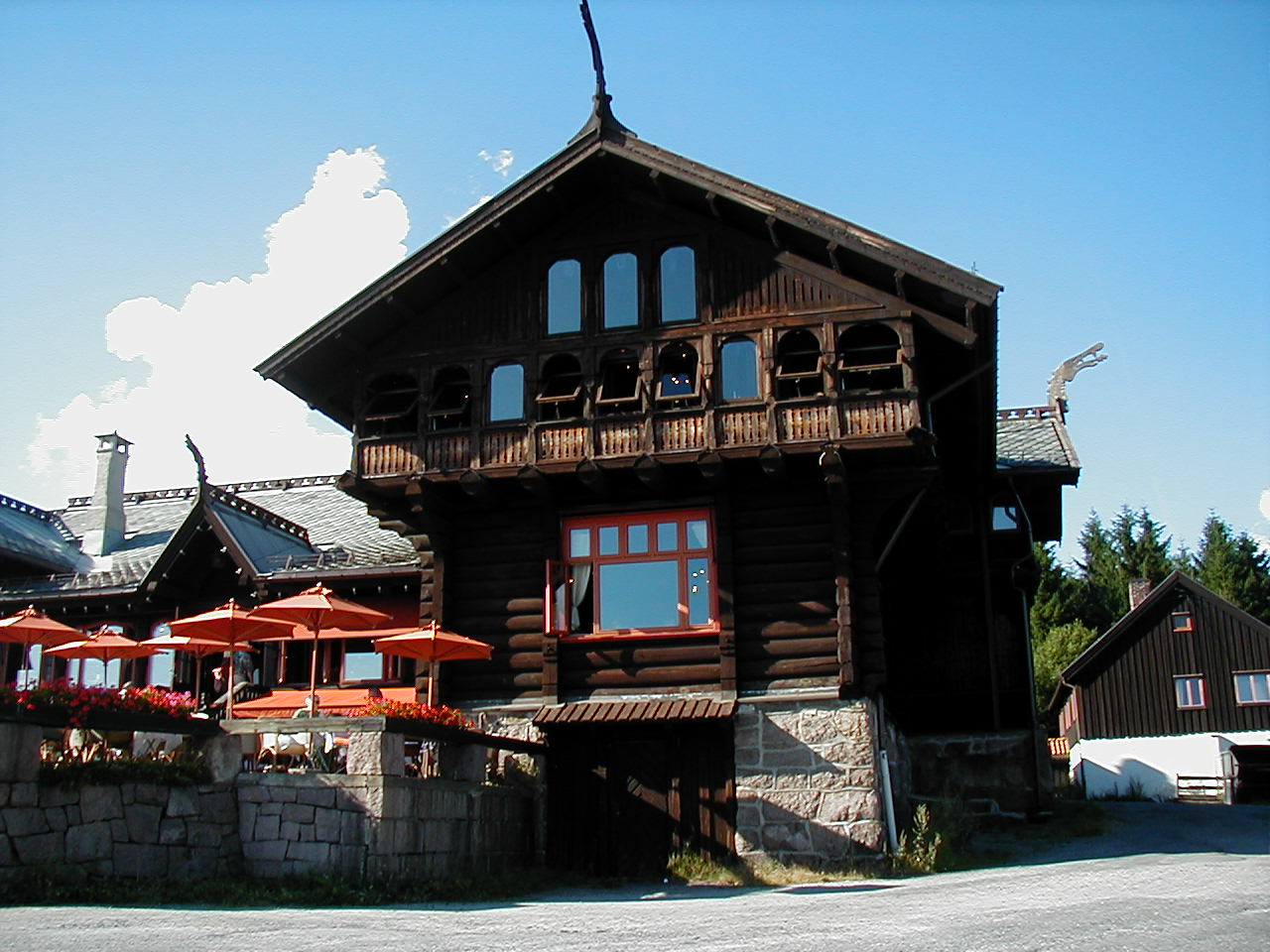
Restaurant ou ferme-auberge Frognerseteren. La tête de dragon jaillit de la faîtière.
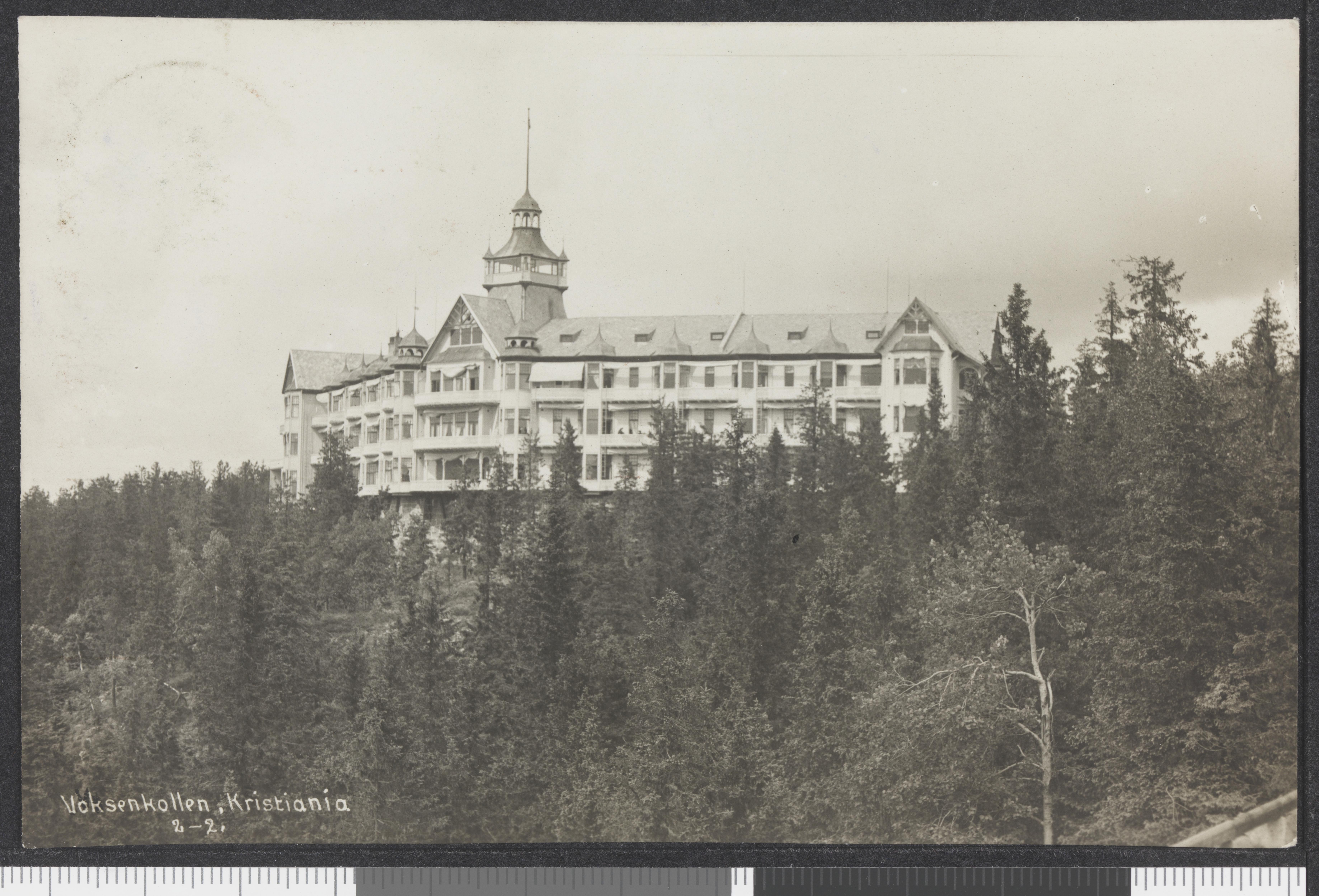
Ancien sanatorium Voksenkollen, Christiania, avant l’incendie ravageur de 1919.

#### Dragestil hors de Norvège

##### Allemagne

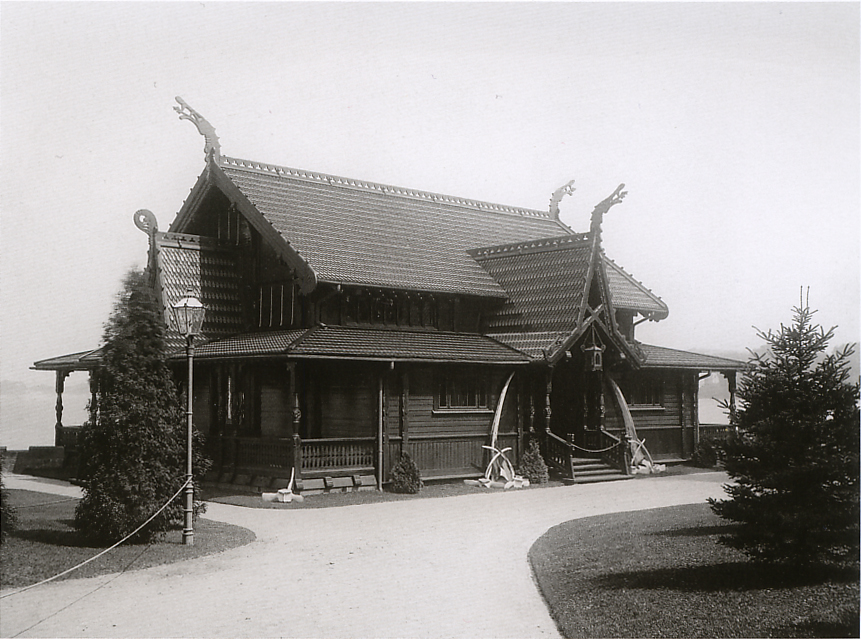
Débarcadère Kongsnæs en 1910, Potsdam.

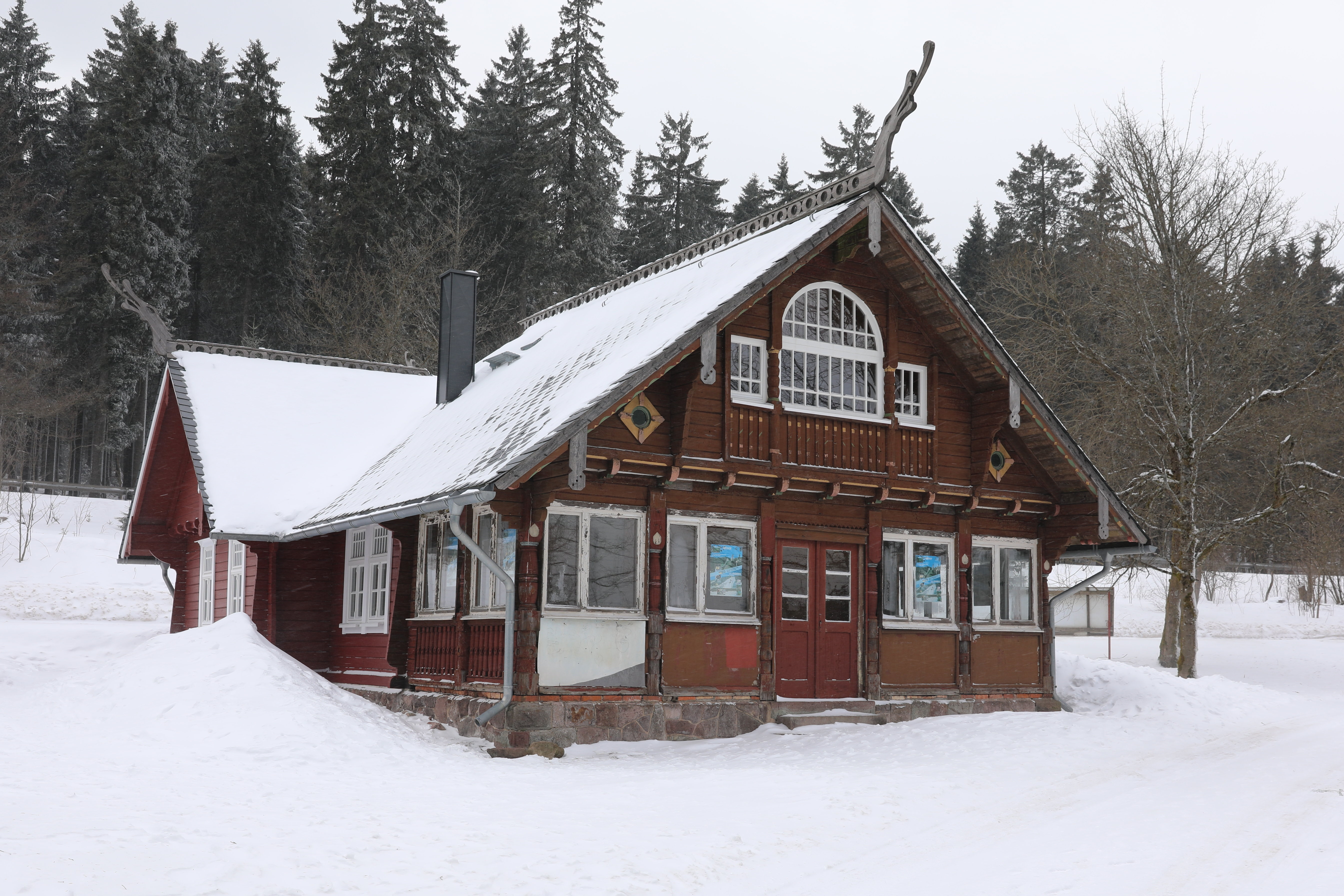
Ancienne maison du golf-club à Oberhof en 2018. Entre temps, les faîtières ciselées ont été restaurées.

Le dragestil s’est peu exporté hors de Norvège.
En Allemagne, par le biais du jumelage Lillehammer-Oberhof, l’actuel local de l’association du jumelage en Forêt de Thuringe a été bâti en 1908 pour l’ancien club de golf de la commune de Oberhof dans un dragestil classique avec une décoration de faîtière très ciselée et des têtes de dragon à toutes les extrémités de faîte. Placé sur la liste des monuments historiques protégés, le local, appelé « Maison de Lillehammer » et aujourd’hui dans le langage courant la « maison norvégienne », est le seul bâtiment en dragestil en Thuringe. L’Union européenne finance un projet de restauration à partir de 2011 car son état s’aggravait comme on peut le voir sur la photographie ci-jointe en 2010. C’est à ce moment-là que l’ancien local du club de golf a été converti en lieu de rencontre. Le choix de la Thuringe va de soi puisq’uil s’agit d’une région montagneuse bien enneigée en hiver. Les sports d’hiver y sont pratiqués depuis très longtemps et le paysage peut se confondre avec celui de la Norvège du sud.
Le relais de chasse Rominten en province de Prusse-Orientale (aujourd’hui Krasnolessje quartier de) fut construit en 1891 sur commande de l’empereur Guillaume II et sur les plans des architectes Holm Hansen Munthe et Ole Sverre en style nordique ou dragestil. Dans la foulée, la chapelle Saint-Hubert, saint patron des chasseurs, fut érigée à Rominten en 1893 dans le style des églises en bois debout. Les matériaux et les artisans pour le relais de chasse sont venus directement de Norvège. En 1904, le relais de chasse est agrandi par l’aile des impératrices. On y adjoignit un pavillon de thé sur la berge du ruisseau Krasnaya. À la mort de l’empereur, Hermann Goering mit tout en œuvre pour faire vendre la propriété impériale à l’État prussien qui avait d’ailleurs été partiellement pillée par les troupes russes en 1914. Le dignitaire nazi n’avait pas apprécié que l’empereur Guillaume II ne l'autorise pas à occuper le relais de chasse Rominten. C’est pourquoi il fit bâtir son propre relais de chasse en dragestil en septembre 1933 puis 1936. Il l’appellera Recihjägerhof Rominten après avoir hésité de lui donner le nom de sa seconde femme Emmy à l’instar de sa résidence de campagne Carinhall. Pendant la campagne, le second relais de chasse doté d’un bunker servit de quartier général pour Goering. Mais quand les troupes soviétiques progressent vers l’ouest à la fin de la guerre, Goering fit dynamiter le complexe entier le 20 octobre 1944. Il n’y a plus de traces en l’état des deux relais de chasse en dragestil en Prusse orientale, aujourd’hui oblast de Kaliningrad, même s’il fut un temps question de reconstruire le complexe par des investisseurs russes. Le bâtiment du relais de chasse de Guillaume II ne fut pas complètement détruit après la guerre : il servit provisoirement de maison de repos pour les soldats du 3e front biélorusse et fut déplacé en 1950 dans le parc Luisenwahl, partie du parc culturel Kalinin à Kaliningrad pendant que les autres bâtiments annexes furent démolis.
Un autre édifice en dragestil très symbolique pour l’époque wilhelminienne en Allemagne est le « débarcadère impérial Kongsnæs » sur les rives du Jungfernsee à Potsdam. À la demande de l’empereur Guillaume II, le complexe fut construit entre 1891 et 1895 d’après les plans de l’architecte norvégien Holm Hansen Munthe. Le complexe en dragestil comportait un pavillon d’accueil ou hall d’attente (« Vente-Halle »), des hangars à bateaux et trois maisons d’habitation pour le personnel. Traversé par le mur de Berlin de 1961 à 1989, le complexe, longtemps propriétaire de la maison Hohenzollern, a été quasi totalement détruit à la fin de la Seconde Guerre mondiale. Les fondations restaient de chaque côté du mur. Après l’unification des deux Allemagne, une association du Kongsnæs milite pour la reconstruction de l’ancien débarcadère dragestil dans le cadre d’une politique de mise en valeur du riche patrimoine architectural et de l’éclectisme particulier à la ville culturelle de Potsdam. C’est un joailler de Berlin, Michael Linckersdorff, qui en fait l’acquisition en 2009 afin de démarrer les travaux.
Bien qu‘il ne s’agisse pas d’une maison, on peut citer ici le transfert d’une église en bois debout à Karpacz. À l’origine le peintre norvégien Dahl qui s’inquiétait du délabrement de nombreuses églises en bois dans son pays proposa en 1841 au roi Frédéric-Guillaume IV de Prusse d’acquérir l’église de Vang. Elle devait être démontée et reconstruite sur l’île aux paons entre Berlin-Wannsee et Potsdam. Mais le roi prussien abandonna le projet. Elle fut reconstruite en Basse Silésie aujourd’hui en Pologne mais encore en Prusse au XIXe siècle.

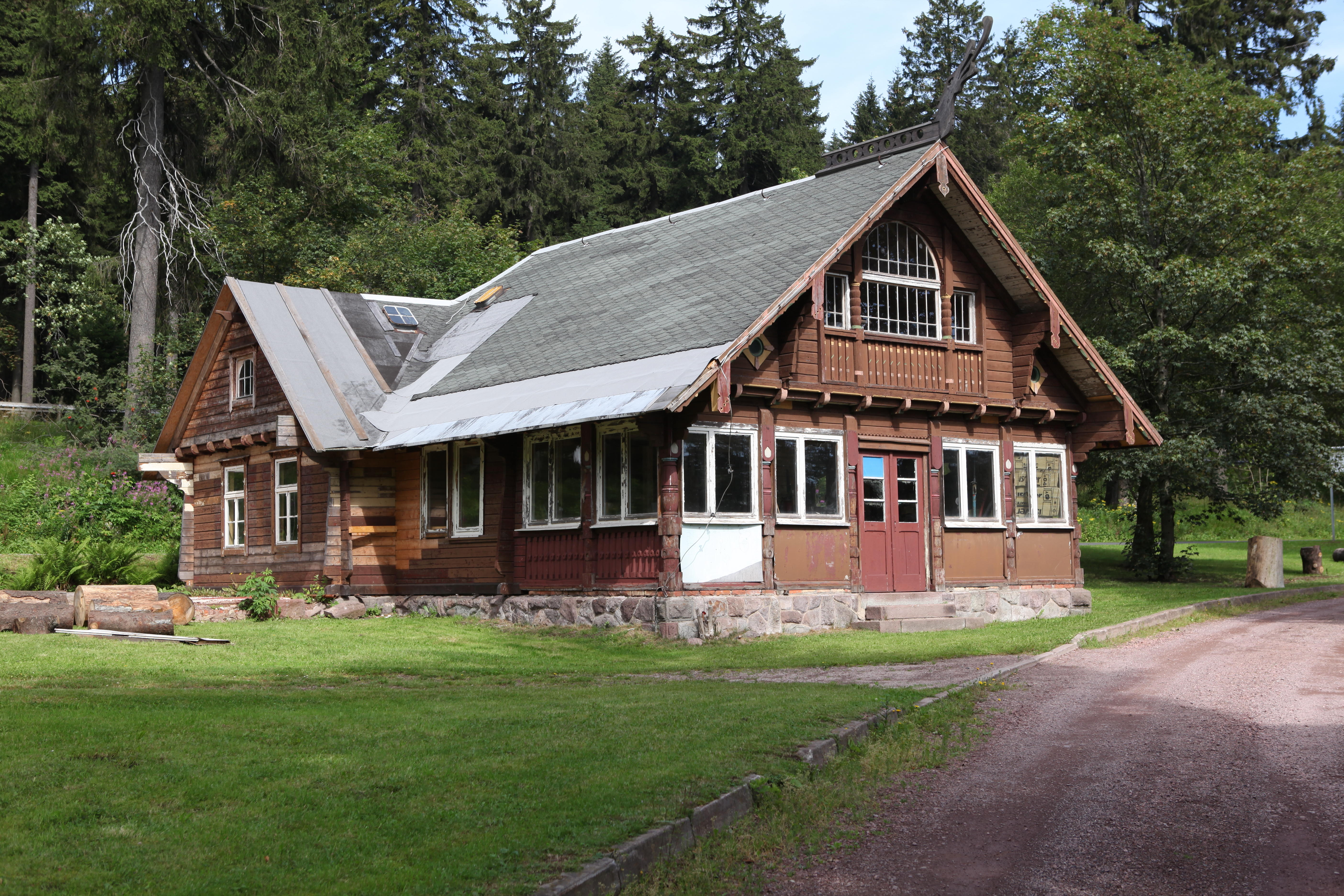
Maison du golf-club d’Oberhof le 6/8/2011. La décoration dragestil des faîtières est disparu ou endommagée.
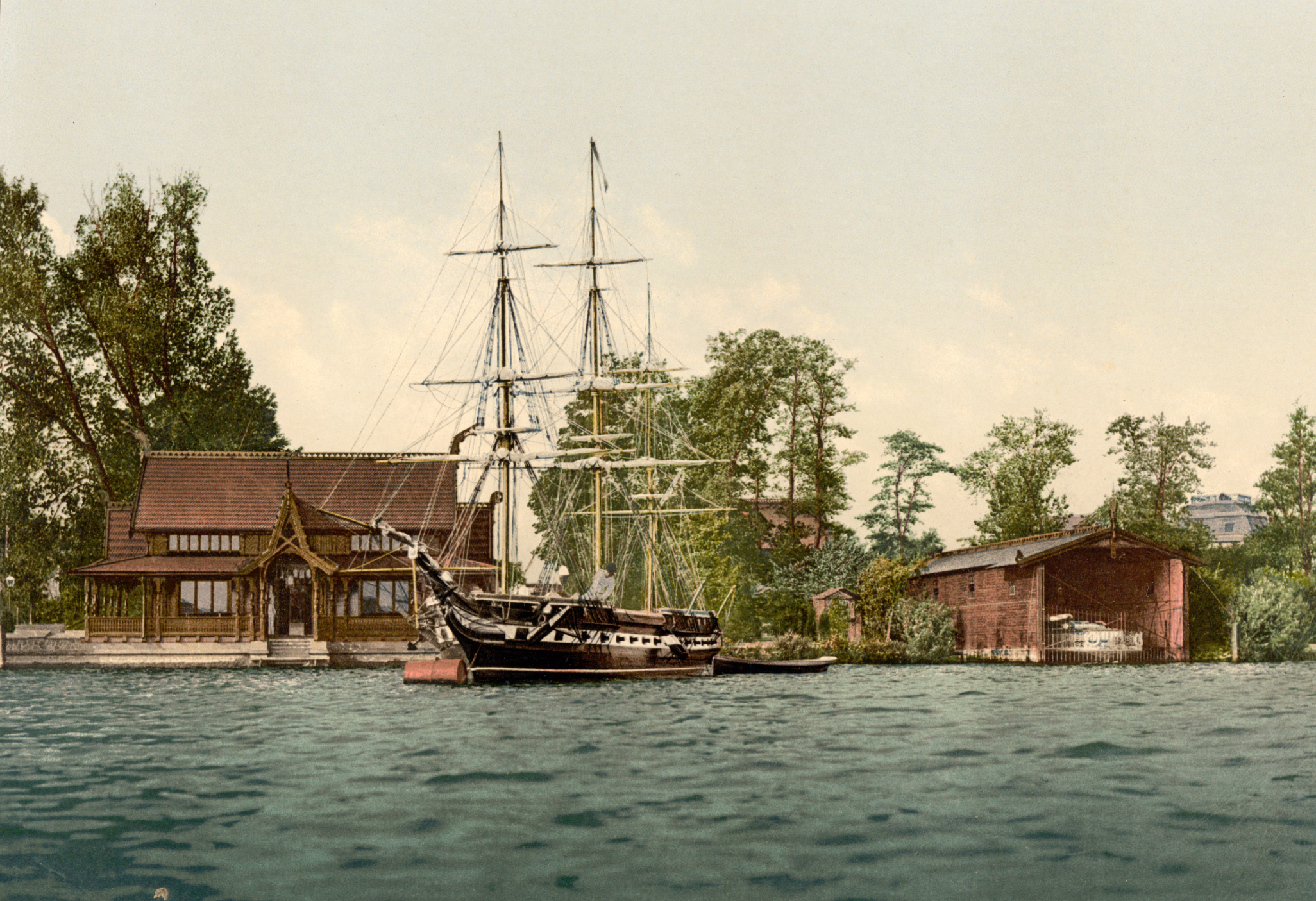
Potsdam, débarcadère Kongsnæs en 1895, Potsdam.
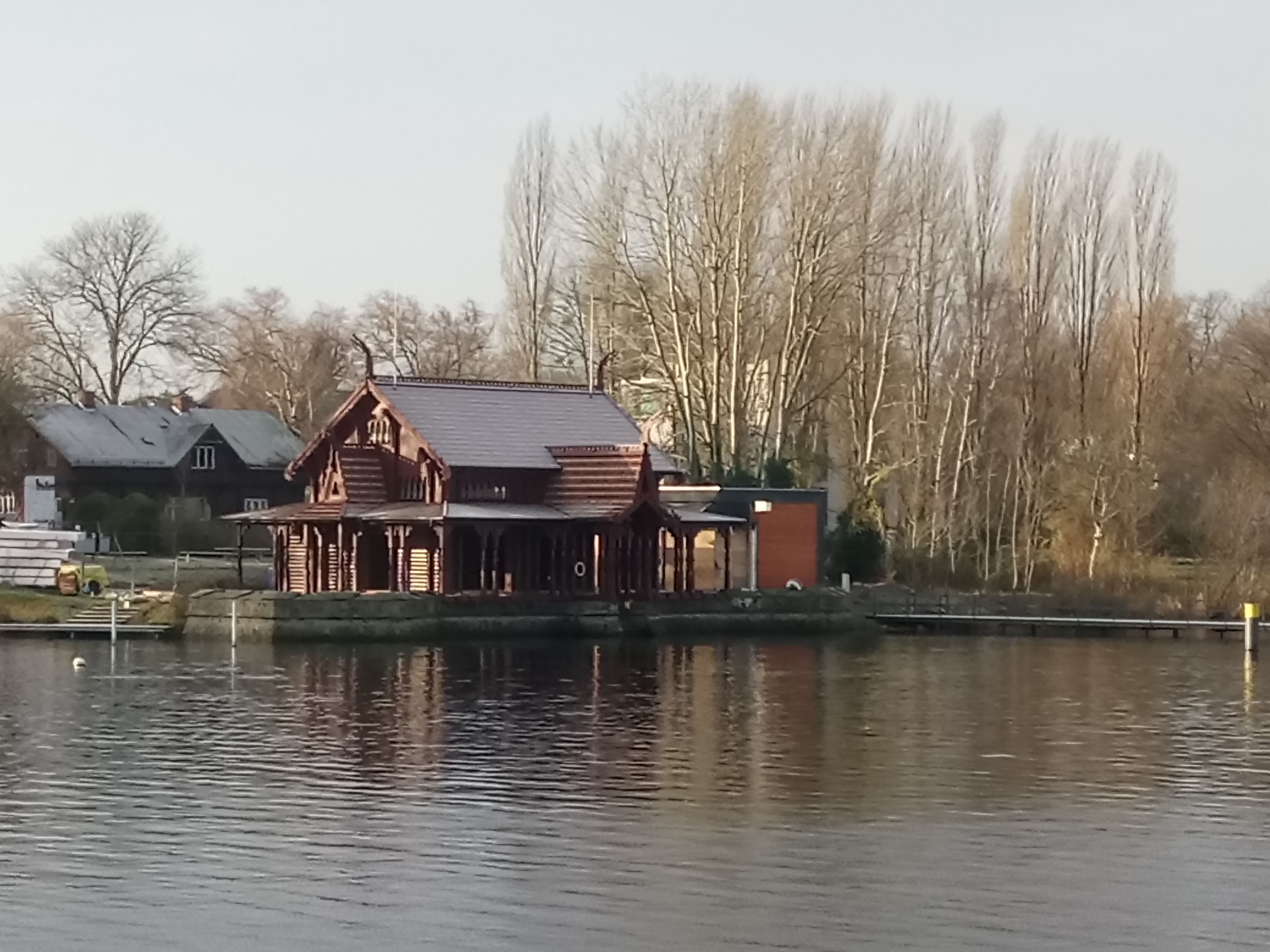
Reconstruction du débarcadère Kongsnæs en 2017, Potsdam.
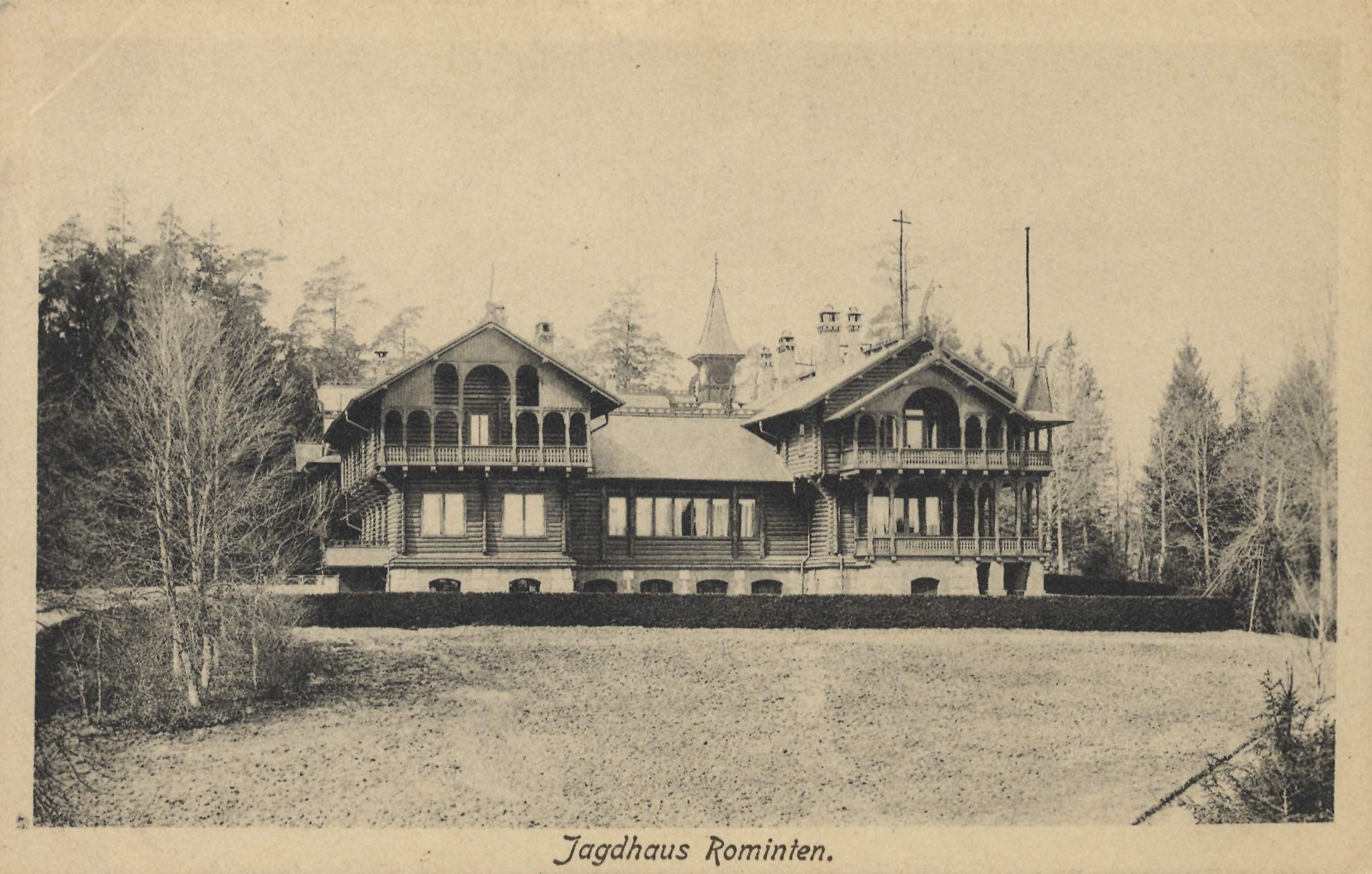
Relais de chasse Rominten de Guillaume II, région de Kaliningrad.
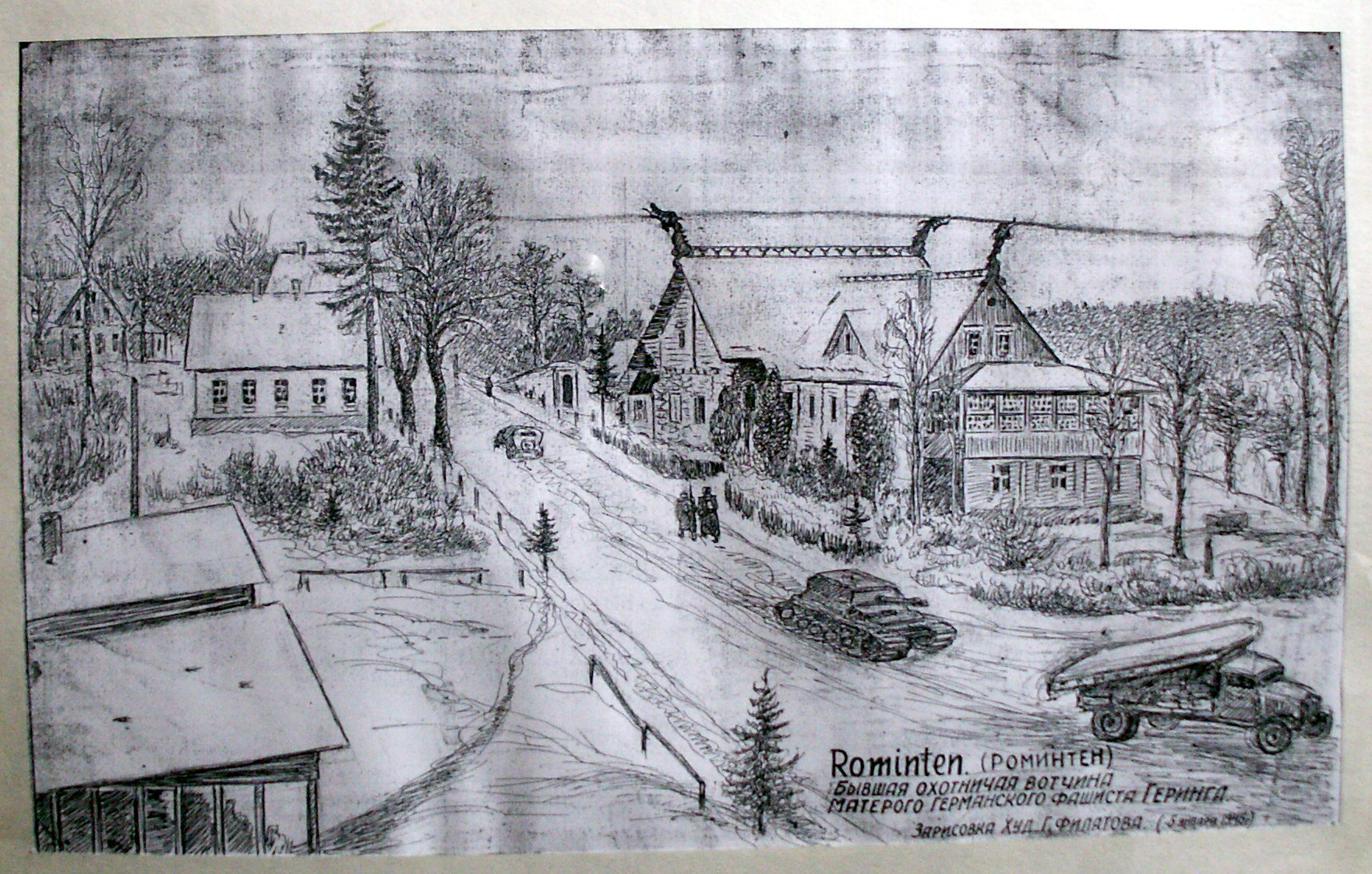
Relais de chasse du Reich à Rominten, sur ordre de Goering.
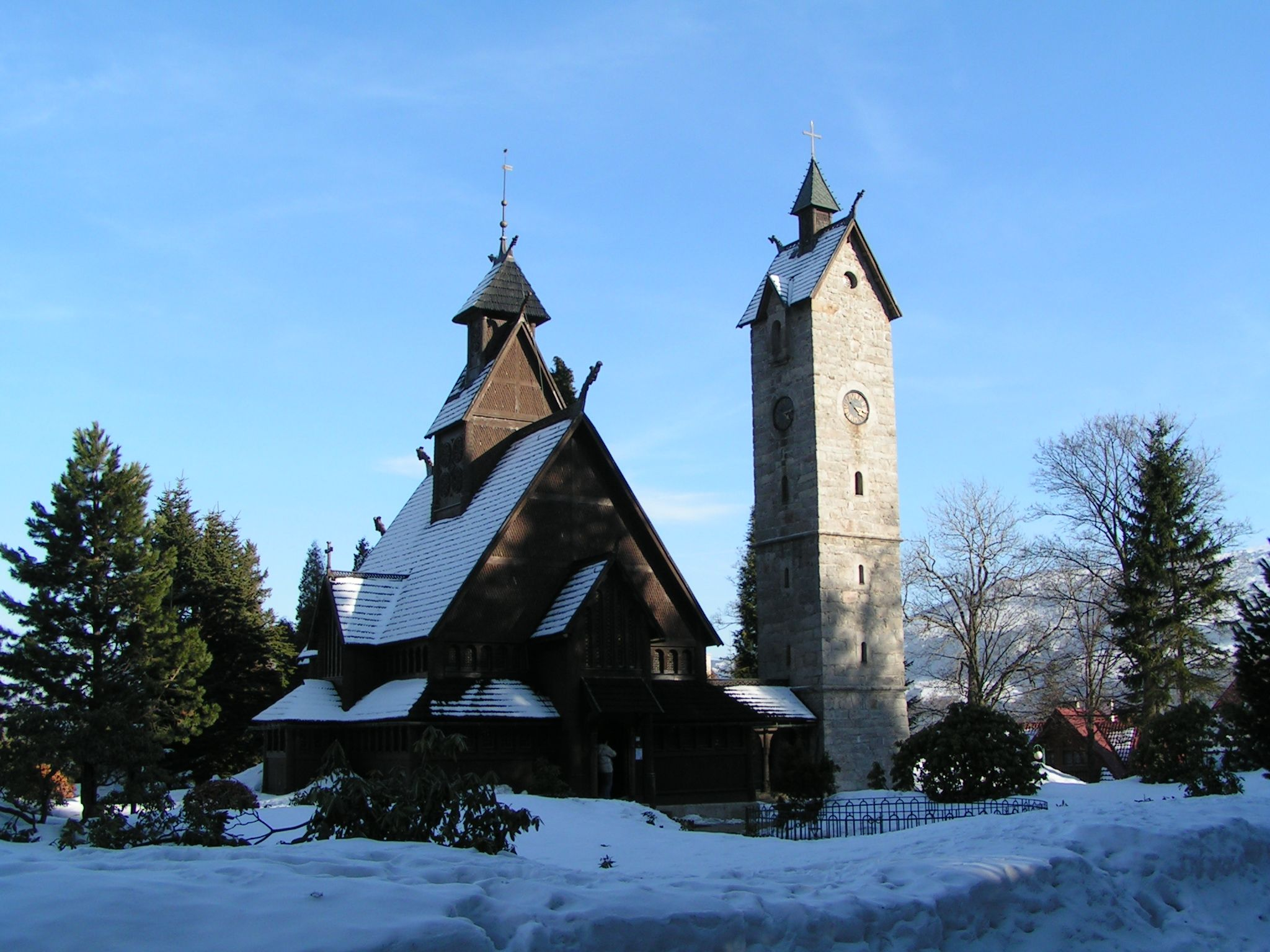
Église en bois debout à Karpacz en Pologne.

##### En France dans les Vosges alsaciennes

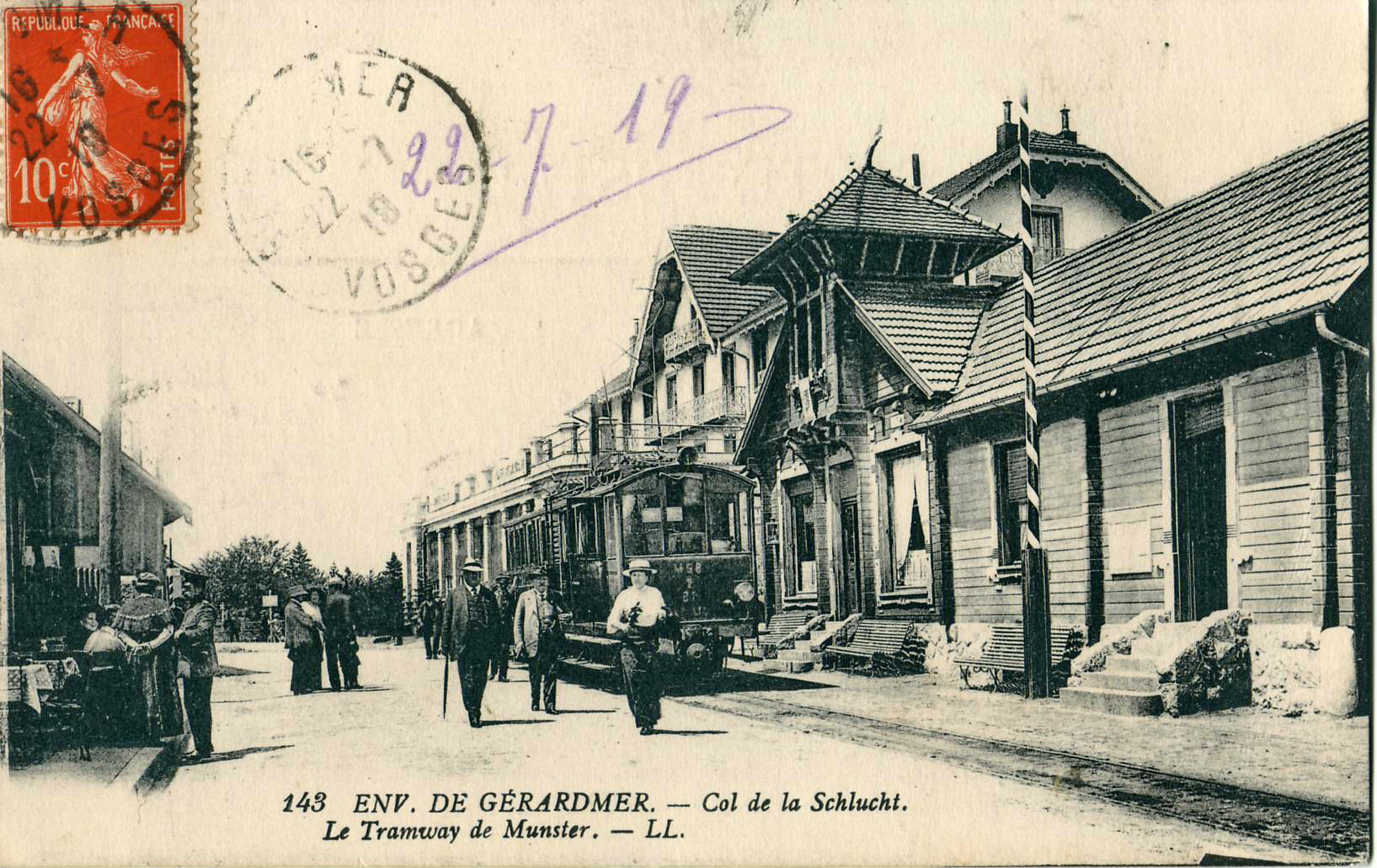
Col de la Schlucht. À droite le local des douanes allemandes et du tramway Munster – La Schlucht. On aperçoit les têtes de dragon sur le toit.

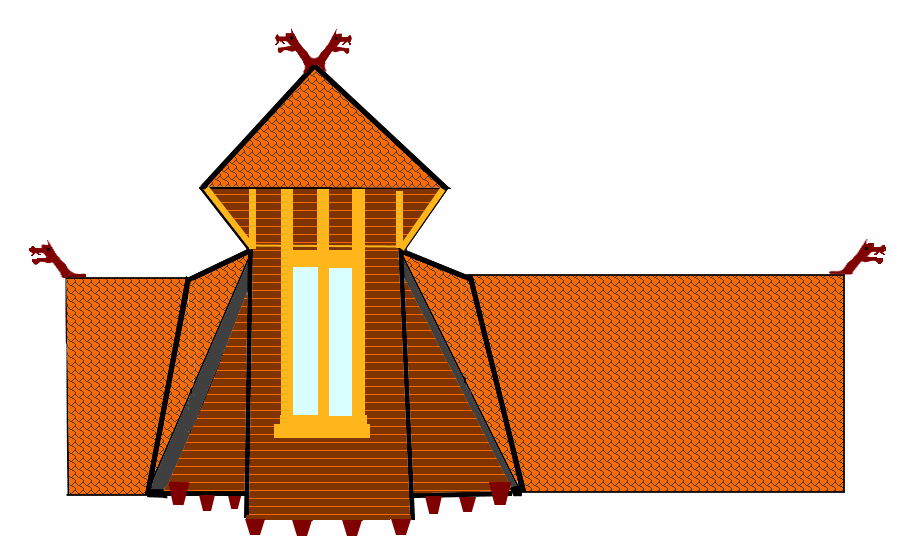
Ornementation en drakstil de l'ancienne douane de la Schlucht au XIX.

Comme le dragon, symbole national de l’architecture norvégienne, fut souvent utilisé comme motif ornemental dans tous les arts décoratifs et appliqués, l’artisanat populaire et plus particulièrement dans l’ébénisterie et l’architecture allemandes entre 1890 et 1905, l’Alsace se trouvait à ce moment-là dans l’Empire allemand et subissait inéluctablement l’influence des architectes allemands historicistes très en vogue pour les bâtiments publics et représentatifs à cette époque. La popularité du drakstil s’explique par l’engouement pour l’art et les paysages norvégiens et la publicité indirecte qu’en a faite l’empereur Guillaume II dans tout l’empire afin de mettre en avant l’esprit et la nature intrinsèquement germaniques des divers peuples qui composaient son territoire. Comparées à l’Allemagne du Nord et de l’Est, l’Alsace et l’Allemagne du Sud-Ouest ne sont néanmoins pas les régions les plus touchées par cette mode nordique.
C’est pourquoi le bâtiment du terminus du tramway Munster – La Schlucht géré par la Direction générale impériale des chemins de fer d'Alsace-Lorraine et situé directement à la frontière entre la France et l’Empire allemand revêt un caractère à la fois très inattendu et très emblématique dans le contexte tendu de l’annexion de l’Alsace-Lorraine après 1870. Le premier bâtiment allemand que le voyageur voit est celui de la douane qui sert en même temps de première station du tramway : il lui signale visuellement qu’il entre en terres germaniques et indirectement nordiques. Non seulement la langue nationale change, non seulement la langue dialectale entre le vosgien et l’alsacien change, mais aussi le paysage architectural qui joue un rôle symbolique et représentatif. On sait à l’exemple de Metz ou de Strasbourg que le choix d’un style architectural ciblé appuie la politique culturelle et idéologique d’une nation quitte à forcer les traits de cette culture de manière outrancière.
On arrive de France avec le tramway de Gérardmer qui amène les voyageurs au Hohneck par le lac de Retournemer et le col de la Schlucht. Le Hohneck et la Schlucht servant de frontière nationale, le voyageur français peut ne pas passer la frontière franco-allemande puisqu’il lui suffit de longer cette limite territoriale. En revanche, s’il veut descendre à Munster par le tramway, il doit entrer dans ce local des douanes qui a été construit en drakstil juste après le poteau de la douane avec l’aigle impérial.
L’histoire du col de La Schlucht est intimement lié à l’ancien maire de Munster et industriel du textile, Fritz Hartmann. Il est en effet à l’origine de la route qui mène jusqu’au col de la Schlucht et il a fait construire le chalet qui porte son nom, le « chalet Hartmann ».
M. Hartmann, riche propriétaire d’une manufacture de toiles peintes de luxe à Munster rendues célèbres par les motifs du peintre Henri Lebert, fait construire ce chalet suisse qui était ouvert aux touristes ; le seul hébergement à cette époque était une métairie où les étrangers passaient la nuit. Hartmann représente la face germano-alsacienne du col dans l’esprit et le style de vie. En construisant un chalet dans le style suisse, il ne fait que suivre les grandes modes et tendances architecturales de son temps dans les milieux riches et bourgeois en pleine période romantique tardive et patriotique: le modèle suisse et le modèle nordique. D’ailleurs, à la même époque en Norvège, le « sveitserstil » est à la mode pour les nouveaux hôtels et complexes touristiques, faisant concurrence au drakstil local.
L’équivalent et le concurrent français du millionnaire Hartmann est le plus modeste gérômois M. Defranoux devenu propriétaire en 1887 de l’hôtel du même nom et également futur gérant du chalet Hartmann. Sur les affiches et publicités, on lit de manière univoque : « Hôtel français Defranoux-Mohr ». En revanche, l’hôtel de luxe et de cure, Hôtel Altenberg, fut construit côté allemand du col entre 1894-1896 à la demande de la famille Hartmann et il fut géré par un hôtelier suisse.
Le caractère emblématique du col de la Schlucht opposant deux mondes qui s’affrontent également sur le terrain de la propagande et des symboles nationaux s’est donc matérialisé dans la pierre pour accueillir les visiteurs impériaux : Guillaume II et Napoléon III. Ils se devaient tous les deux de faire apparition à l’endroit même où les sphères politiques et culturelles se font face avec suspicion et méfiance. Leur acte de présence légitime la frontière et la souveraineté des états. Le chalet Hartmann a été construit à la suite d’une visite de l’empereur Napoléon III en 1858, donc avant l’annexion de l’Alsace. Il a été reconverti en hôtel-restaurant. Mais l'empereur allemand fut également reçu par M. Hartmann dans son chalet alpin. Il y reviendra plusieurs fois.
Le local asymétrique des douanes allemandes se caractérisait par son profil éclectique : l’usage important du bois rappelle le chalet alpin et les quatre têtes de dragons font référence au drakstil. On pouvait observer une tête à chaque extrémité du faîte à droite et à gauche, et deux têtes qui se tournent le dos à l’extrémité du toit à quatre pans sur la petite tourelle centrale.
Il ne reste rien de du bâtiment des douanes allemandes. Lors de son passage au col de la Schlucht, Raymond Poincaré constate que le 23 janvier 1916 « les bâtiments de douane, le chalet Hartmann, le local où j’avais vu l’ambulance, tout est détruit par les obus ».

### Sveitserstil

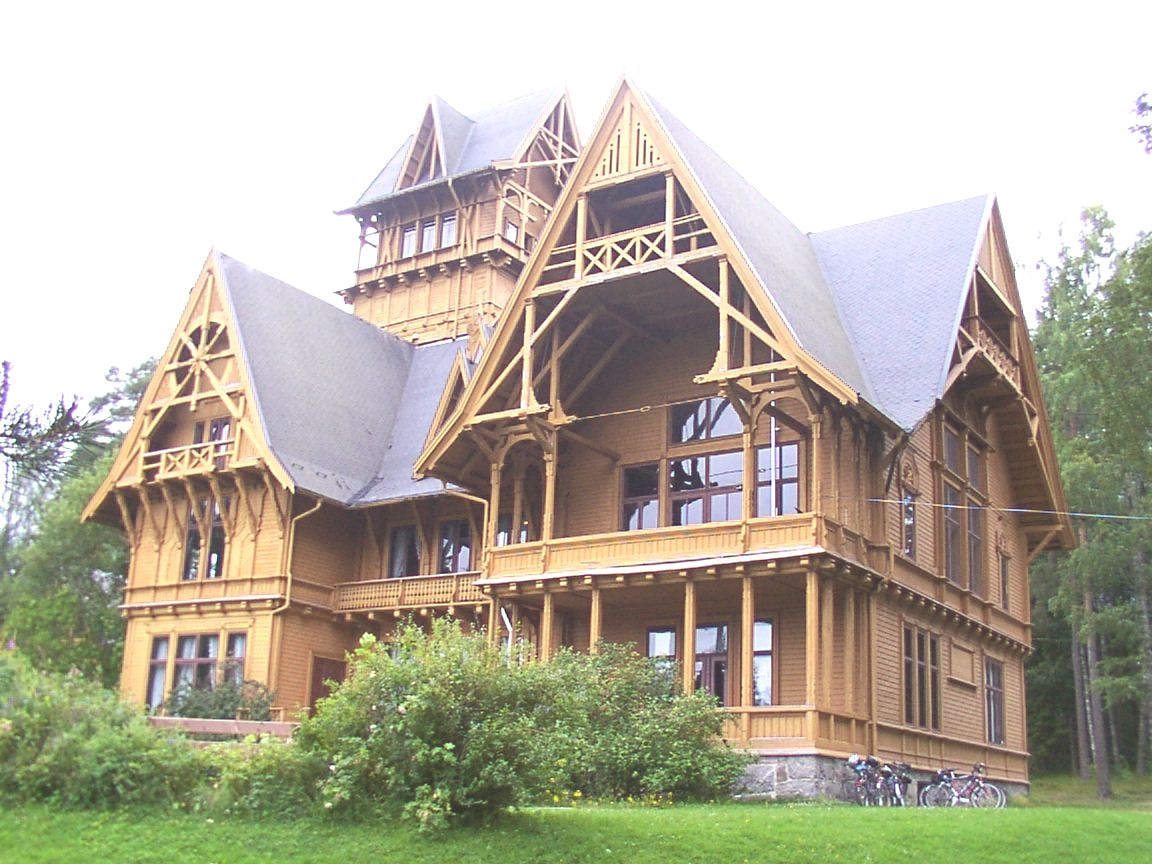
Villa Friedheim à Krødsherad, Buskerud, en style chalet avec emprunt au dragestil.

La décoration des pignons en Scandinavie prend des formes nouvelles avec le Sveitserstil, surtout en Norvège : il s’agit d’un néo-style régional où il faut clairement distinguer la dualité frappante entre l’architecture savante et l’architecture vernaculaire ordinaire. Ce style helvétisant est né en Allemagne à une époque où certaines régions d'Europe centrale profitaient d'une aura particulière auprès de la grande bourgeoisie européenne comme la vallée romantique du Rhin moyen ou les Alpes suisses. En Norvège, il est influencé par l'historicisme, le tourisme et les nouvelles tendances architecturales répandues en Europe occidentale depuis la Belle Époque avec un engouement particulier pour l’habitat de montagne en bois. Ce style chalet est le fruit de la création des architectes qui s’inspirent du bâti vernaculaire et innovent en même temps. Ils ne copient pas réellement un type particulier d’architecture rurale montagnarde ou une maison d'une région précise mais transcrivent dans la pierre et le bois l’idée qu’ils s’en font intrinsèquement ou bien ce que leur maître d’œuvre leur réclament.
Le style chalet prend en Norvège le nom de « style suisse » probablement pour des raisons d’affinité culturelle ou parce que les échanges culturels entre la Scandinavie et les pays germanophones étaient plus intenses qu’avec les Alpes françaises, italiennes ou slovènes par exemple. De plus, les deux pays misent à cette époque sur le même créneau de la villégiature de montagne pour un public urbain. Daniel Stockhammer a expliqué récemment dans sa thèse présentée à l'École polytechnique fédérale de Zurich et reprise dans le magazine du Fonds national suisse et de l'Académie suisse des sciences que le style du chalet suisse a été connu à l’étranger avant les Suisses eux-mêmes. Paradoxalement, le tourisme international introduira le chalet dit suisse en Suisse. Le phénomène s’est également produit en Savoie lorsque les chalets de skieurs et de citadins à la recherche d’un havre de paix avec air pur et vue sur les sommets des montagnes font leur apparition. Le client veut que son chalet « fasse montagne ». Il ne s’agit pas de reproduire un chalet d’inalpage mais d’apporter à la nouvelle bâtisse la nouveauté et le confort en sauvegardant l’authenticité du chalet dans son cadre naturel. Le critère fonctionnel passe au second plan tandis que l’aspect esthétique l’emporte sur toutes les autres considérations. À cela s’ajoute peut-être aussi la fierté de construire un chalet dessiné par un architecte de renom ou avant-gardiste comme le « chalet du skieur » à Megève par Henry Jacques Le Même en 1930. En réalité, la mode du chalet suisse a démarré au XIXe siècle dans de nombreux pays européens. En France, l’historien de l’architecture américain, Henry Russel Hitchcock, explique qu’aux alentours de l’Exposition universelle de 1867, plusieurs entreprises parisiennes se sont spécialisées dans la construction de chalets « livrés et montés sur place ».
Le sveitserstil norvégien emprunte au dragestil et à l’Art nouveau, y compris pour la décoration intérieure des hôtels de villégiature, des restaurants et des villas urbaines. Plusieurs critères typologiques du style chalet ouest-européen se retrouvent en Norvège :
- Usage du bois comme matériau de construction et d’ornementation ;
- Avant-toits très saillants et fortement décorés ;
- Avant-corps sur colonnade au pignon très décoré;
- porches avec colonnades et balcons ;
- Ornementation utilisant beaucoup la sculpture, la gravure et la ciselure.

On reconnaît très bien ces critères dans la villa Fridheim ci-contre. Non seulement les pignons du corps principal font l'objet d'une attention particulière, mais aussi et surtout ceux des avant-corps avec balcon et colonnade sur la façade gouttereau. Comme dans l'hôtel Dalen en dragestil plus haut, les pignons des avant-corps hyper-décorés confèrent à l'ensemble du bâtiment son identité: la lecture de la façade latérale décline sans équivoque l'identité architecturale de la bâtisse. Finalement, avec ce néo-style helvétisant, la décoration sort du cadre restreint du seul mur pignon car il rajoute des gables supplémentaires par les avant-corps et les lucarnes.

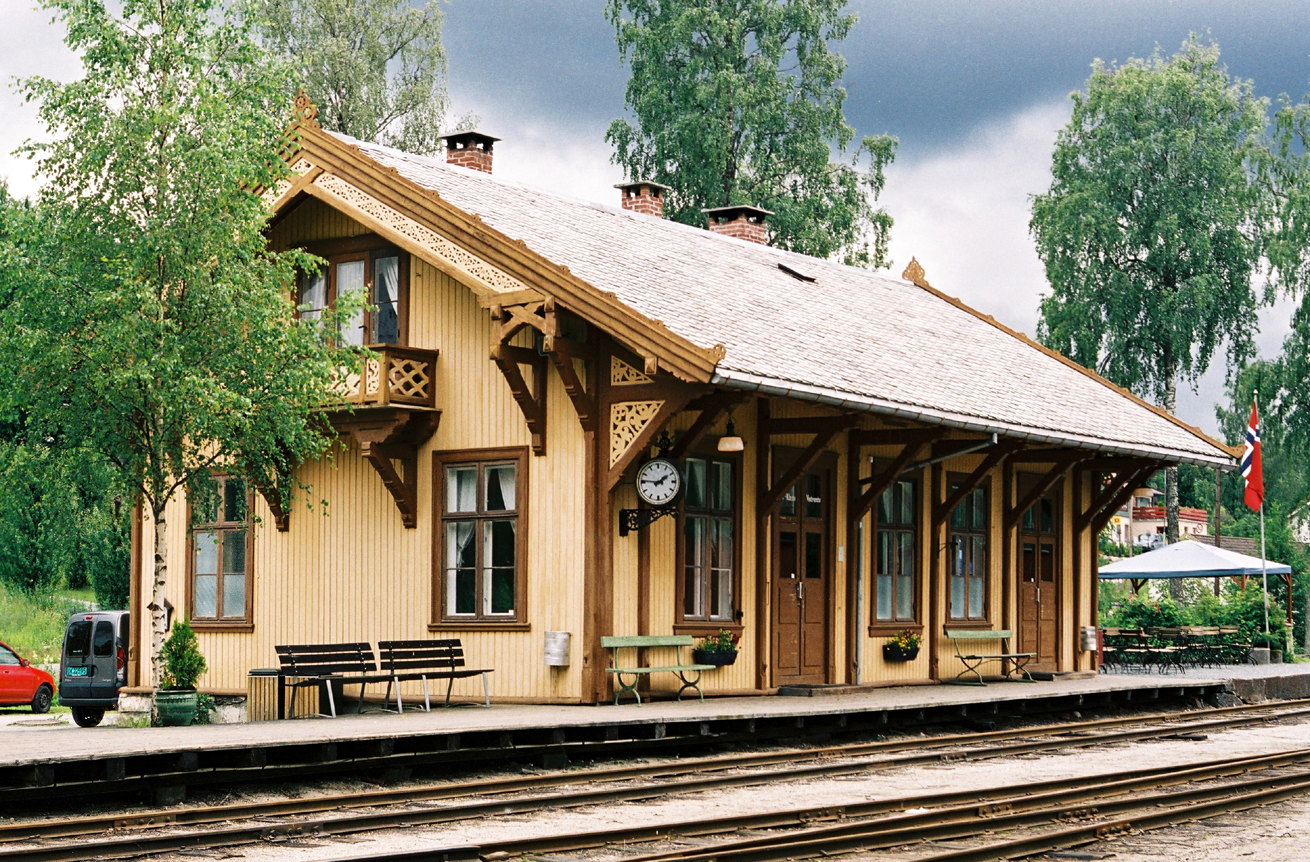
Gare de Krøderen, 1872, par Georg Andreas Bull.
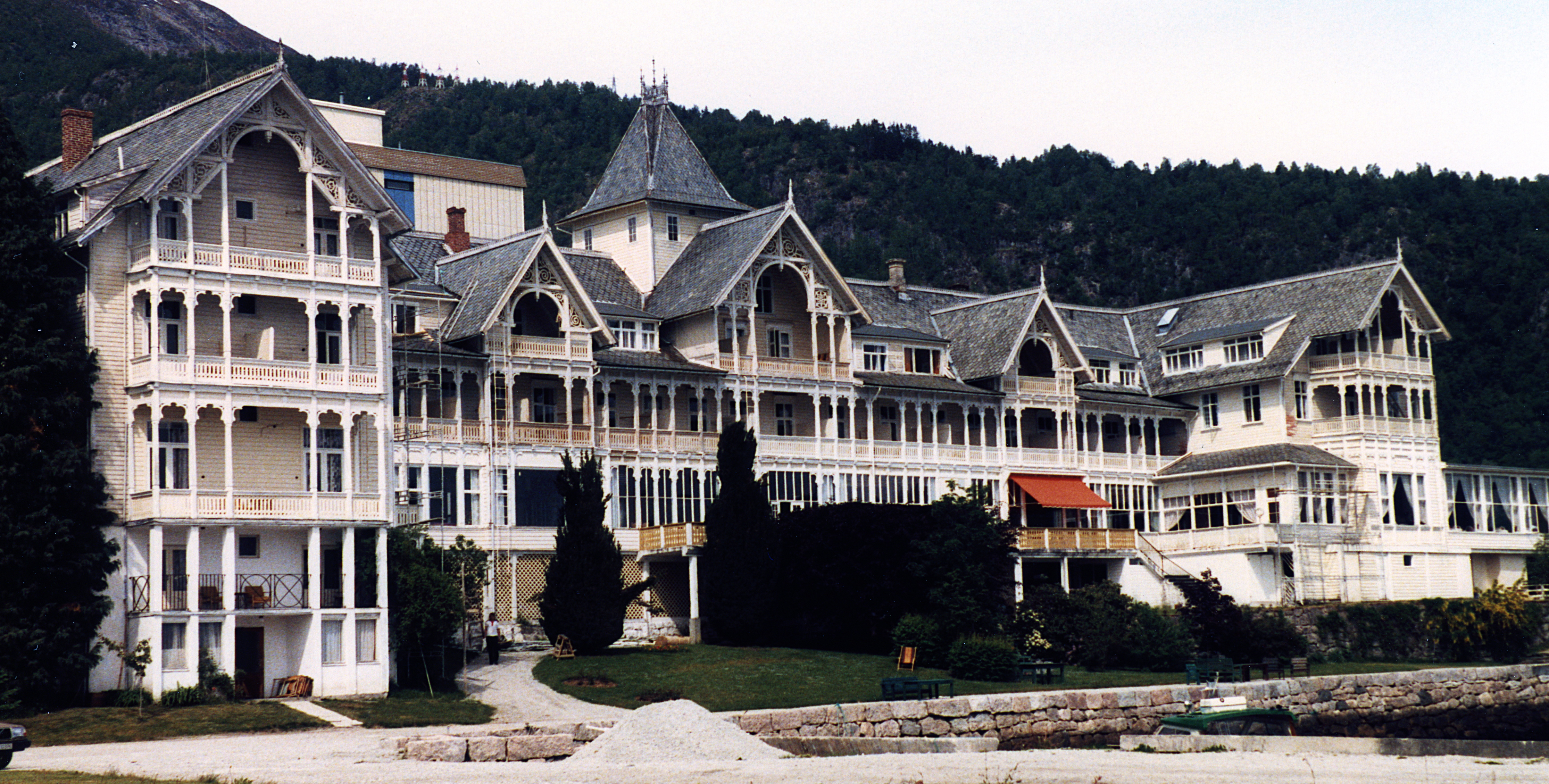
Hotel Kviknes à Balestrand, par Franz Wilhelm Schiertz.
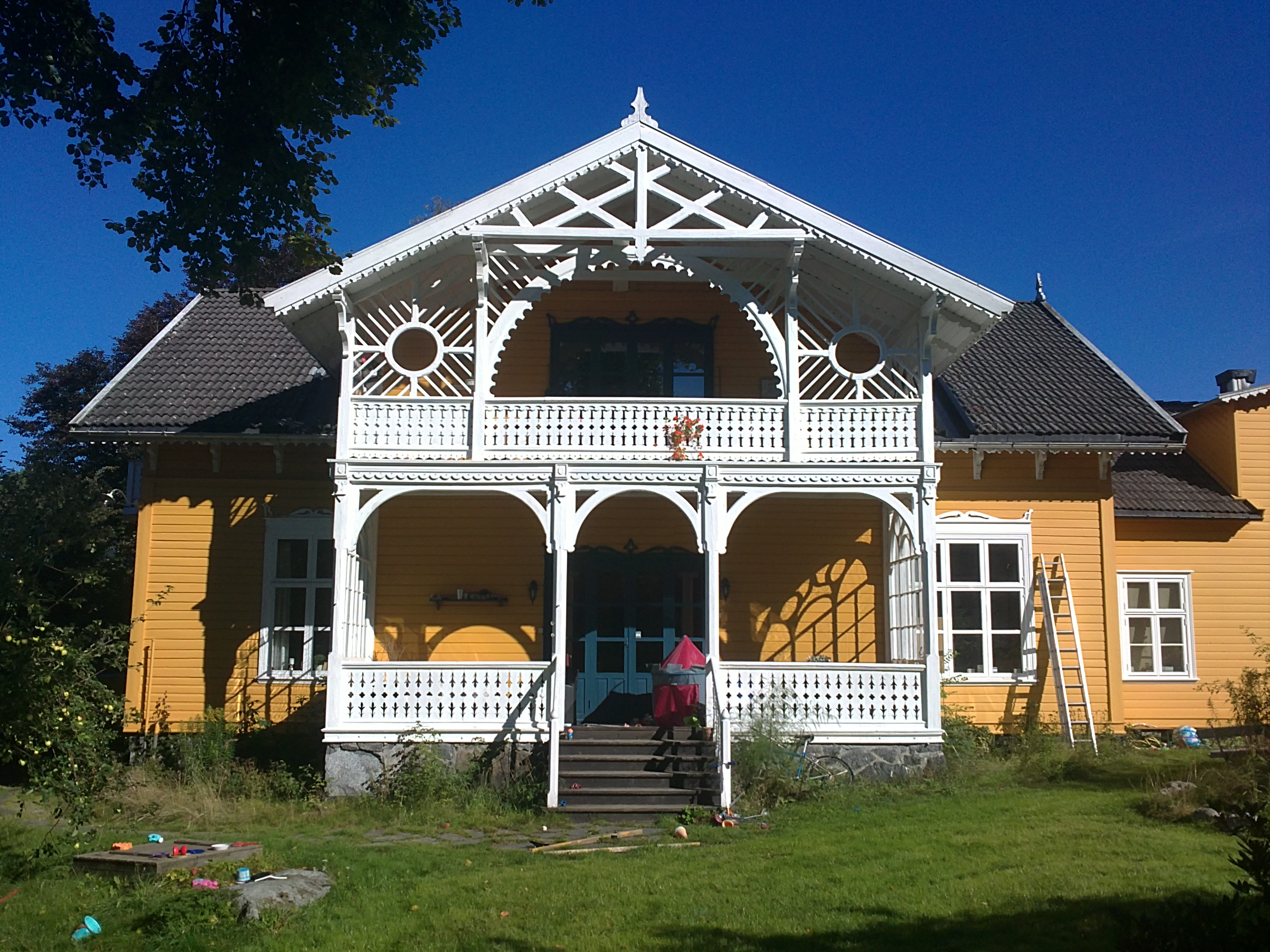
Maison de Colin Archer dite «Lilleodden»
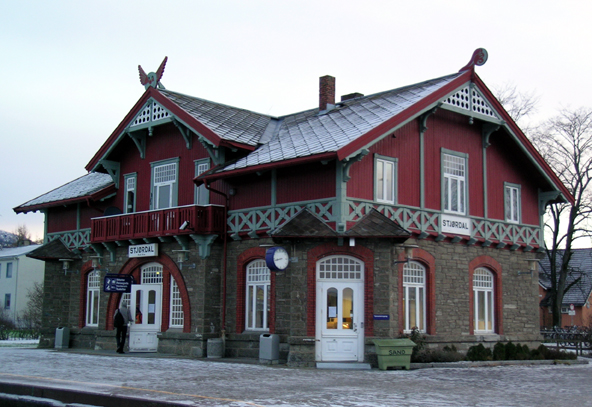
Gare de Stjørdal, par Paul Due, avec ornementation dragestil.
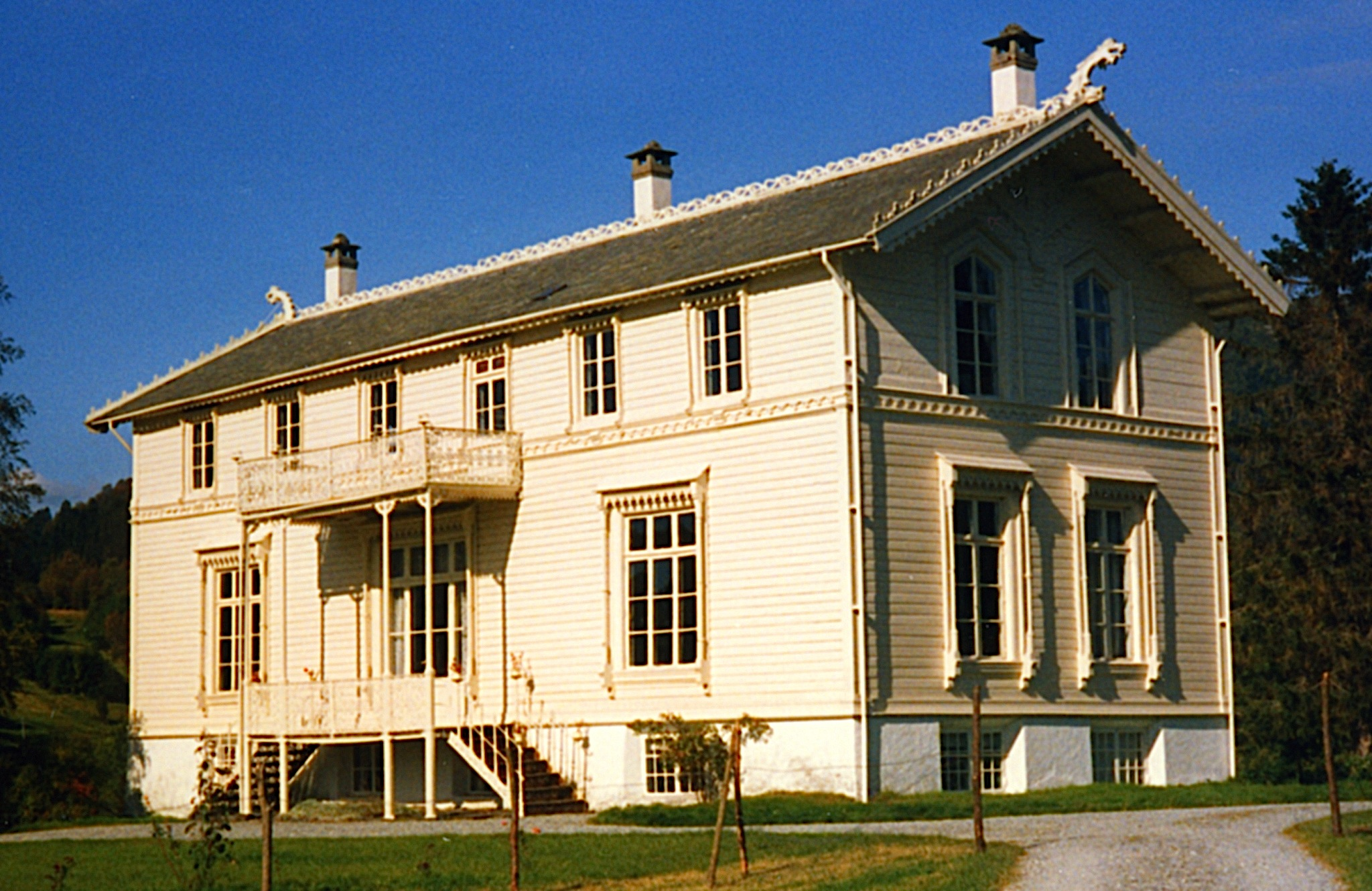
Villa de Ole Bull à Valestrand, par Georg Andreas Bull.
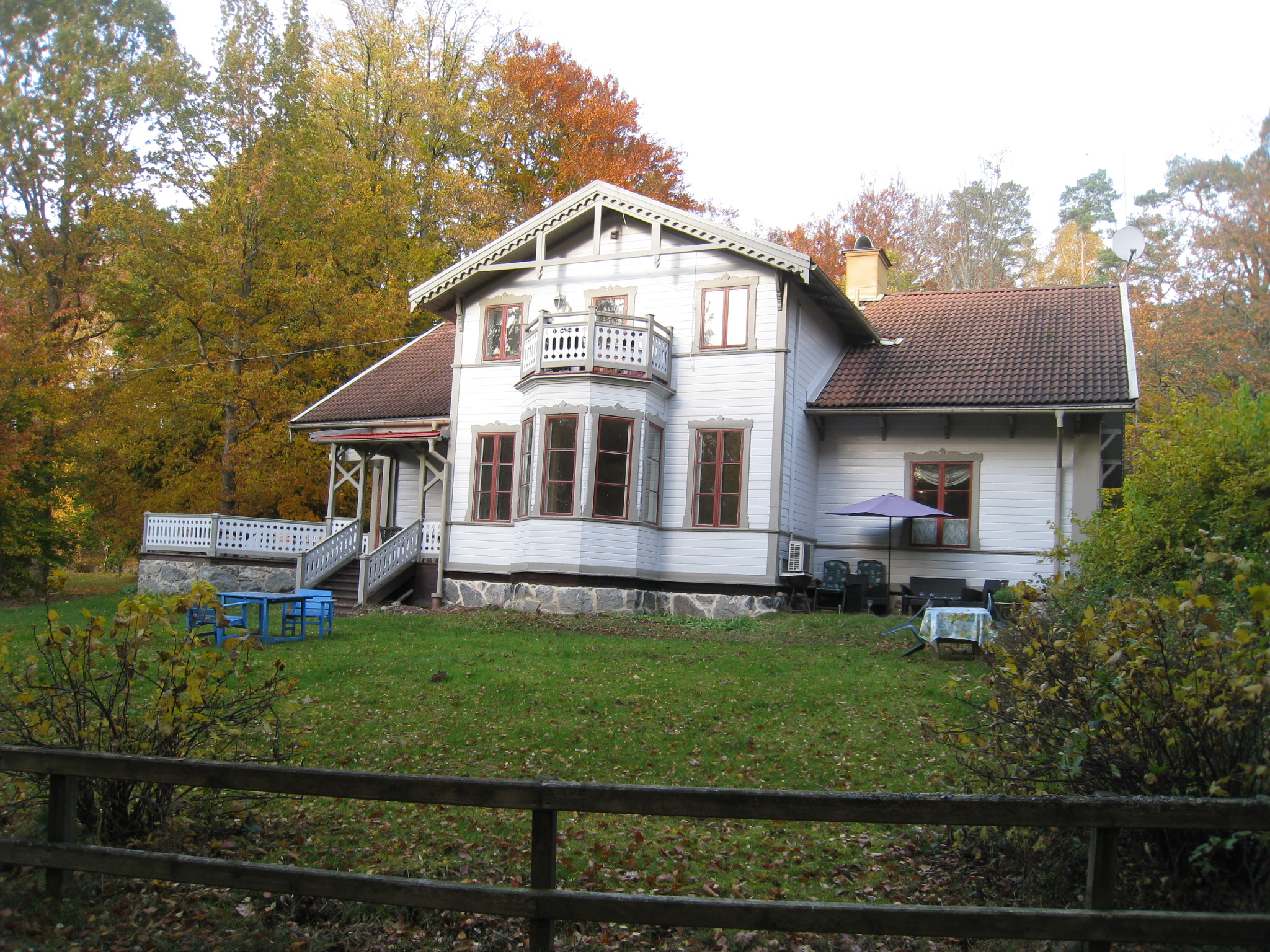
Bâtiment principal de la ferme Sandvik en style chalet suisse dans la réserve naturelle de Görväln, commune de Järfälla, Suède.

### Ouvrages et articles
- David M. Wilson (dir.) (trad. de l'anglais), Le Monde Nordique : Histoire et héritages des Peuples de l'Europe du Nord, Paris, Thames & Hudson, 12 septembre 2003, 248 p. (ISBN 2-87811-229-6 et 978-2878112290)
- James Graham Campbell, Atlas du Monde Viking, du Fanal, 1994
- Batey Colleen, Helen Clarke, R.I.Page et Neil S.Price Graham-Campbell James (trad. de l'anglais), Atlas du monde Viking Fournitures diverses, Paris, Succès du Livre, coll. « Civil/Mytho/Rel », 1994, 191 p. (ISBN 2-7434-4725-7 et 978-2743447250)
- Régis Boyer, La vie quotidienne des Vikings, Paris, Hachette, coll. « La vie quotidienne », 1er mars 1993, 375 p. (ISBN 2-01-016324-9 et 978-2010163241)
- Pierre Flatrès, « Une comparaison : structures rurales en Norvège et dans les contrées celtiques », Annales. Economies, sociétés, civilisations, vol. 12, no 4,‎ 1957 (lire en ligne, consulté le 3 août 2018).
- Michel Cabouret (Géographe, spécialiste de l'Europe nordique), « Quelques traits de l'évolution historique de l'habitat rural dans la péninsule Scandinave et plus particulièrement en Norvège : types de maisons et modes de groupement », Hommes et Terres du Nord, no 1,‎ 1982, p. 39-63 (lire en ligne, consulté le 3 août 2018). .
- Noak Carrau, « Une technique millénaire : construire en bois debout », Les quatre saisons du jardinage, no 138,‎ janvier-février 2003, p. 48-51.
- (da) Reinhold Mejborg, Gamle danske hjem i det 16de, 17de og 18de århundrede, Copenhague, N.C. Roms, 1888. .
- (da) Valtýr Guðmundsson, Privatboligen på Island i sagatiden samt delvis i det øvrige norden (Thèse de doctorat}), Copenhague, A.F. Høst & söns forlag, 1889, 290 p. .
- (da) K. Thorsen, « Bornholmske Byggeskikke i æltre Tid » [« Méthodes de construction des temps anciens à Bornholm »], Bornholmske Samlinger, Rønne, vol. 14,‎ 1922, p. 117-139. .